# Impero romano d'Occidente
L'Impero romano d'Occidente venne a costituirsi come entità pienamente autonoma e distinta dalla parte orientale al momento della morte dell'Imperatore Teodosio I nel 395, quando l'Impero venne diviso tra i suoi due figli, lasciando l'Occidente ad Onorio e l'Oriente ad Arcadio. Già in precedenza, in varie occasioni, l'Impero venne a trovarsi diviso in più entità a sé stanti per fini di carattere amministrativo e militare, come in occasione dell'istituzione della tetrarchia.
Tuttavia, dal 395 in poi, l'Impero romano d'Occidente e l'Impero romano d'Oriente non vennero più a ricostituirsi in unica entità; per tale motivo, tradizionalmente, la data della morte dell'imperatore Teodosio I (395) viene considerata dalla storiografia come l'inizio della vita autonoma della parte occidentale dell'Impero romano.
L'idea dell'unità restò tuttavia salda nelle coscienze ancora per lungo tempo, e certo non si era ancora spenta quando, nel 476, il re degli Eruli Odoacre depose l'ultimo imperatore occidentale, Romolo Augusto, e rimise le insegne dell'Impero all'imperatore d'Oriente Zenone. Quest'ultimo continuò a considerare l'Italia e Roma, culla della civiltà romana, come una parte dell'impero, mentre Odoacre e poi Teodorico, come patrizi d'Italia, ufficialmente svolgevano il ruolo di governatori per conto del sovrano di Costantinopoli, pur essendo di fatto regnanti autonomi.
Ancora l'imperatore bizantino Giustiniano tentò la riunificazione delle due parti dopo la fine dell'Impero d'Occidente, progetto che tuttavia finirà nei secoli successivi con l'affermazione dei regni di Franchi, Visigoti e Longobardi, e la nascita del Sacro Romano Impero.

## Geografia

### Superficie e suddivisione
Al momento della morte di Teodosio I e della definitiva divisione dell'Impero in una parte orientale e in una occidentale (395), quest'ultima ereditò la Prefettura del pretorio delle Gallie e la maggior parte della Prefettura del pretorio d'Italia, Africa e parte dell'Illiria, mentre all'Oriente toccarono la Prefettura del pretorio d'Oriente e due diocesi illiriche. A sua volta la Prefettura d'Italia era formata da quattro diocesi: Italia (due diocesi), Illiria e Africa; quella delle Gallie da un pari numero di diocesi: Gallia (due diocesi), Hispania e Britannia. 
Va messo in evidenza che l'Illiria era stata ripartita fra i due Imperi e che questa divisione fu fonte di continue dispute che iniziarono a profilarsi subito dopo la morte di Teodosio. Alla fine del IV secolo la superficie totale dell'area romano-occidentale superava i 2,5 milioni di km² con una popolazione globale difficilmente quantificabile ma che, con ogni probabilità, doveva situarsi fra i 20 e i 25 milioni di abitanti.
Nel secolo successivo in tutto il mondo romano-occidentale si assistette a una generalizzata flessione demografica dovuta a guerre, carestie ed epidemie. Lo stanziamento di genti barbare in quasi tutte le regioni dell'Europa occidentale e dell'Africa, non riuscì infatti a compensare le perdite che avevano falcidiato la popolazione autoctona. Le etnie barbare, generalmente di origine germanica, rappresentarono, in quasi tutto l'Occidente romano, una quota modesta sul totale delle popolazioni romane o romanizzate, con ogni probabilità non superiore, in termini percentuali, a un 7 o 8%.
Per avere un'idea della limitata consistenza numerica di queste tribù barbare, ricorderemo che, quando i Longobardi penetrarono in Italia nella seconda metà del VI secolo, si ritiene che la loro orda fosse composta da circa 120 000 unità ivi compresi anziani, donne e bambini.

### Città
Fra la fine del IV e gli inizi del V secolo Roma era ancora la città più popolosa dell'Impero (sia della parte occidentale sia della parte orientale). Durante il regno di Valentiniano I (364 - 375) si calcola, sulla base delle tessere annonarie distribuite, che l'Urbe dovesse contare non meno di 800 000 abitanti (ma altre fonti danno una cifra anche superiore, vedi riquadro). Questo valore restò pressoché inalterato fino al primo sacco di Roma da parte dei Visigoti di Alarico (410). Seguì una certa flessione demografica, ma ancora alla metà del V secolo sembra che la popolazione della città non fosse inferiore ai 650 000 abitanti Fu soltanto all'indomani del secondo sacco per opera dei Vandali (455) che Roma perse probabilmente il rango di prima città dell'Impero superata non solo da Costantinopoli, ma anche dalle popolose metropoli d'Oriente: (Alessandria, Antiochia e, forse, anche Tessalonica).
L'Italia poteva vantare, oltre a Roma, una serie di centri relativamente popolosi ed economicamente attivi, prime fra tutte Capua e Mediolanum (odierna Milano) - quest'ultima anche capitale imperiale -, seguita da Ravenna, Bononia (odierna Bologna), Augusta Taurinorum (odierna Torino) e Aquileia, che però fu distrutta dagli Unni attorno alla metà del V secolo. Nel resto dell'Impero d'Occidente, invece, tra le città in assoluto più grandi si configuravano Cartagine, che con i suoi 150 000-200 000 abitanti o più costituiva con ogni probabilità il secondo agglomerato urbano dell'Occidente romano, Leptis Magna (nell'Africa Proconsolare) e Augusta Treverorum (odierna Treviri). Ravenna, in particolar modo, fu una delle poche città italiane che continuò a espandersi nel corso del V secolo, raggiungendo la sua massima estensione in età gotica, allorché l'aumento della popolazione e del territorio urbano rese necessario un ampliamento della cinta muraria romana che finì col racchiudere una superficie di 150 ettari; nel 402 divenne poi capitale dell'Impero romano d'Occidente e conservò tale rango anche dopo il 476, sotto Odoacre, gli Ostrogoti e i Bizantini.
Cartagine, invece, oltre a possedere praticamente da sempre una netta vocazione commerciale, era posta nel cuore di una ricca regione agricola ed esportava le sue derrate alimentari anche in Oriente. In Africa, altre tre città di medie dimensioni godevano di una certa prosperità: Leptis Magna, culla della dinastia dei Severi, che, dopo un periodo di decadenza, aveva conosciuto una certa ripresa in epoca teodosiana; Timgad, importante centro donatista, e infine Cesarea (oggi Cherchell, in Algeria), che dette i natali a Prisciano, che con Donato fu il massimo grammatico della tarda latinità.

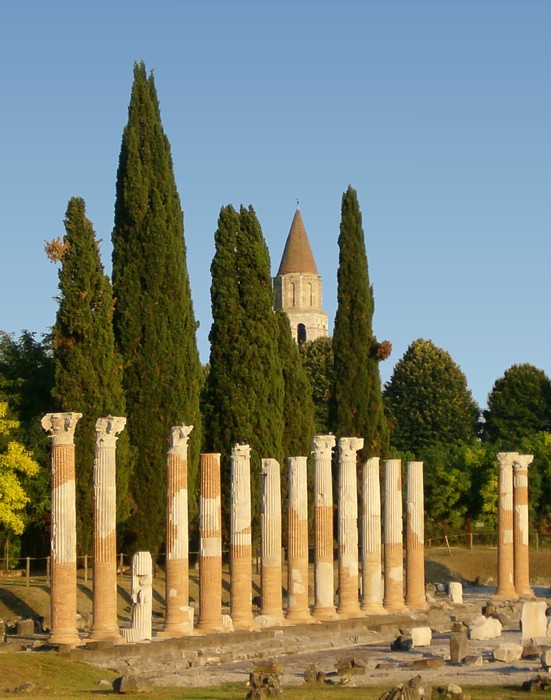
La città di Aquileia

Nella regione illirica la città più importante e popolosa era forse Salona (nelle immediate vicinanze dell'odierna Spalato), in Dalmazia, con una popolazione di oltre 50 000 abitanti, mentre i due agglomerati di frontiera di origine castrense, Carnuntum e Aquincum (l'attuale Budapest), conservarono una certa importanza strategica. Entrambi questi centri possedevano due anfiteatri, uno per le guarnigioni di stanza e uno per la popolazione civile. Carnuntum ci viene descritta da Ammiano Marcellino, nella seconda metà del IV secolo, come una città sonnolenta e degradata, ravvivata però dalla presenza di molti militari accampati nei dintorni o residenti nell'abitato.
In Iberia aveva avuto un certo sviluppo, nel corso del IV secolo, la città di Hispalis (l'attuale Siviglia), impostasi come il massimo centro abitato della Betica, mentre Carthago Nova (Cartagena) continuava a costituire il più importante punto di riferimento urbano nell'area mediterraneo-orientale della diocesi. Non minore importanza rivestivano Tarraco (Tarragona), Osca (Huesca) e Caesaraugusta (Saragozza) nella parte settentrionale della penisola.
Fra le città più importanti e popolose delle due diocesi galliche era Augusta Treverorum (Treviri, oggi in Germania), ex capitale imperiale fin da epoca tetrarchica e, ancora attorno al 400, sede di Prefettura. Arelate (Arles), impostasi fin dalla prima metà del IV secolo come il più dinamico centro urbano della Gallia meridionale, era anche divenuta, agli inizi del secolo successivo, capitale di prefettura. Massimo centro della Gallia centrale era, con ogni probabilità, Lugdunum (Lione).
In Britannia l'unica città di una certa importanza era Londinium, l'odierna Londra, seguita da nuclei urbani di modeste dimensioni, spesso di origine castrense o sviluppatisi su precedenti insediamenti celti (come Calleva Atrebatum, oggi Silchester). Aquae Sulis (Bath) era invece un centro termale noto fin dal I secolo. L'abbandono della Britannia da parte delle guarnigioni romane agli inizi del V secolo determinò la decadenza di tali centri, la quale si protrasse per buona parte dell'alta età media. Londra, restata quasi senza abitanti, dovette essere pressoché rifondata da Alfredo il Grande nel IX secolo.
| Estensione e popolazione delle principali città dell'impero | Estensione e popolazione delle principali città dell'impero | Estensione e popolazione delle principali città dell'impero |
| Città                                                       | Estensione                                                  | Popolazione                                                 |
| ----------------------------------------------------------- | ----------------------------------------------------------- | ----------------------------------------------------------- |
| Roma                                                        | 1800 ettari - (sec. IV)                                     | circa 1 milione                                             |
| Capua                                                       | 180 ettari circa                                            | 70 000                                                      |
| Mediolanum                                                  | 133 ettari circa                                            | 50 000                                                      |
| Bononia                                                     | 83 ettari circa                                             | 30 000                                                      |
| Augusta Taurinorum                                          | 47 ettari circa                                             | 20 000                                                      |
| Verona                                                      | 45 ettari circa                                             | 20 000                                                      |
| Augusta Praetoria                                           | 41 ettari circa                                             | 20 000                                                      |
| Leptis Magna                                                | 400 ettari circa                                            | 100 000                                                     |
| Augusta Treverorum                                          | 285 ettari circa                                            | 50 000                                                      |
| Nemausus                                                    | 220 ettari circa                                            | 70 000                                                      |
| Vindobona                                                   | 200 ettari circa                                            | 60 000                                                      |
| Londinium                                                   | 140 ettari circa                                            | 50 000                                                      |
| Lutetia                                                     | 55 ettari circa                                             | 20 000                                                      |
| Alessandria d'Egitto                                        | 900 ettari circa                                            | 500 000 - 1 milione                                         |
| Carthago                                                    | 300 ettari circa                                            | 200 - 300 000                                               |
| Nova Roma (Constantinopolis)                                | 1400 ettari circa                                           | 200 000 circa                                               |

Città fondate o conquistate dai Romani in Italia ( celle con sfondo verde )

Città fondate dai Romani nelle province dell'Impero (celle con sfondo giallo )

Città conquistate dai Romani fuori dall'Europa (celle con sfondo celeste )

## Storia

### Prodromi della divisione (364-395)

#### Valentiniano I (364-375)
Una più marcata divisione dell'Impero Romano, dopo le suddivisioni amministrative dei decenni precedenti, si ebbe con l'ascesa al trono di Valentiniano I, creato imperatore a Nicea nel febbraio del 364. Il nuovo sovrano dovette prendere atto dell'impossibilità di gestire da solo la delicata situazione militare che si era venuta a creare sia lungo la frontiera danubiana e renana, ad Occidente, a causa dei sempre più frequenti sconfinamenti delle tribù barbare, sia su quella persiana, ad Oriente, dove i Sasanidi si erano da tempo imposti come i più agguerriti avversari di Roma e del suo esercito. Nella primavera di quello stesso anno, Valentiniano associò pertanto come augusto il fratello Valente, assegnandogli la parte orientale dell'Impero e tenendo sotto il suo controllo quella occidentale, chiaro segno dell'importanza che ancora rivestiva all'epoca la città di Roma.
L'attività governativa di Valentiniano I, tesa a frenare l'avanzata dei barbari che premevano sui confini della Germania, si concretizzò nella costruzione del poderoso limes che andava dal Mare del Nord, in corrispondenza della foce del Reno, alle Alpi Retiche. Valentiniano, come e ancor più dei suoi predecessori, fece frequente ricorso al reclutamento di mercenari nell'esercito, con il conseguente accesso alle magistrature civili e militari di molti Germani e la graduale "barbarizzazione" dei quadri dell'amministrazione, della burocrazia e dell'esercito. Morì nel 375 in Pannonia, a causa di un ictus cerebrale. Gli succedette in Occidente suo figlio Graziano, mentre l'Oriente continuava ad essere retto da Valente.

#### L'inizio della crisi: la guerra gotica e la battaglia di Adrianopoli (376-382)

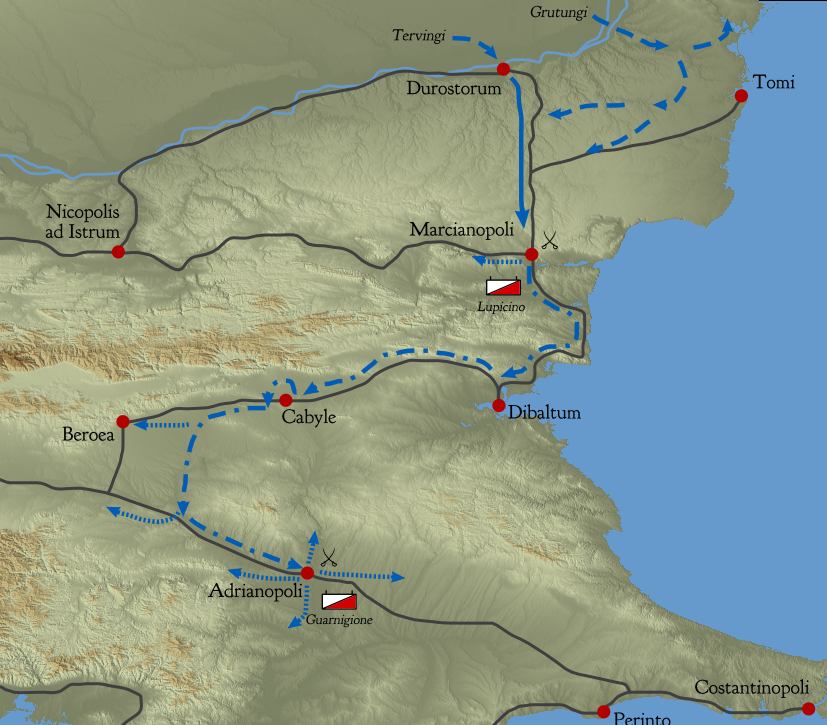
Movimenti dei Goti nel 376.

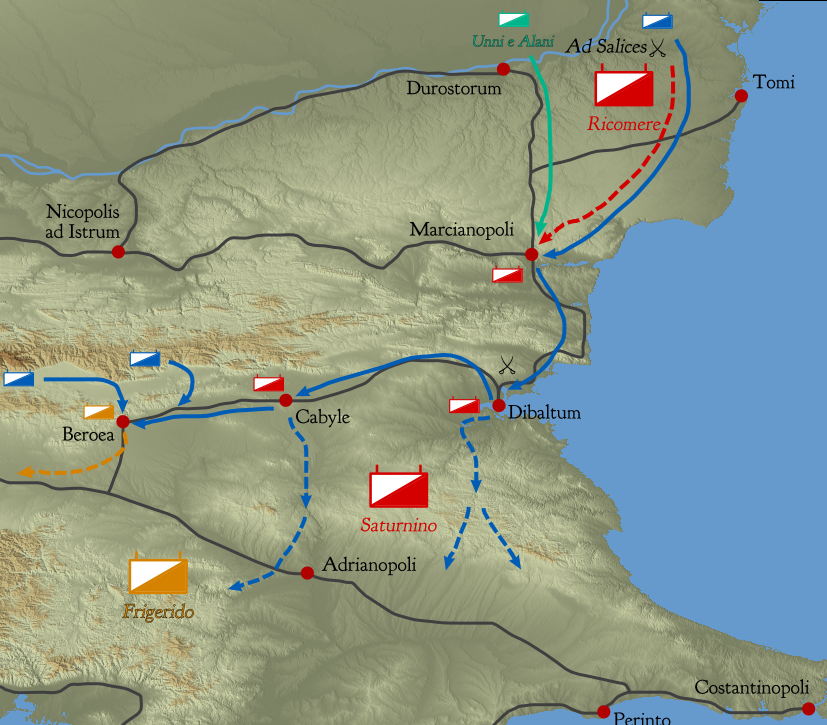
Campagna del 377.

Tra l'estate e l'autunno del 376, decine di migliaia di profughi, Goti e di altri popoli, scacciati dalle proprie terre dalle invasioni unne, giunsero sul Danubio, chiedendo asilo all'imperatore romano Valente, affinché venisse loro permesso di stabilirsi sulla sponda meridionale del Danubio: il fiume li avrebbe infatti protetti dagli Unni, che non avevano l'equipaggiamento necessario per attraversarlo in forze. L'imperatore concesse l'asilo in termini estremamente favorevoli: ai Goti furono promesse terre da coltivare, razioni di grano, e l'arruolamento nell'esercito romano come foederati. Secondo la propaganda imperiale, l'Imperatore Valente aveva accettato di accogliere le popolazioni barbare allo scopo di rafforzare il proprio esercito ed incrementare la base imponibile del fisco; secondo Heather, invece, Valente fu quasi costretto ad ammettere i Goti all'interno dell'Impero, non avendo sufficienti forze nei Balcani per impedire loro la traversata del Danubio; pur tuttavia, non intendendo ammettere la propria debolezza militare, incaricò i propagandisti di corte di magnificare i potenziali aspetti positivi dell'ammissione dei Goti all'interno dell'Impero. A conferma del fatto che Valente tentò per quanto possibile di limitare i danni, solo a una parte dei Goti venne però concesso di guadare il Danubio.
Inoltre, tutti coloro accolti in territorio romano avrebbero dovuto consegnare le proprie armi, ma alcune riuscirono a passare, forse a causa del fatto che le operazioni di attraversamento del fiume vennero velocizzate per evitare una sommossa dei Goti in attesa, impedendo così di controllare perfettamente gli equipaggiamenti degli immigranti. La presenza di un popoloso stanziamento in un'area ristretta causò una penuria di viveri tra i Goti, che l'Impero non fu in grado di contrastare né con terre da coltivare né con i rifornimenti promessi. La struttura logistica romana, che distribuiva gli approvvigionamenti in più centri allo scopo di ottenere una maggiore capillarità, venne messa sotto pressione: i Goti, senza più approvvigionamenti, si diedero a mangiare carne di cane, che veniva loro fornita al prezzo di un cane per ogni bambino goto ceduto come schiavo.
I maltrattamenti furono tali che i Goti alla fine si rivoltarono, devastando i Balcani. Valente aveva sottovalutato la minaccia che essi rappresentavano rispetto al nemico di sempre, i Sasanidi, e teneva impegnato l'esercito presenziale in oriente, né le truppe in Tracia erano sufficienti per infliggere una sconfitta decisiva ai Goti. Al tempo stesso questi ultimi si trovavano in una posizione altrettanto difficile: la necessità di procacciarsi notevoli quantità di cibo li costringeva infatti a muoversi in gruppi di numero ridotto, possibile preda di attacchi di forze romane. Forse era loro intenzione infliggere ai propri nemici una sconfitta tale da imporre loro dei termini non distanti dall'accordo di ingresso nel territorio imperiale (la concessione di terre da coltivare), ma dovevano farlo presto, prima dell'arrivo di altre truppe romane.
Stipulata una pace sfavorevole con i Persiani, l'imperatore d'Oriente poté portare il grosso del suo esercito nei Balcani per porre finalmente fine ai saccheggi dei Goti. Giunto a Costantinopoli, Valente attese in quel luogo l'arrivo delle truppe di Graziano, imperatore d'Occidente. Prima che Graziano arrivasse, però, Valente venne informato da spie che i Goti erano solo 10 000, una notizia che si rivelò successivamente falsa. Nella convinzione di essere in superiorità numerica e non volendo condividere la gloria di una vittoria con Graziano, Valente imprudentemente affrontò i Goti ad Adrianopoli, perdendo e venendo ucciso in battaglia (9 agosto 378). Sant'Ambrogio vide in questa battaglia epocale, rovinosa per le armi romane, un segnale dell'imminente fine del mondo.
Il mondo non terminò ma all'Impero romano venne inferto un colpo durissimo. Graziano, figlio di Valentiniano I e succeduto al padre all'età di sedici anni, non sentendosi in grado di governare l'impero assieme al suo fratellastro Valentiniano II di soli sei anni, nel gennaio del 379 nominò augusto Teodosio I cui affidò le diocesi di Macedonia e Dacia anch'esse minacciate dai Visigoti in rivolta. Questi ultimi erano penetrati nei Balcani devastandoli orribilmente. Il nuovo Imperatore, quando ancora l'esercito della pars orientalis non era stato completamente ricostituito, si vide quindi costretto ad affrontare i Goti con una forza eterogenea non superiore ai 10 000 uomini; negli scontri che seguirono (380) ebbe la peggio, pur non riportando gravi perdite.
Fu così che l'Imperatore d'Oriente fu costretto a ricorrere alla diplomazia, concedendo, nel 382, ai Goti lo status di Foederati in cambio della pace. I foederati mantenevano una certa autonomia da Roma, non pagando tasse all'Impero, e, in cambio di un compenso - in denaro o tramite concessione di terre (hospitalitas) -, avrebbero fornito contingenti alleati all'esercito imperiale in occasione di specifiche campagne militari. Tale sistema costituiva in realtà un'arma a doppio taglio in quanto non faceva altro che sostituire l'"invasione violenta" con quella "pacifica", e avrebbe potuto portare i barbari a distruggere dall'interno l'Impero. Il retore Temistio si augurava che i Goti sarebbero stati presto assimilati alla cultura romana, com'era accaduto già in passato con i Galati, e che quindi non sarebbero stati più una minaccia per l'Impero, ma fu smentito dagli avvenimenti successivi. I Tervingi e i Greutungi, dalla cui coalizione si sarebbe originato il popolo dei Visigoti, si sarebbero ritagliati presto un loro regno indipendente in Gallia e in Hispania e avrebbero contribuito alla caduta dell'Impero romano d'Occidente.

#### Il regno di Teodosio I (379-395)
Sul versante religioso, dopo l'ascesa al potere di Teodosio, si venne a produrre un progressivo consolidamento del cristianesimo, culto già all'epoca predominante. Il nuovo augusto ne favorì infatti la diffusione con l'intento di convertirlo in collante dell'Impero (editto di Tessalonica, 380), venendo così a sostituire le antiche credenze e l'arianesimo, ormai apertamente osteggiati o messi al bando.
Nel 383, l'esercito di Britannia aveva proclamato Augusto un generale di origine ispana, Magno Massimo, che sbarcò prontamente in Gallia con un esercito per impadronirsene. Graziano, da Treviri, venne incontro all'usurpatore, ma a seguito delle numerose defezioni che si verificarono fra le sue truppe, ripiegò su Lugdunum, dove morì per mano di un sicario, Andragazio. Magno Massimo ne approfittò per occupare, nel 387, l'Italia e l'Africa. Valentiniano II, temendo per la propria vita, si rifugiò a Tessalonica. Teodosio, che, dopo la morte di Graziano, aveva riconosciuto Magno Massimo come Augusto, nel 383 associò all'Impero il figlio Arcadio. Qualche anno più tardi anche Magno Massimo, seguendone l'esempio proclamò suo figlio Flavio Vittore augusto. Con i due giovani si venne a creare una situazione molto complessa: ben cinque persone, fra augusti legittimi e usurpatori, erano, o erano state poste, ai massimi vertici dell'Impero. Tale sovrapposizione di titoli e cariche non durò per lungo tempo. Teodosio sconfisse Magno Massimo ad Aquileia dove il generale ispano fu giustiziato (388), e stessa sorte toccò a suo figlio Vittore nelle Gallie. Valentiniano II, venne così reintegrato, per opera di Teodosio, nella sua carica di augusto della parte occidentale dell'impero.

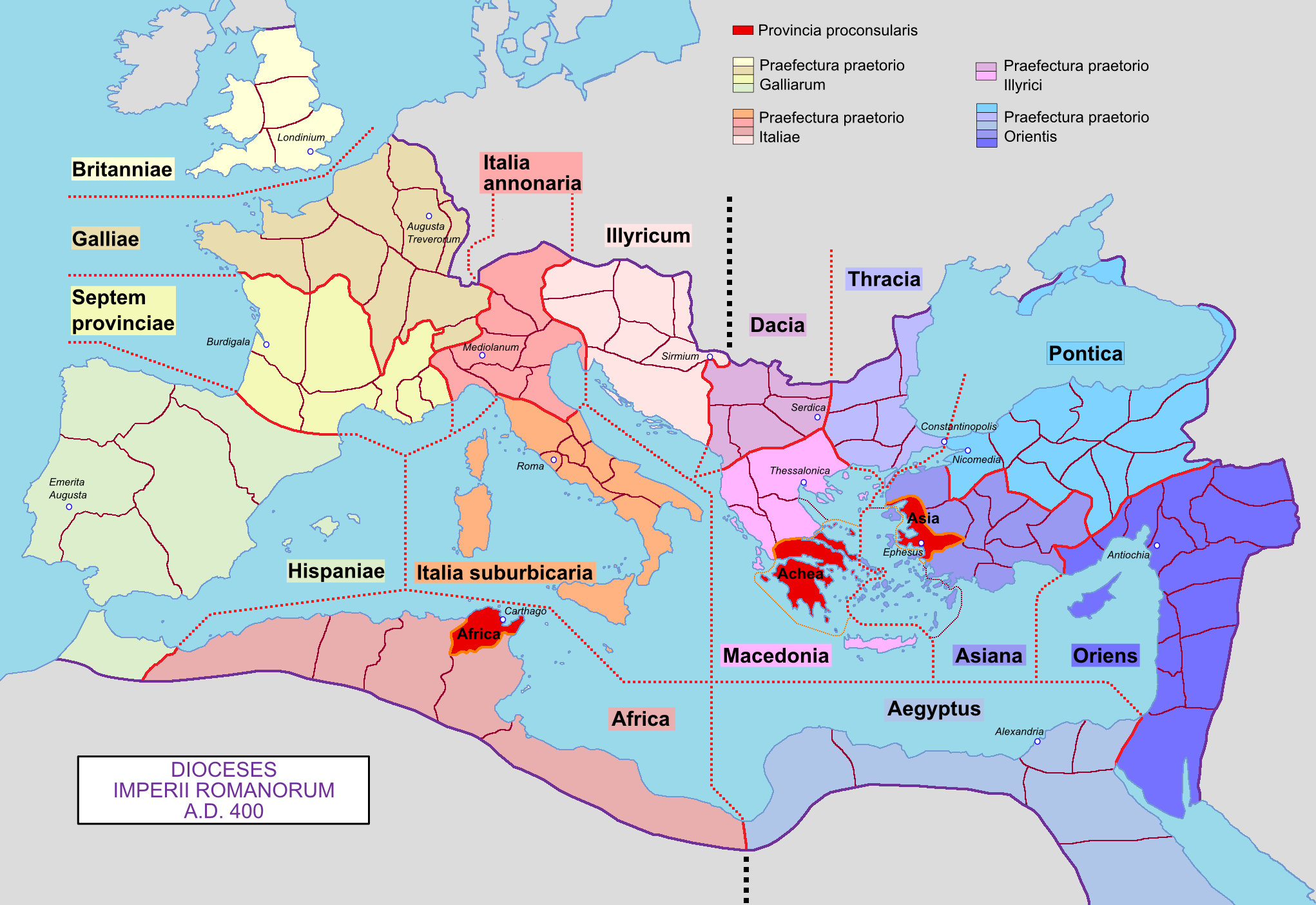
L'impero romano alla morte di Teodosio (395).

Teodosio, vero arbitro politico dell'impero, inviò Valentiniano a Treviri affinché da questa città potesse governare la parte occidentale con l'aiuto di Arbogaste, ma intrighi di corte determinarono probabilmente la morte del giovane imperatore qualche anno più tardi (392). Teodosio, che per tre anni si era mosso fra Roma e Milano, tornò a stabilirsi in oriente, lontano dalle pressioni ed interferenze del vescovo Ambrogio, cui tentava di resistere, mettendo in atto una politica di contenimento nei confronti del potere ecclesiastico. La strage di Tessalonica diede però ad Ambrogio la possibilità di imporre una penitenza all'Imperatore e dal 390 Teodosio fu costretto a ridefinire la sua politica religiosa nei confronti di apostati, pagani ed eretici.
Un editto, promulgato il 24 febbraio 391, prevedeva la chiusura di tutti i templi e vietava ogni culto pagano, anche se celebrato in forma privata. La persecuzione sistematica delle credenze non cristiane scatenarono una reazione pagana nei confronti di Teodosio, soprattutto in Italia. Rientrato a Costantinopoli, l'imperatore dovette infatti far fronte alle proteste delle correnti fautrici di un paganesimo ormai al tramonto, che avevano trovato nel retore Flavio Eugenio, uno strenuo difensore. Eugenio, con il sostegno di Arbogaste e di molti membri della classe senatoriale romana, fu proclamato Augusto della parte occidentale il 22 agosto 392, ma non fu riconosciuto come collega da Teodosio. Quest'ultimo, al contrario, associò al trono Onorio, suo secondogenito, con l'intenzione di porlo sul trono della parte occidentale, e si mosse con un esercito verso l'Italia. Nella battaglia del Frigido, non lontano da Aquileia, sconfisse, il 6 settembre 394, le forze di Eugenio ed Arbogaste.
Eliminati i rivali, Teodosio restò unico imperatore ancora per pochi mesi, perché si spense il 17 gennaio 395. «Con Teodosio», scrive Gibbon, «...morì anche lo spirito di Roma. Egli fu l'ultimo dei successori di Augusto che comandasse di persona gli eserciti in guerra e la cui autorità fosse riconosciuta in tutto l'impero». Quest'ultimo fu ereditato dai suoi due figli: ad Arcadio, il maggiore, andò la pars orientalis, mentre al più giovane Flavio Onorio toccò la pars occidentalis. Da questo momento la divisione non venne più ricomposta ed iniziarono prendere forma due aggregazioni territoriali distinte: un Impero romano d'Occidente ed un Impero romano d'Oriente.

### Il regno di Onorio (395-423)

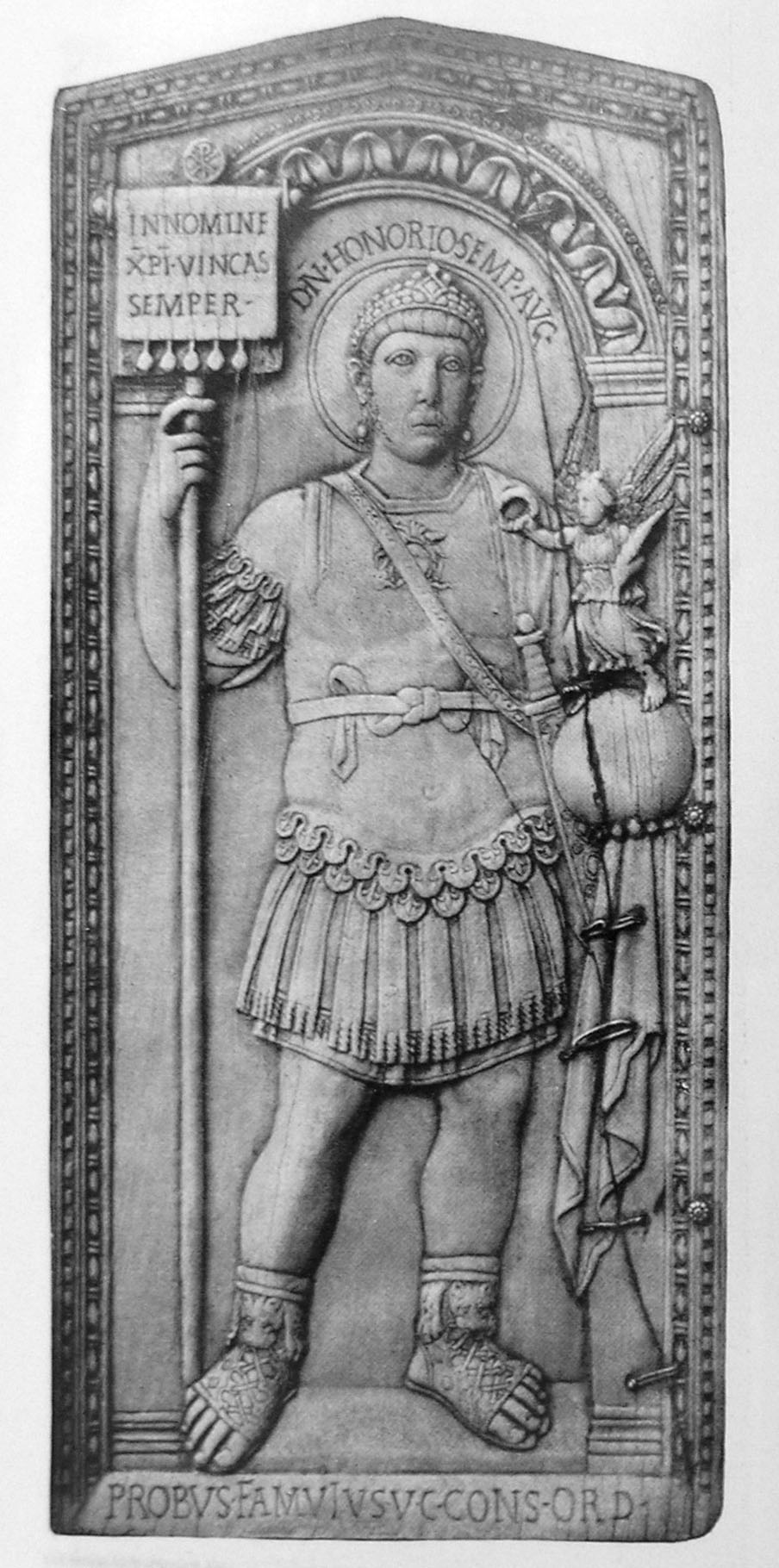
L'Imperatore d'Occidente Flavio Onorio in un dittico del 402.

Onorio, come del resto suo fratello Arcadio, non ereditò le qualità paterne. Fu un sovrano religioso e gentile, ma testardo, incompetente e, secondo taluni, una nullità.

#### La reggenza di Stilicone (395-408)

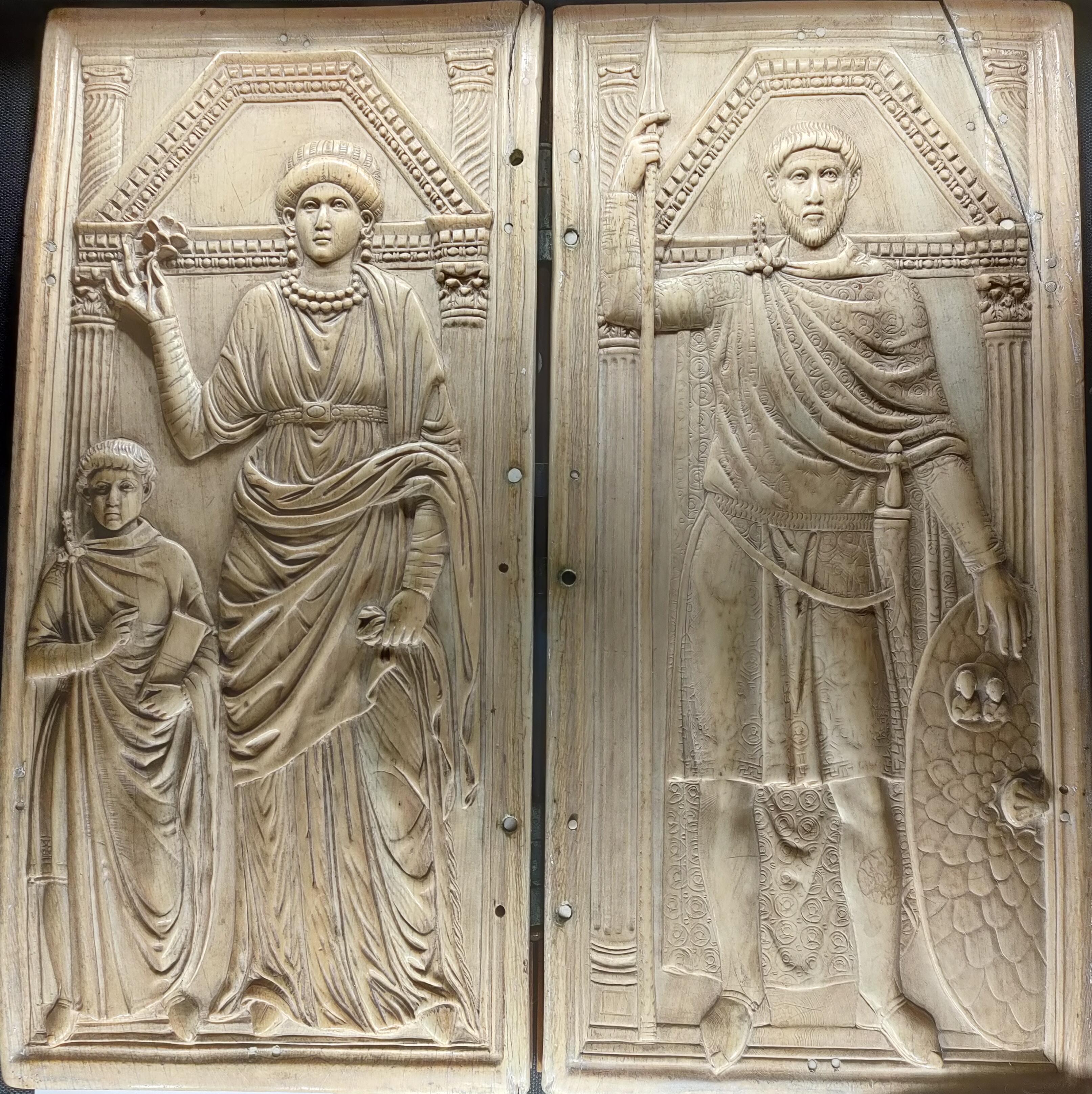
Dittico di Stilicone, Monza, Tesoro del Duomo

Avendo ereditato il trono a soli undici anni, fu affidato alla reggenza del magister militum Stilicone, prescelto per questo incarico da Teodosio sin dal 393. Stilicone, figlio di un vandalo e di una romana, si trovò così a guidare un Impero certamente debilitato dalle lunghe lotte intestine e dalle tribù barbare di origine germanica che premevano sui suoi confini, ma in quel momento ancora piuttosto saldo e in posizione più sicura rispetto al più ricco ma anche più esposto Oriente. Quest'ultimo veniva infatti percepito, dai soldati di lingua latina che difendevano il limes danubiano come «... la parte più debole dell'Impero, con le sue città sovraffollate e i contadini imbelli». Pare che Stilicone affermasse di essere stato nominato custode e reggente di entrambi i figli di Teodosio, e questo incrinò i suoi rapporti con la corte della metà orientale dell'Impero, dato che i reggenti di Arcadio non avevano la minima intenzione di cedere il loro potere a Stilicone; altro motivo di disputa con la corte di Costantinopoli era la questione delle diocesi contese dell'Illirico orientale, trasferite all'Impero d'Oriente sotto Teodosio I, ma rivendicate per l'Occidente da Stilicone.
Dei litigi tra le due parti dell'Impero ne approfittarono i foederati Visigoti, che colsero l'occasione per rivoltarsi, nominando come loro capo unico Alarico. Secondo diversi studiosi, i Visigoti di Alarico erano gli stessi goti che avevano sconfitto l'esercito di Valente nella battaglia di Adrianopoli nel 378 e che erano stati insediati come foederati nei Balcani da Teodosio I nel 382; essi vennero impiegati da Teodosio I nelle lotte contro gli usurpatori gallici Magno Massimo (387-388) ed Eugenio (392-393) e avevano subito pesanti perdite durante la battaglia del Frigido nella quale, secondo Paolo Orosio, Teodosio I aveva ottenuto due vittorie: una sull'usurpatore gallico Eugenio, e un'altra sui foederati goti che servivano nell'esercito di Teodosio. Secondo Heather, le perdite subite in quella battaglia spinsero i Goti a rivoltarsi nel tentativo di costringere l'Impero a rinegoziare il foedus del 382 a condizioni più favorevoli per i Goti: non è ben chiaro a cosa mirassero i Goti, ma, con ogni probabilità, le richieste gote comprendevano il riconoscimento di un proprio capo unico, e la nomina di questi a magister militum dell'esercito romano.
Prendendo a pretesto il fatto che Alarico non avesse ottenuto un ruolo di comando nell'esercito romano (la carica di magister militum, che pure gli era stata promessa da Teodosio I), i Visigoti invasero la Tracia e la Macedonia: all'epoca vi furono sospetti di collusione con il prefetto del pretorio d'Oriente Flavio Rufino, che avrebbe spinto Alarico a rivoltarsi. Stilicone intervenne in soccorso dell'Impero d'Oriente marciando con le sue forze contro Alarico, ma Arcadio, spinto da Rufino, nemico di Stilicone, ordinò alle truppe orientali, che formavano una parte dell'armata di quest'ultimo, di far ritorno in Oriente. In Oriente infatti si aveva ancora timore che in realtà Stilicone mirasse a conquistare il dominio anche di Costantinopoli. Stilicone obbedì e rimandò indietro le truppe che di fatto non avevano fatto ritorno in Oriente dopo la battaglia del Frigido, indebolendo il suo esercito. Intanto, giunte a Costantinopoli, le truppe uccisero Rufino: i sospetti che fossero state sobillate dallo stesso Stilicone furono alti.
Nel 397, intanto, Alarico aveva invaso il Peloponneso, ma venne affrontato da Stilicone, che, tuttavia, pur accerchiando il nemico, esitò ad annientarlo, temporeggiando; probabilmente aveva intenzione di negoziare con Alarico un'alleanza contro Costantinopoli. Fu probabilmente a causa di questa intromissione di Stilicone negli affari orientali, che Eutropio, nuovo consigliere di Arcadio, lo fece dichiarare dal senato di Costantinopoli nemico pubblico dell'Impero d'Oriente. Nel frattempo Alarico, giunto ad un accordo con Arcadio, venne nominato da quest'ultimo magister militum per Illyricum, e ciò gli permise di riequipaggiare il suo esercito con nuove armi.
In quello stesso anno i contrasti tra i due imperi portarono a una rivolta in Africa: il comes Africae Gildone trasferì infatti la propria obbedienza all'Impero d'Oriente, rivoltandosi e interrompendo il rifornimento del grano che proveniva dall'Africa a Roma. Stilicone reagì immediatamente inviandogli contro Mascezel, che era il fratello di Gildone stesso. La rivolta venne immediatamente sedata e l'Africa ritornò a rifornire Roma e l'Italia di grano, anche se Mascezel perì in circostanze sospette, forse assassinato per ordine di Stilicone.
Nel frattempo Alarico, rafforzatosi con le armi romane ottenute come governatore militare e ancora insoddisfatto del trattamento ricevuto dai Romani, mosse ben presto verso l'Italia, superando i primi contrafforti alpini nell'autunno del 401. Erano iniziate, per l'occidente romano, le invasioni barbariche.

##### Le prime invasioni (401-406)

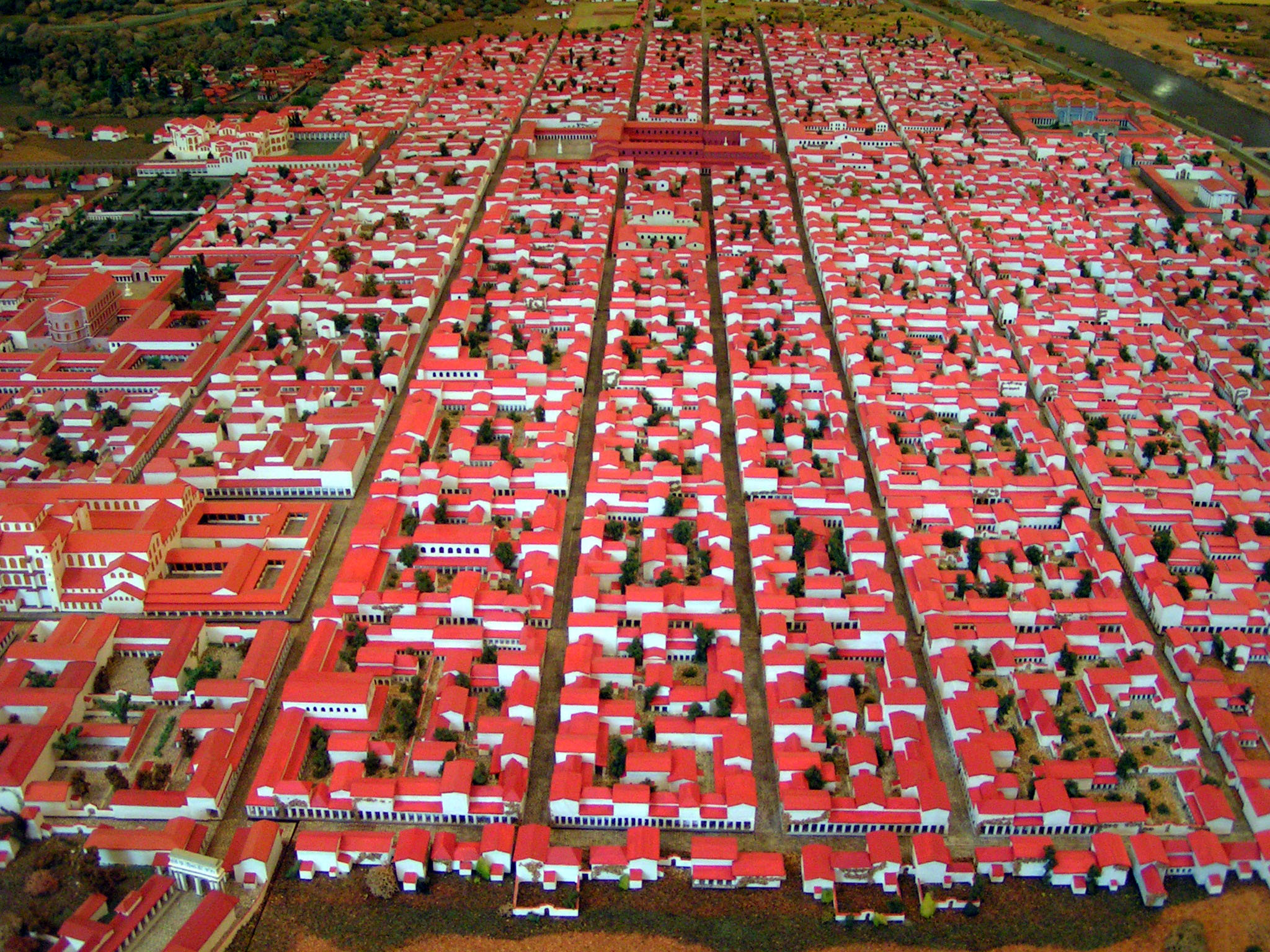
Modello della Treviri romana capitale della Belgica I. Rheinisches Landesmuseum Trier

Le Invasioni barbariche, che sino ad allora avevano interessato maggiormente la parte orientale dell'Impero, investirono, a partire dai primi anni del V secolo, soprattutto l'Occidente. In passato alcuni studiosi avevano spiegato questo cambiamento di tendenza, supponendo che l'Impero romano d'Oriente avesse trovato la forza di porre in essere, fin dal 400-402, una drastica politica di epurazione degli elementi germanici presenti negli alti quadri dell'esercito; a tutto questo si sarebbe aggiunta un'accorta politica orientale volta ad allontanare la minaccia incombente su Costantinopoli dirottandola verso il limes d'Occidente. In realtà l'effettiva esistenza di un partito antigermanico a Costantinopoli, che avrebbe preso il potere in seguito alla sconfitta di Gainas attuando una drastica politica di epurazione dei barbari, è stata messa in forte dubbio nei lavori più recenti; inoltre non si hanno prove che Alarico fosse stato sobillato dai primi ministri di Arcadio a invadere l'Italia, e sono state formulate spiegazioni alternative. Sembrerebbe che tale cambiamento di tendenza andrebbe ricollegato piuttosto a motivazioni geografiche: la prima ondata delle invasioni barbariche aveva interessato soprattutto la parte orientale in quanto le prime incursioni degli Unni avevano colpito popolazioni (come i Goti) insediate sul basso corso del Danubio e quindi confinanti all'Impero d'Oriente; nei primi anni del V secolo, la situazione cambiò, a causa di un ulteriore spostamento degli Unni, che li portò a insediarsi, intorno al 410, nella grande pianura ungherese; questa ulteriore migrazione degli Unni spinse verso occidente i popoli barbari situati a ovest dei Carpazi, portandoli giocoforza a invadere la parte occidentale, per loro più facilmente raggiungibile rispetto alla pars orientis. Lo stretto del Bosforo proteggeva inoltre le floride province dell'Asia da un'invasione dall'Europa.
In Occidente le legioni, costituite per la maggior parte da truppe barbare (in Oriente la proporzione era leggermente inferiore), erano sotto il comando di un generale di alto profilo, Stilicone. Questi, in parte di origine germanica (era figlio di un vandalo e una romana), era legato da vincoli di parentela alla famiglia imperiale (l'imperatore Onorio ne aveva sposato la figlia) e si sentiva fiero della fiducia riposta in lui dal grande Teodosio meritata a pieno titolo sui campi di battaglia. Fu proprio Stilicone a fronteggiare Alarico e i suoi Visigoti dopo che costoro, varcate le Alpi, avevano iniziato ad occupare e saccheggiare l'Italia nord-orientale (novembre - dicembre del 401) puntando successivamente su Milano.
Ripetutamente sconfitti a Pollenzo (402) ed a Verona (403), i Visigoti ripiegarono sull'Illirico, mentre Stilicone garantiva ad Alarico un congruo tributo nel tentativo di tenerlo sotto controllo. La dinamica di tali battaglie resta tuttavia sconosciuta: nessuna si rivelò decisiva, e Alarico poté sempre sfuggire ad un disastro definitivo. Più di uno storico ritiene che in realtà Stilicone, a corto di soldati, cercasse un accomodamento e forse addirittura un'alleanza con il potente esercito visigoto. In effetti le fonti narrano che Stilicone strinse un'alleanza con Alarico affinché lo assistesse nel tentativo di sottrarre all'Impero d'Oriente le diocesi contese dell'Illirico orientale.
Il pericolo corso durante l'invasione visigota aveva dimostrato la vulnerabilità della frontiera nord-orientale, tanto da spingere Onorio a trasferire nel 402 la sua capitale da Milano alla più sicura Ravenna, difesa dallo sbarramento naturale del Po e difesa dalla potente Classis Praetoria Ravennatis, che con il controllo del mare garantiva anche un sicuro collegamento con il resto dell'Impero e con l'Oriente.
Nel 405 Stilicone riprese i progetti contro l'Impero d'Oriente sfruttando l'alleanza con Alarico. Al fine di sottrarre ad Arcadio l'Illirico orientale, ordinò ad Alarico, nominato per l'occasione generale dell'esercito romano, di invadere l'Epiro, territorio sotto la giurisdizione dell'Impero d'Oriente; nominò inoltre Giovio prefetto del pretorio d'Illirico e lo inviò presso Alarico, concordando con il re visigoto di raggiungerlo in breve tempo con truppe romane, per sottomettere la regione sotto il controllo di Onorio. In seguito all'ordine di Stilicone, Alarico abbandonò «la regione dei Barbari ai confini di Dalmazia e Pannonia», dove si era insediato in seguito alla ritirata dall'Italia, e marciò alla testa delle proprie truppe in Epiro, che occupò in attesa dell'arrivo delle truppe di Stilicone. Stilicone non poté, tuttavia, portare avanti i suoi progetti ostili all'Impero d'Oriente perché ne fu impedito da una nuova serie di invasioni barbariche.
Nel 405/406, la strada aperta da Alarico venne ripercorsa da una nuova orda di barbari coalizzati sotto la guida dell'ostrogoto Radagaiso, i quali desolarono le regioni dell'Italia centro-settentrionale, prima di essere fermati a Fiesole da Stilicone, grazie all'intervento di truppe ausiliarie unne e gote, condotte rispettivamente da Uldino e Saro; 12 000 soldati dell'esercito di Radagaiso furono arruolati nell'esercito romano, mentre il resto fu ridotto in schiavitù.
In quello stesso anno, il giorno 31 dicembre un'orda barbara di straordinarie proporzioni, costituita da Vandali, Alani e Suebi, sospinta verso occidente dagli Unni, attraversò il Reno ghiacciato e penetrò in Gallia.

##### La fine di Stilicone (408)

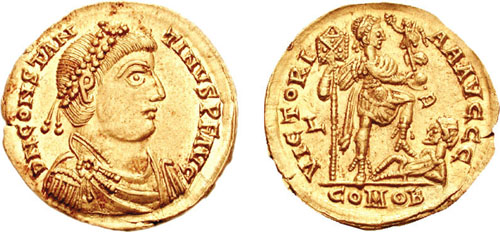
Solidus dell'usurpatore Costantino III, associato nel 408 da Onorio quale co-imperatore.

Negli ultimi mesi del 406, le scarse attenzioni rivolte dal governo di Onorio alla Britannia, minacciata in misura sempre crescente dalle incursioni degli invasori e dei pirati barbari, spinse le legioni britanniche a rivoltarsi acclamando imperatore prima un certo Marco, poi, alcuni mesi dopo, un certo Graziano e poi, dopo il rifiuto di questi di intervenire contro i barbari che nel frattempo avevano invaso la Gallia, il generale Flavio Claudio Costantino. Questi, attraversata La Manica e sbarcato a Boulogne, riuscì a bloccare temporaneamente l'avanzata dei barbari e a prendere il controllo di gran parte dell'Impero: Gallia, Spagna e Britannia.
Stilicone non fu energico com'era stato con Radagaiso, e la Gallia restò abbandonata a barbari e usurpatori. La notizia falsa della presunta morte di Alarico e, soprattutto, dell'usurpazione di Costantino III, costrinse Stilicone ad annullare la spedizione illirica in alleanza con Alarico contro l'Impero d'Oriente. Stilicone inviò comunque nel 407 il generale romano di origini gote Saro in Gallia per porre fine all'usurpazione di Costantino III, ma la spedizione fallì e Saro, vinto dai generali dell'usurpatore, Edobico e Geronzio, fu costretto a ritirarsi in tutta fretta in Italia, venendo costretto durante la ritirata persino a cedere tutto il bottino accumulato a spese dei Bagaudi (briganti) per ottenere da loro il permesso di passare le Alpi. Il mancato arrivo di Stilicone in Epiro spinse inoltre, nel 408, Alarico a spostarsi in Norico, minacciando di invadere l'Italia se non fosse stata soddisfatta la richiesta di un pagamento di 4000 libbre d'oro "per i servizi resi", ovvero gli arretrati per l'esercito gotico per tutto il tempo trascorso in Epiro in attesa di Stilicone. Il senato romano fu messo di fronte al fatto compiuto e fu convinto a pagare le 4000 libbre ad Alarico da Stilicone. Soltanto un senatore di nome Lampadio, secondo la tradizione, ebbe il coraggio di affermare che non si trattava di alleanza ma di schiavitù. Secondo Zosimo, Stilicone intendeva inviare Alarico in Gallia per combattere l'usurpatore Costantino III, ottenendo l'approvazione di Onorio, che scrisse ad Alarico per informarlo del suo nuovo incarico, ma l'assassinio di Stilicone mandò a monte tutto.
Nello stesso anno Stilicone e Onorio ebbero una discussione accesa: essendo deceduto da poco suo fratello Arcadio, Onorio intendeva recarsi a Costantinopoli per assicurare la successione del nipote Teodosio II, figlio di Arcadio ma ancora in giovane età; ma Stilicone lo convinse che la presenza dell'Imperatore in Italia in questi frangenti così delicati (con Alarico e Costantino III in agguato) era necessaria e che sarebbe andato lui stesso in Oriente a sistemare le cose. Convinto Onorio, Stilicone si preparò per partire per Costantinopoli, ma, narra Zosimo, tardò ad eseguire ciò che aveva promesso. Era il canto del cigno per Stilicone: la debolezza dell'impero d'Occidente, pur imputabile ad una catena di eventi prodottisi fin dalla sanguinosa battaglia del Frigido e culminati nello sfondamento del confine germanico e nella catastrofica invasione della Gallia del 406-407, era palese. Per di più la sua origine non romana e il suo credo ariano gli procurarono odio tra i cortigiani imperiali, specialmente Olimpio, che complottarono contro di lui nel 408, spargendo diverse voci: che aveva pianificato l'assassinio di Rufino, che stava brigando con Alarico, che aveva invitato i barbari nel 406 in Gallia e che intendeva dirigersi a Costantinopoli con l'intenzione di mettere sul trono imperiale il figlio Eucherio. L'esercito si ammutinò a Pavia il 13 agosto, uccidendo almeno sette ufficiali anziani. Per di più, Olimpio riuscì a mettere contro Stilicone l'Imperatore Onorio stesso, inducendolo a scrivere all'esercito di Ravenna di catturare il generalissimo. Anche se avrebbe facilmente potuto evitare l'arresto e sollevare le truppe a lui fedeli, non lo fece per timore delle conseguenze che il fatto avrebbe avuto sul destino del traballante impero occidentale. Fu giustiziato il 23 agosto 408 da Eracliano, mentre il figlio Eucherio fu assassinato poco dopo. In tutta Italia scoppiò un'ondata di violenza contro le famiglie dei barbari foederati, che andarono allora ad ingrossare le file dell'esercito di Alarico.
Onorio, rimasto privo di una valida forza militare con cui opporsi ai barbari e all'usurpatore Costantino, decise nel 408 di associare quest'ultimo al trono riconoscendolo co-imperatore e associandolo al consolato per l'anno successivo.

#### La perdita della Spagna e della Britannia, l'invasione dell'Italia e il caos (409-410)

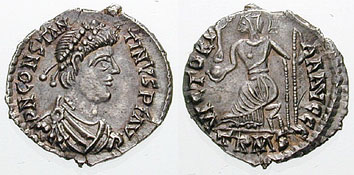
Siliqua celebrante Costante II, associato da Costantino III nel 409.

Nel frattempo, Costantino III, dopo aver elevato al rango di Cesare suo figlio Costante, lo inviò in Spagna, insieme al generale Geronzio e al prefetto del pretorio Apollinare, per sedare la rivolta organizzata da due parenti di Onorio, Vereniano e Didimo, i quali avevano messo insieme un'armata che minacciava di invadere la Gallia e deporre l'usurpatore. Nonostante ai soldati ribelli si fossero aggiunti un'immensa massa di schiavi e contadini, l'esercito di Costante riuscì a sedare la rivolta e a catturare Vereniano e Didimo, i quali furono successivamente giustiziati in Gallia per ordine di Costantino III.
Nel frattempo, Costante, nel tornare in Gallia, aveva lasciato incautamente il generale Geronzio in Spagna al comando delle truppe galliche, commettendo l'ulteriore errore di sostituire con truppe di origini barbariche (gli Honoriaci) i presidi locali che un tempo sorvegliavano i Pirenei. Quando dunque Costante, in procinto di tornare in Spagna, annunciò di destituire Geronzio dal comando sostituendolo con Giusto, Geronzio reagì rivoltandosi e proclamando a sua volta imperatore un tale Massimo. Secondo il racconto confuso di Zosimo, Geronzio sobillò i Barbari invasori della Gallia a rivoltarsi a Costantino III per tenerlo occupato contro i Barbari. Le incursioni compiute dagli invasori barbari in Gallia spinsero gli abitanti della Britannia e dell'Armorica a rivoltarsi a Costantino III, cacciando i magistrati romani e formando un loro governo autonomo. Il tentativo di sfruttare i barbari per vincere la guerra civile contro Costantino III risultò tuttavia controproducente e negli ultimi mesi del 409 Vandali, Alani e Suebi, a causa del tradimento o della negligenza dei reggimenti Honoriaci a presidio dei Pirenei, entrarono in Spagna, sottomettendola per la massima parte.

La Spagna nel 411, con le popolazioni vandaliche di Asdingi (nel nord-ovest) e Silingi (nel sud).

Secondo la testimonianza del cronista spagnolo Idazio, nel 411 i Vandali, gli Alani e gli Svevi si spartirono per sorteggio i territori conquistati in Spagna:
Tutta la Spagna, tranne la Tarraconense rimasta ai Romani, risultò dunque occupata dai Barbari nell'anno 411, mentre le legioni di Massimo marciavano sulla Gallia e, nel caos generale, la Britannia, rimasta sguarnita e priva di difese contro le incursioni dei pirati Sassoni, si ribellò uscendo dall'orbita dell'impero (410). Su tutto gravava la minaccia dei Visigoti di Alarico, che in quello stesso anno, marciarono sull'Italia.
A quel punto l'Impero d'Occidente si trovava spezzato in tre, preda delle invasioni e governato da tre imperatori e un usurpatore in lotta tra loro: da una parte Onorio, dall'altra Costantino III col figlio Costante II e infine Massimo.

#### Il sacco di Roma (410)

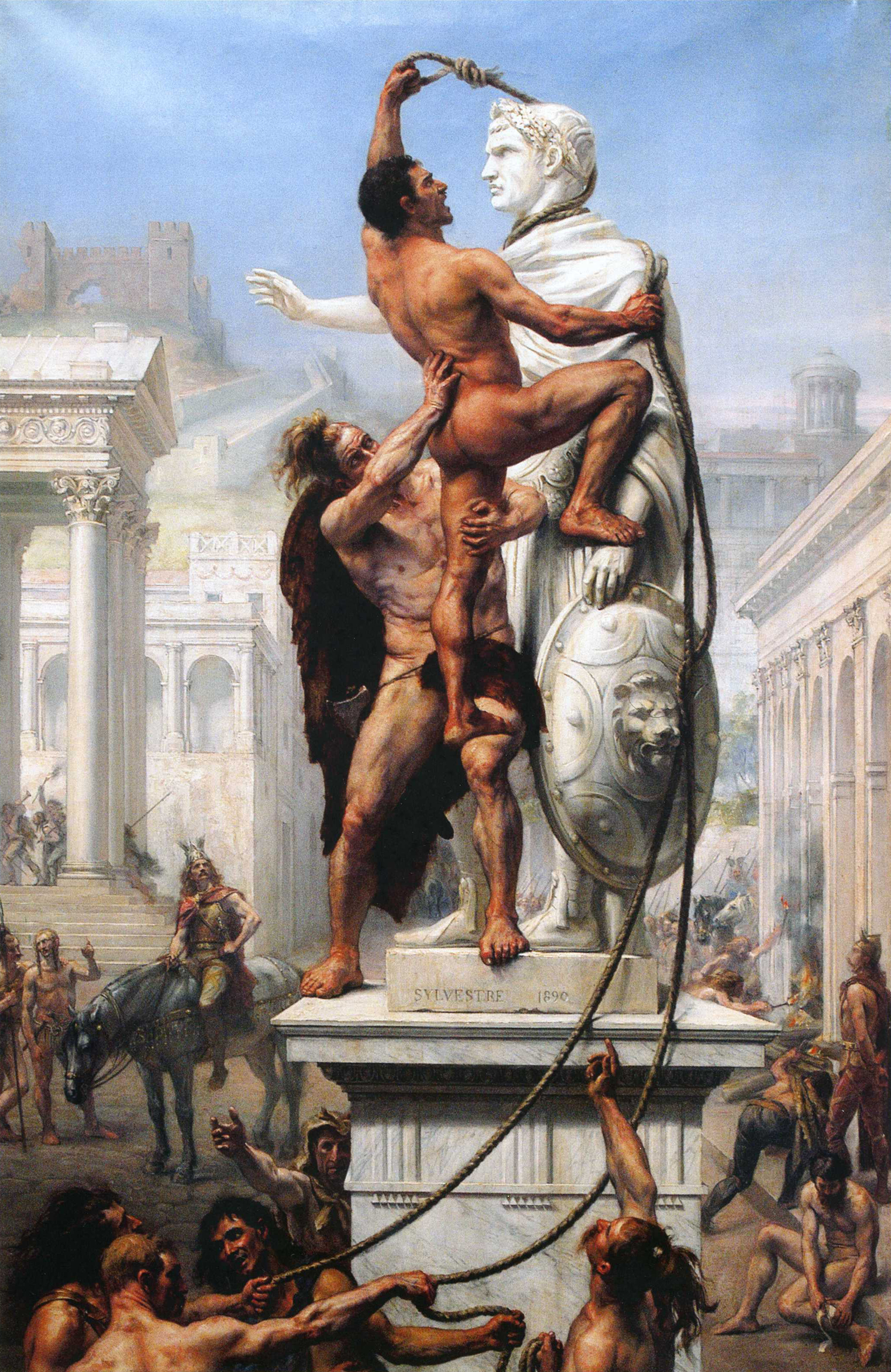
Raffigurazione del Sacco di Roma condotto dai Visigoti di Alarico nel 410

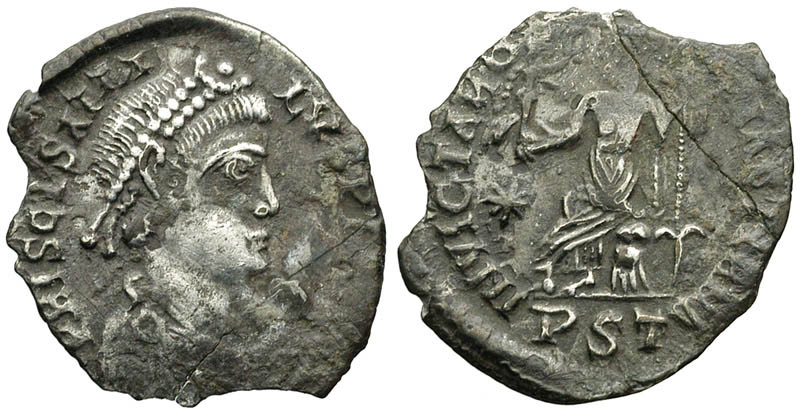
Moneta dell'usurpatore Prisco Attalo, proclamato e poi deposto da Alarico nel 410, nuovamente in lotta contro Onorio nel 414-415

Alarico, cui erano state promesse oro e vettovaglie per il suo popolo, oltre che, con ogni probabilità, una carica militare e civile che avrebbe in qualche modo ufficializzato le sue funzioni di rappresentante dell'Impero in Illiria, nel 408, di fronte al collasso generale dell'Impero, decise di prendersi da solo ciò che riteneva spettargli.
Valicate nuovamente le Alpi, scese fino a Roma con l'intenzione di costringere l'imperatore a mantenere le promesse se non voleva veder cadere il cuore della civiltà romana. Nei dodici mesi successivi, la Città Eterna fu cinta d'assedio per due volte, finché, di fronte all'inerzia di Onorio, il Senato decise di accordarsi con l'invasore: venne consegnata al capo barbaro un'ingente quantità d'oro, mentre il praefectus urbi Prisco Attalo veniva acclamato imperatore, dichiarando Onorio deposto.
Iniziarono da quel momento delle lunghe ed inconcludenti negoziazioni fra Alarico, nominato nel frattempo da Prisco Attalo magister militum, e Onorio, sino a che, stanco di attendere le titubanti risposte di Ravenna ed esasperato dal comportamento sempre più autonomo di Attalo, che non era stato in grado di ripristinare le forniture di grano a Roma, bloccate dal Comes Africae Eracliano, frattanto rimasto fedele a Onorio, Alarico ruppe nella primavera del 410 gli indugi: depose Attalo e cinse nuovamente d'assedio Roma. Di fronte alla situazione, Costantino III mosse dalla Gallia, accordandosi con il comes domesticorum di Onorio, Allobico, per deporre l'imbelle imperatore di Ravenna e soccorrere l'Urbe minacciata. La morte di Allobico, però, prontamente giustiziato da Onorio, costrinse Costantino a rinunciare al piano quando già era giunto in Liguria: Roma era senza difese.
Il 24 agosto del 410 i Visigoti penetrarono nella Città Eterna, sottoponendola per tre giorni al saccheggio. La notizia del sacco di Roma, il cuore dell'Impero, il sacro suolo rimasto inviolato per 800 anni da eserciti stranieri, ebbe vasta risonanza in tutto il mondo romano ed anche al di fuori di esso. L'imperatore d'Oriente Teodosio II proclamò a Costantinopoli - Nuova Roma tre giorni di lutto, mentre San Girolamo si chiese smarrito chi mai poteva sperare di salvarsi se Roma periva:
(San Girolamo)
     Impero d'Occidente (Onorio).
     Area controllata da Costantino III (usurpatore).
     Aree in rivolta.
     Franchi, Alamanni, Burgundi.
     Area controllata da Massimo (usurpatore).
     Vandali Silingi.
     Vandali Asdingi e Suebi.
     Alani.
     Visigoti.

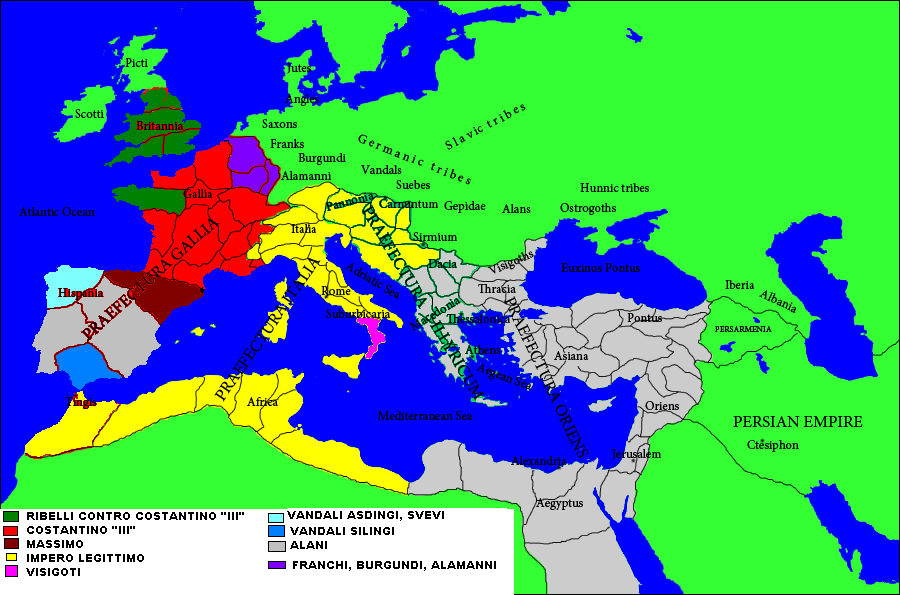
L'Impero romano d'Occidente nel 410.
Impero d'Occidente (Onorio).
Area controllata da Costantino III (usurpatore).
Aree in rivolta.
Franchi, Alamanni, Burgundi.
Area controllata da Massimo (usurpatore).
Vandali Silingi.
Vandali Asdingi e Suebi.
Alani.
Visigoti.

Persino la nuova religione, il Cristianesimo, ne sembrò scossa, tanto da spingere Sant'Agostino a scrivere il suo capolavoro, De civitate Dei, in risposta alle tante voci che si levarono contro gli empi monoteisti, accusati di aver suscitato contro Roma la giusta punizione delle divinità. Nei primi tre libri dell'opera Agostino fa notare (citando episodi narrati da Tito Livio) ai pagani accusatori che anche quando erano pagani i Romani avevano subito tremende sconfitte, senza che però venissero incolpati di questo gli dei pagani:
D'altronde la catastrofe giungeva appena due anni dopo il rogo dei libri sibillini, ordinato dal cristiano Stilicone.
Alarico abbandonò Roma agli inizi dell'autunno, per dirigersi verso l'Italia meridionale: conduceva con sé, oltre a enormi ricchezze, anche un ostaggio prezioso, la sorella dell'imperatore Onorio, Galla Placidia. Alarico si spense pochi mesi dopo in Calabria, venendo sepolto con tutto il suo tesoro nel letto del fiume Busento. I Visigoti, eletto re Ataulfo, marciarono quindi verso nord, dirigendosi sulla Gallia meridionale. Le devastazioni provocate durante la marcia furono ingenti, al punto che nel 412 Onorio concesse alle province devastate del Sud Italia la riduzione delle imposte a un quinto rispetto alla norma per cinque anni.

#### La fine del regno e il ritorno ad un ordine precario (410-423)

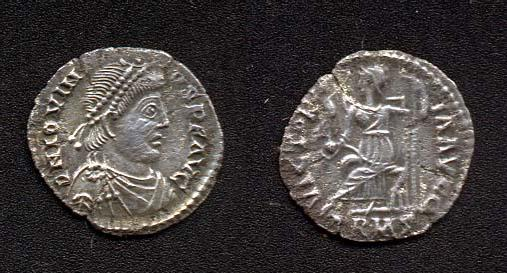
Moneta dell'usurpatore Giovino, sconfitto nel 413.

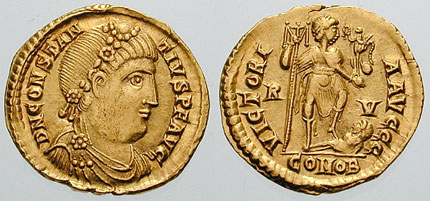
Moneta di Costanzo III, co-imperatore di Onorio nel 421.

Nel 411 la situazione politico-militare giunse finalmente ad un punto di sblocco. Le armate di Massimo e Geronzio inflissero a quelle di Costantino una disastrosa sconfitta a Vienne, catturando e giustiziando lo stesso Augustus Costante II e stringendo infine d'assedio Costantino ad Arelate (l'odierna Arles), residenza dell'Imperatore e della sua corte. Della situazione approfittò Onorio, inviando sul posto il generale Flavio Costanzo. Questi per prima cosa sconfisse Massimo e Geronzio, costringendoli a rientrare in Hispania, dove Geronzio si suicidò perché costretto dalle sue truppe, mentre Massimo abdicava rifugiandosi tra i barbari. A questo punto, sbarazzatosi dell'usurpatore iberico, Costanzo cinse quindi a sua volta d'assedio Arelate, facendo prigioniero Costantino e uccidendolo su ordine di Onorio.
Gli usurpatori Massimo e Costantino furono però presto sostituiti da due nuovi ribelli. Nel 412 il comes Africae Eracliano si proclamò imperatore, tagliando le forniture di grano all'Italia, mentre a nord la morte di Costantino III lasciò mano libera a Burgundi e Alani lungo la frontiera renana. Questi (condotti rispettivamente da Gundicaro e Goar) sobillarono le legioni di stanza nella regione a proclamare imperatore a Magonza il generale Giovino, a cui tentarono di unirsi i Visigoti di Ataulfo. I rapporti tra Giovino e i Visigoti si tramutarono in ostilità aperta quando Giovino innalzò al rango di Augusto suo fratello Sebastiano nonostante il mancato assenso del re visigoto, il quale inviò un messaggio ad Onorio promettendogli di inviargli le teste degli usurpatori in cambio della pace. Onorio accettò l'accordo e Ataulfo sconfisse e catturò i due usurpatori, le cui teste, una volta decapitati, furono inviate a Ravenna. Nello stesso anno, in Italia, le forze comandate dall'usurpatore Eracliano, sbarcato per abbattere Onorio, vennero sconfitte costringendo l'usurpatore a fuggire a Cartagine, dove trovò la morte. Flavio Costanzo, fresco della vittoria su Eracliano, fu ricompensato con l'incorporazione delle immense ricchezze dell'usurpatore sconfitto.
Onorio chiese a questo punto in cambio della pace la restituzione di Galla Placidia, ostaggio dei Visigoti fin dal 410. Ataulfo, tuttavia, non era disposto a restituire a Onorio sua sorella, se in cambio non fosse stata mantenuta dai Romani la promessa di fornire ai Visigoti una grossa quantità di grano, richiesta che i Romani non avevano potuto soddisfare a causa del blocco dei rifornimenti di grano dall'Africa imposto dall'usurpatore Eracliano. Quando i Romani si rifiutarono di fornire ai Visigoti il grano promesso se prima non ci fosse stata la restituzione di Galla Placidia, Ataulfo riprese la guerra contro Roma (autunno 413), tentando di impadronirsi di Marsiglia ma fallendo nella sortita grazie al valore del generale Bonifacio, il quale difese strenuamente la città, riuscendo anche nell'impresa di ferire, durante la battaglia, Ataulfo.
L'anno successivo il re dei Visigoti sposò la sorella di Onorio, Galla Placidia, tenuta in ostaggio prima da Alarico e poi da Ataulfo stesso fin dai giorni del sacco di Roma. L'ex-imperatore Prisco Attalo, che aveva seguito il suo popolo d'adozione fin nelle Gallie, festeggiò l'evento decantando il panegirico in onore degli sposi. Poco tempo dopo, ai due sposi nacque un figlio, di nome Teodosio. Secondo Heather, il matrimonio di Galla Placidia con Ataulfo aveva fini politici: sposando la sorella dell'Imperatore di Roma, Ataulfo sperava di ottenere per sé e per i Visigoti un ruolo di preponderante importanza all'interno dell'Impero, nutrendo forse anche la speranza che una volta deceduto Onorio suo figlio Teodosio, nipote di Onorio, per metà romano e per metà visigoto, sarebbe diventato imperatore d'Occidente in quanto Onorio non aveva avuto figli. Tuttavia, ogni tentativo di negoziazione tra i Visigoti e Roma ad opera di Ataulfo e Placidia fallì a causa dell'opposizione alla pace di Flavio Costanzo, e la morte prematura del figlioletto Teodosio dopo nemmeno un anno di età mandò a monte tutti i piani di Ataulfo.
A quel punto - era sempre il 414 - Ataulfo proclamò nuovamente imperatore Prisco Attalo, nel tentativo di raccogliere attorno a lui l'opposizione a Onorio. L'avanzata delle legioni di Flavio Costanzo costrinse però i Visigoti ad abbandonare Narbona e ripiegare in Spagna, lasciando Attalo nelle mani di Onorio, che lo condannò al taglio di due dita della mano destra e all'esilio sulle isole Eolie. La tattica di Costanzo era stata di bloccare tutti i porti e le vie di comunicazione impedendo ai Visigoti di ricevere rifornimenti di cibo: in Spagna i Visigoti furono talmente ridotti alla fame dalla tattica di Costanzo che essi furono costretti a comprare dai Vandali il grano a un prezzo esorbitante di una moneta d'oro per ogni trula di frumento (e per tale motivo i Vandali cominciarono a soprannominarli "truli").
Nel 415 Ataulfo si spense nei pressi di Barcellona, e il suo successore, Vallia, si riappacificò con l'Impero, accettando di restituire Galla Placidia a Onorio e combattere come federato i Barbari nella Spagna in cambio di un'immensa quantità di grano e dello stanziamento del proprio popolo in Aquitania. Galla Placidia fece così trionfalmente ritorno in Italia, andando in sposa, nel 417, proprio a Flavio Costanzo, che nel frattempo assumeva una posizione sempre più preminente a corte.
I Goti condotti da Vallia ottennero dei promettenti ma effimeri a lungo termine successi contro i Vandali e gli Alani in Hispania, come narrato da Idazio:
(Idazio, Cronaca, anni 416-418.)
Ottenuti questi successi, grazie ai quali le province ispaniche della Lusitania, della Cartaginense e della Betica tornarono sotto il precario controllo romano, nel 418 Onorio e Costanzo richiamarono, come era stato stabilito dall'accordo del 415, i Visigoti in Aquitania (una regione della Gallia meridionale), nella valle della Garonna, dove i barbari ricevettero - in base al sistema dell'hospitalitas - terre da coltivare. L'Aquitania sembra sia stata scelta da Costanzo come terra di insediamento per i foederati Visigoti per la sua posizione strategica: infatti era poco distante sia dalla Spagna, dove rimanevano da annientare i Vandali Asdingi e gli Svevi, sia dal Nord della Gallia, dove forse Costanzo intendeva impiegare i Visigoti per combattere i ribelli separatisti Bagaudi nell'Armorica.
Anche se lo stabilimento dei Visigoti in Aquitania non poneva fine per il momento all'autorità romana sulla regione, tanto che ancora per qualche tempo continuarono ad essere eletti nelle province dell'Aquitania governatori romani, i Visigoti costituivano di fatto una forza centrifuga che avrebbe ben presto separato definitivamente dall'Impero prima l'Aquitania e poi tutta la Gallia a sud della Loira. Secondo Heather, «l'Impero romano era sostanzialmente un mosaico di comunità locali che in buona misura si autogovernavano, tenute insieme da una combinazione di forza militare e baratto politico: in cambio dei tributi il centro amministrativo si occupava di proteggere le élite locali». Questo baratto politico fu messo in crisi dalla comparsa dei Visigoti: i proprietari terrieri, lasciati indifesi dall'Impero e non potendo correre il rischio di perdere la loro principale fonte di ricchezza, costituita dalle terre, allentarono i loro legami con l'Impero e acconsentirono a collaborare con i Visigoti, ricevendone in cambio protezione, privilegi e la garanzia di poter conservare le proprie terre. Il regime di Costanzo, per ristabilire un'intesa e una comunanza di interessi con i proprietari terrieri gallici, alcuni dei quali, vista la latitanza del potere centrale romano, avevano mostrato tendenze filo-barbariche o filo-gotiche, nel 418 ristabilì il consiglio delle sette province della Gallia meridionale. Il consiglio delle sette province si teneva ogni anno ad Arelate con lo scopo di discutere questioni di interesse generale per i proprietari terrieri della Gallia. Probabilmente la seduta del 418 riguardò la questione dello stanziamento dei Goti nella valle della Garonna in Aquitania (province di Aquitania II e Novempopopulana).
In Gallia, nel frattempo, Costanzo cercò di restaurare l'autorità romana, che nella Gallia settentrionale era solo nominale, al punto che da allora in poi venne definita "Gallia Ulteriore" per distinguerla dalla Gallia meridionale (a sud della Loira), dove il controllo da parte delle autorità di Ravenna era più saldo. Nel 417 Esuperanzio combatté i gruppi separatisti locali (detti Bagaudi) dell'Armorica (Gallia nord-occidentale) che si erano rivoltati all'autorità centrale fin dal 409, mentre intorno al 420 il generale Castino fu inviato contro i Franchi, che, insieme ai Burgundi e agli Alemanni, si erano stanziati nella zona intorno al Reno.
Il problema ispanico non si era tuttavia ancora risolto, anche perché dopo la sconfitta, Vandali Silingi e Alani si coalizzarono con i Vandali Asdingi, il cui re, Gunderico, divenne re dei Vandali e Alani. La nuova coalizione vandalo-alana tentò subito di espandersi in Galizia a danni degli Svevi, costringendo i Romani a intervenire nel 420: i Vandali furono costretti ad abbandonare la Galizia, migrando in Betica. Nel 422, la coalizione romano-visigota, condotta dal generale Castino, tentò di annientare i Vandali-Alani in uno scontro campale, ma la defezione del comes Africae Bonifacio a causa di un litigio con Castino e un presunto tradimento dei Visigoti determinò una catastrofica sconfitta. Fallita la spedizione, Castino fu costretto a ritirarsi a Tarragona e, successivamente, a tornare in Italia.
     Impero d'Occidente (Onorio).
     Aree in rivolta.
     Franchi, Alamanni, Burgundi.
     Vandali e Alani.
     Suebi.
     Visigoti.

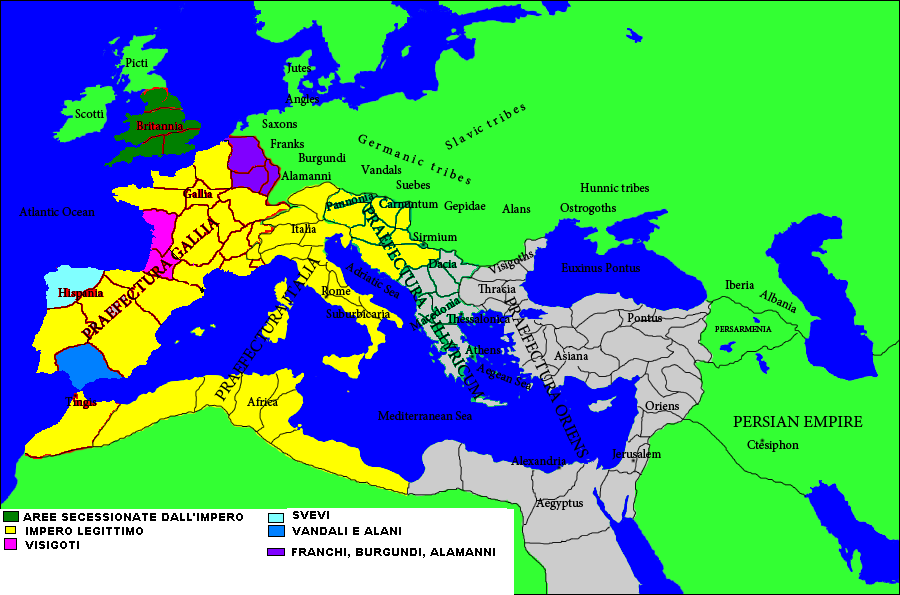
L'Impero romano d'Occidente nel 421.
Impero d'Occidente (Onorio).
Aree in rivolta.
Franchi, Alamanni, Burgundi.
Vandali e Alani.
Suebi.
Visigoti.
Grazie all'operato di Flavio Costanzo, rispetto al 410, l'Impero aveva recuperato la Gallia, sconfiggendo usurpatori e ribelli, e una parte della Spagna, annientando, grazie ai Visigoti, gli Alani.

In quegli anni Costanzo tentò di assumere sempre più il controllo su Onorio, finché l'8 febbraio 421 venne proclamato co-imperatore come Costanzo III. Il suo regno fu però molto breve e Costanzo morì improvvisamente e misteriosamente in quello stesso anno, dopo appena sette mesi dalla sua acclamazione. Alla sua morte, dopo aver litigato con Onorio, la moglie Galla Placidia fuggì a Costantinopoli portando con sé i due piccoli figli nati dal matrimonio con Costanzo.
L'imperatore Onorio, figlio di Teodosio, rimasto infine signore incontrastato d'Occidente, morì di idropisia a Ravenna, il 15 agosto 423, all'età di trentotto anni e dopo ventotto anni di travagliato regno, essendo sopravvissuto di quindici anni al fratello Arcadio, al tutore Stilicone e a dieci tra co-imperatori ed usurpatori (Marco, Graziano, Costantino III, Costante II, Massimo, Giovino, Sebastiano, Eracliano, Prisco Attalo e Costanzo III), ma soprattutto alla violazione del sacro suolo di Roma. Lasciava un impero privato della Britannia e occupato dai barbari in parte della Hispania e della Gallia, ma sostanzialmente sopravvissuto alle grandi invasioni, anche se a causa delle continue devastazioni ad opera delle orde barbariche (che tra l'altro avevano sottratto ai Romani alcune province) le entrate fiscali erano diminuite e con esse anche l'esercito subì un indebolimento. Secondo la Notitia dignitatum, infatti, nel 420 l'esercito campale occidentale consisteva di 181 reggimenti, di cui però solo 84 esistevano prima del 395. Ipotizzando che nel 395 l'esercito campale occidentale avesse all'incirca lo stesso numero di reggimenti dell'esercito orientale (ovvero circa 160), questo vuol dire che le invasioni avevano cagionato la perdita di almeno 76 reggimenti comitatensi (equivalenti a circa 30 000 uomini, il 47,5% del totale), che, per problemi di bilancio, dovettero essere rimpiazzati promuovendo numerosi reggimenti di frontiera a comitatensi piuttosto che arruolando nuove truppe. Il numero di veri comitatenses (escludendo quindi le truppe di frontiera promosse per colmare le perdite) era quindi diminuito del 25% (da 160 a 120 reggimenti).

### Il regno di Valentiniano III e l'età di Ezio (423-455)

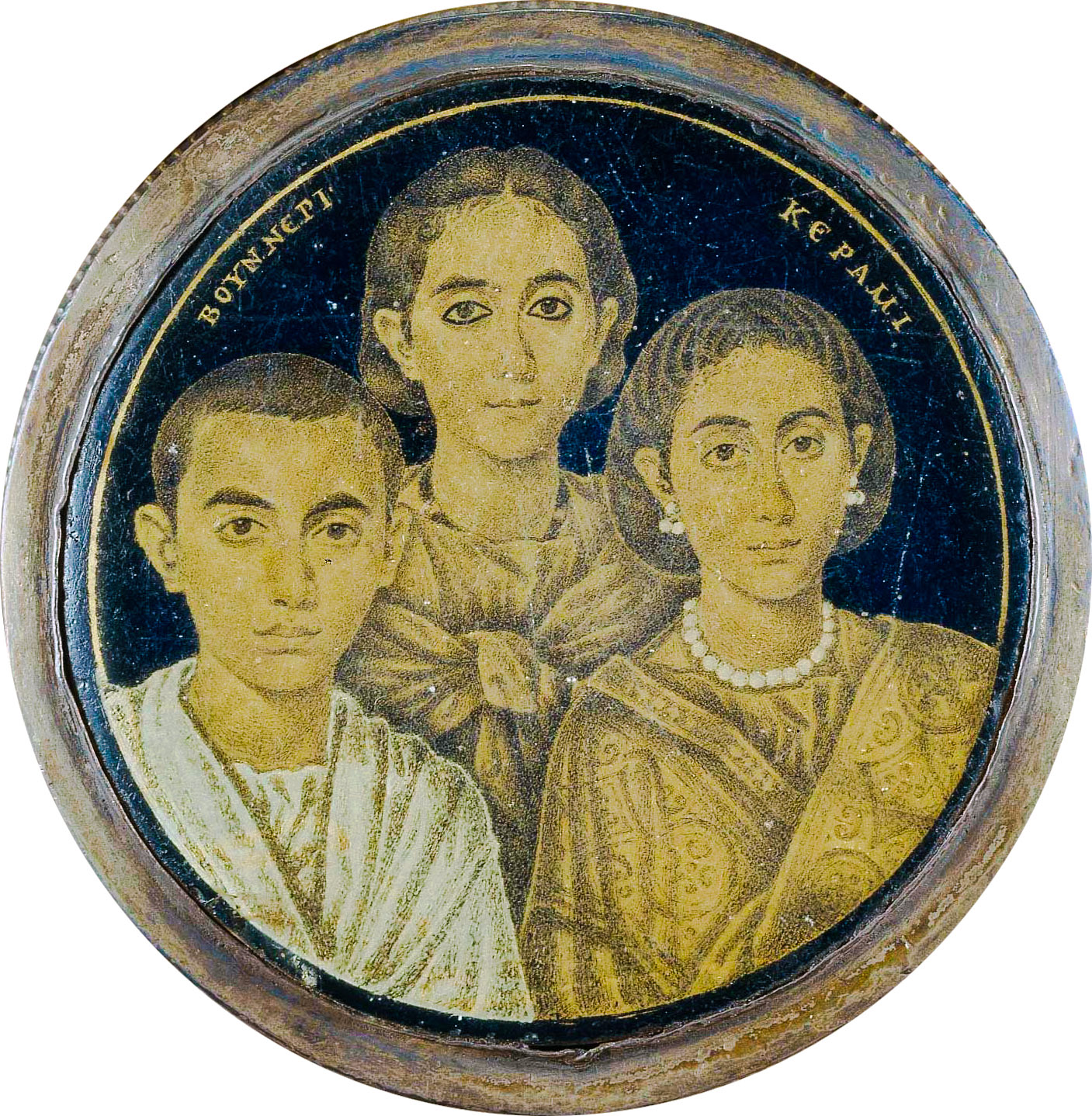
Medaglione in vetro dorato del III secolo, di origine alessandrina, ma tradizionalmente creduto raffigurante Valentiniano III, la madre Galla Placidia e la sorella Giusta Grata Onoria

Alla morte di Onorio, l'unico imperatore rimasto, il nipote Teodosio II, sovrano di Costantinopoli, tardava a nominare un successore d'Occidente. Così a Roma il Senato decise di proclamare Imperatore d'Occidente il primicerius notariorum Giovanni, un funzionario romano di oscure origini. Questi si trovò però subito in difficoltà: le guarnigioni romane di Gallia, da poco sottomesse, si ribellarono e il comes Africae Bonifacio tagliò i vitali rifornimenti di grano a Roma, mentre Teodosio a Tessalonica elevava nel 424 al rango di Caesar il piccolo cugino Valentiniano III, figlio di Galla Placidia (riparata a Costantinopoli dopo la morte del marito Costanzo III).
Giovanni si chiuse dunque nella sua sicura capitale, Ravenna, inviando un suo giovane generale, Flavio Ezio, in Pannonia, per sollecitare aiuto dagli Unni. L'esercito d'Oriente strinse d'assedio Ravenna, che cadde infine dopo quattro mesi per la corruzione della guarnigione. Giovanni venne catturato e deposto, gli venne amputata la mano destra e fu infine decapitato nel 425 ad Aquileia, mentre il piccolo Valentiniano III venne incoronato imperatore a Roma.
Frattanto Ezio, giunto troppo tardi in suo soccorso con un forte contingente unno si accordò con la reggente di Valentiniano, la madre Galla Placidia, per ottenere la carica di magister militum in cambio dello scioglimento della sua armata unna.
Flavio Ezio era un latino della Mesia, proveniente da una famiglia di tradizioni castrensi (suo padre, Gaudenzio, aveva per breve tempo ricoperto anche la carica di magister militum), e aveva trascorso gran parte della sua prima giovinezza come ostaggio presso le tribù unne stanziate oltre il limes illirico. Tornato in patria, aveva intrapreso una brillante carriera militare, imponendosi, poco più che trentenne, come uno dei più giovani e promettenti generali del suo tempo. Con la nomina a magister militum dopo la morte di Giovanni, egli ottenne un enorme potere sull'Impero grazie al controllo dell'esercito.
Da allora e per una trentina d'anni, Ezio dominò lo scenario politico e militare dell'occidente romano, nonostante l'aspra ostilità della reggente Galla Placidia e dell'imperatore Valentiniano.

#### Ravenna e Costantinopoli
Con Valentiniano III ebbe luogo un progressivo riavvicinamento fra le due parti dell'Impero, le cui relazioni si erano andate raffreddando durante gli ultimi anni del regno di Onorio. Tale riavvicinamento fu promosso sia dalla reggente Galla Placidia che da Teodosio II, imperatore romano d'Oriente, la cui politica dinastica aveva fortemente condizionato l'ascesa al trono di suo cugino Valentiniano e la deposizione dell'usurpatore Giovanni Primicerio, che pur contava l'appoggio di Ezio. Nel 437 Valentiniano III sposò a Tessalonica la figlia di Teodosio II, Licinia Eudossia, e i legami fra i due rami della dinastia teodosiana si rinsaldarono ulteriormente. Nel 438 il Codice teodosiano, prima grande ricompilazione legislativa di diritto romano, fu promulgato in latino sia in Oriente che in Occidente, ancora percepiti come parti integranti di un'unica grande entità sopranazionale. Il Codex rivestì una particolare importanza per molti regni romano-barbarici del tempo che lo adottarono o si ispirarono ad esso nel plasmare una propria normativa (basti pensare alla celebre Legge romana dei Visigoti). In Italia e in Oriente il Codex fu sostituito, nel secolo successivo, dal ben più celebre Corpus iuris civilis (o Corpus juris civilis) promulgato, sempre in latino, dal grande Giustiniano, e che forse costituisce il maggior contributo di Bisanzio alla costruzione della moderna civiltà occidentale.
Il credito maturato da Teodosio II nei confronti di Valentiniano III, suo genero, fu da quest'ultimo saldato nel 437, quando la città di Sirmio, con alcuni territori illirici romano-occidentali (oggetto di una contestazione che si trascinava dal 395), furono ceduti all'Oriente. Durante il regno dell'imperatore bizantino Marciano, successore di Teodosio II, gli invii di forze effettive dall'Oriente all'Occidente cessarono e gli aiuti furono tutt'al più «diplomatici», opinione non condivisa da alcuni studiosi.

#### L'invasione vandala dell'Africa (425-435)

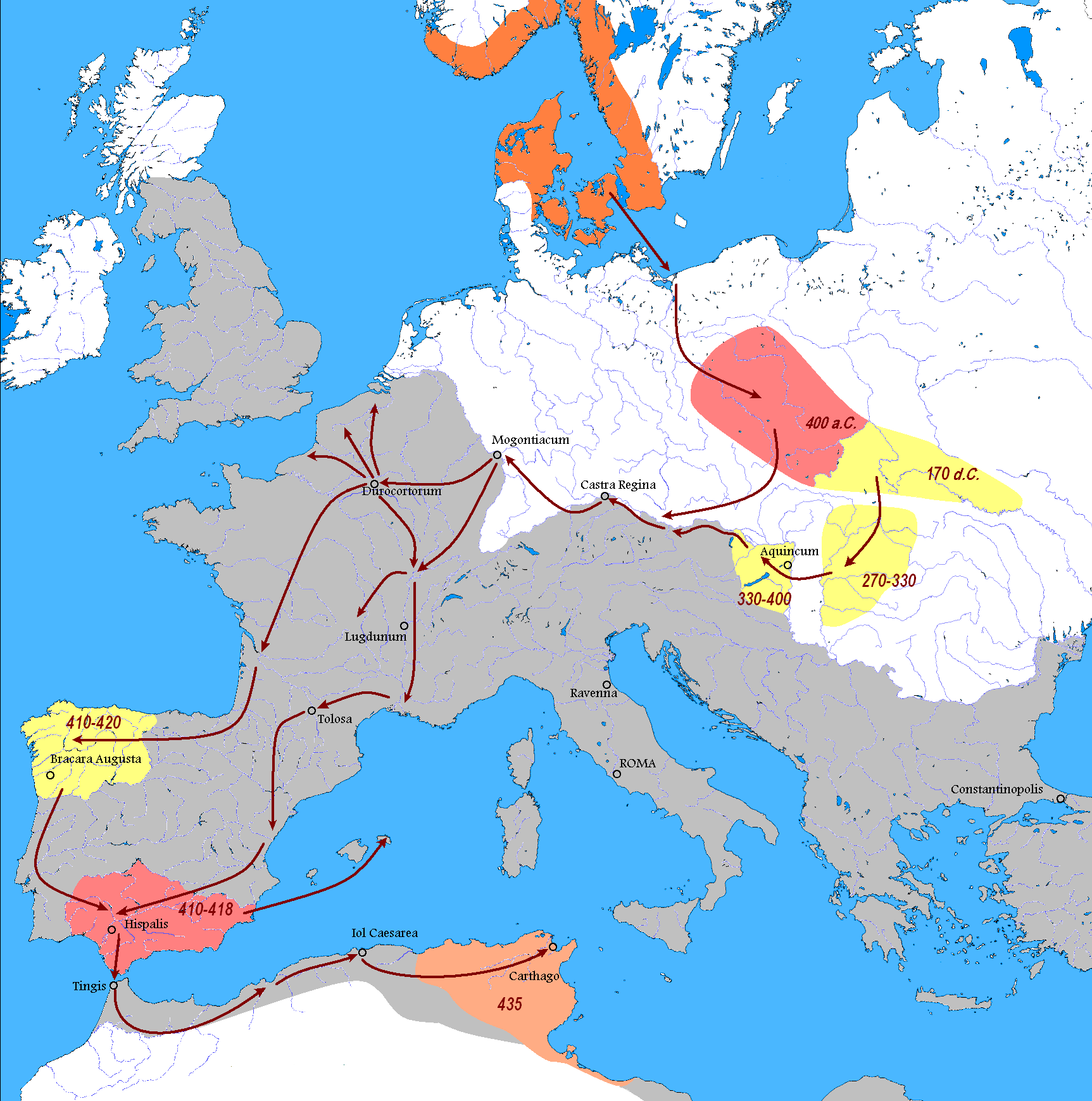
Tutte le tappe migratorie dei Vandali dal 400 a.C. al 435 d.C.

Le lotte per l'ottenimento del grado di generalissimo dell'Impero tra Ezio, Bonifacio e Felice (che durarono fino al 433) distrasse parzialmente il governo centrale dalla lotta contro i Barbari, facilitando i loro successi. I Vandali ebbero così via libera per razziare e occupare la Spagna meridionale, con la presa di Siviglia e di Cartagena e la devastazione delle Isole Baleari (425).
Nel frattempo la rivalità tra Felice (magister militum praesentialis in Italia) e Bonifacio (comes d'Africa) iniziò a produrre effetti deleteri per l'Impero: Felice infatti ben presto decise di sbarazzarsi di Bonifacio. Questi godeva infatti dell'aperto sostegno di Galla Placidia, che gli aveva assegnato anche la carica di comes domesticorum. Felice sfruttò la fede ariana di Bonifacio per metterlo in contrasto con l'ortodossa Placidia, insinuando al contempo che questi tramasse per separare l'Africa dall'Impero. Nel 426, infine, Galla Placidia si risolse a dichiarare Bonifacio hostis publicus, inviando l'anno successivo una potente armata in Africa per sottometterlo. Le legioni si fecero però corrompere, passando dalla parte di Bonifacio. Quando però nel 428 un nuovo esercito sbarcò in Africa, Bonifacio, in difficoltà, avrebbe chiesto, secondo alcune fonti, aiuto ai Vandali di Genserico, che attraversarono lo stretto di Gibilterra per muovere in suo soccorso. Al loro arrivo in Mauretania (429), i Vandali avrebbero saputo che Bonifacio si era riappacificato con Galla Placidia, ottenendo la nomina a patricius, e che la loro presenza non era più richiesta, ma per nulla intenzionati a tornare in Spagna, cominciarono a devastare tutta l'Africa. Alcuni studiosi moderni, invece, hanno ritenuto inattendibile la storia del tradimento di Bonifacio narrata da Procopio e Giordane sostenendo che i Vandali avrebbero invaso l'Africa di propria iniziativa, avendo essi la necessità di stabilirsi in un luogo più protetto dagli attacchi dei Visigoti alleati dei Romani, e l'Africa era un luogo ideale, essendo protetta dal mare.
Varcato lo stretto di Gibilterra, i Vandali sottomisero la Mauretania (429) e la Numidia (430). La situazione mise in allarme lo stesso Impero d'Oriente, tanto che Teodosio II inviò in Africa il proprio magister militum Aspar perché si unisse con le sue truppe a Bonifacio contro i Vandali. Incapaci però di porre un freno all'avanzata dei barbari, i due vennero sconfitti una prima volta nel corso del 431-432 e Bonifacio fu richiamato a corte nel 432. Aspar, invece, risulta sia rimasto in Africa a continuare le operazioni militari contro i Vandali in quanto il 1º gennaio 434 assunse il consolato a Cartagine. La diocesi d'Africa, ad eccezione delle grandi città, era perduta.
Mentre i Vandali devastavano l'Africa, le discordie a Ravenna continuavano. Ezio riuscì a sbarazzarsi di Felice, facendolo giustiziare con l'accusa di aver cospirato contro di lui (430). Successivamente, quando fu informato che Bonifacio, ritornato in Italia, aveva ottenuto una promozione a generale dell'esercito campale, mosse contro di lui, uccidendolo in battaglia presso Rimini. Dopo essersi ritirato in Pannonia, Ezio ritornò in Italia con un forte contingente di guerrieri mercenari unni, costringendo il nuovo generale Sebastiano a fuggire a Costantinopoli e conquistandosi in questo modo il rango di generalissimo dell'Impero (433).
L'11 febbraio 435, di fronte all'impossibilità di conquistare i maggiori centri urbani e al prospettarsi di una nuova spedizione dall'Oriente, Genserico si risolse ad accettare lo status di foederati per i Vandali. I Romani conservarono il possesso delle prospere province di Proconsolare e Byzacena oltre a parte della Numidia, mentre ai Vandali fu riconosciuto il possesso di parte della Mauritania e del resto della Numidia.

#### L'alleanza con gli Unni e le campagne in Gallia di Ezio (435-439)

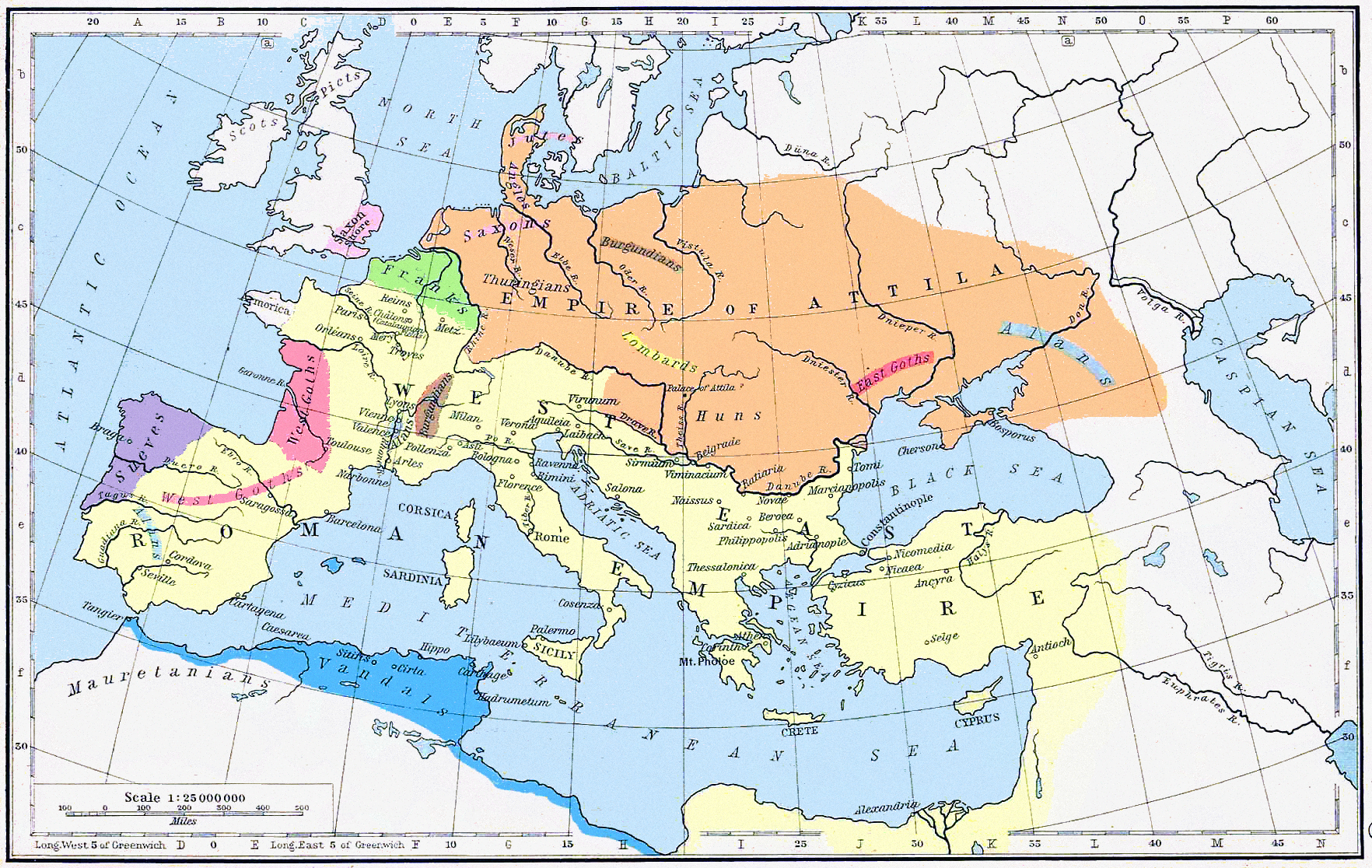
Impero romano (giallo) e Impero unno (arancione) nel 450

Nel 435 il controllo romano sulla Gallia era precario. La Gallia Belgica e la zona intorno al Reno erano saccheggiate e occupate dai Burgundi, Franchi e Alamanni; i Visigoti, stanziati in Aquitania, attaccavano la Septimania e i dintorni di Narbona e Arelate nel tentativo di acquisire uno sbocco sul Mediterraneo, mentre l'Armorica era finita sotto il controllo dei Bagaudi. Questi ultimi, secondo il vescovo di Marsiglia, Salviano, erano i ceti inferiori della popolazione, che oppressi dalle tasse e dalle iniquità dei potenti, non avevano altra scelta che diventare briganti ("Bagaudi") oppure fuggire presso i Barbari, ormai divenuti, secondo il parere di Salviano, persino più virtuosi dei Romani. Diversi studiosi hanno quindi interpretato, in senso marxiano, le rivolte dei Bagaudi come una "lotta di classe" degli "oppressi" contro i "potenti"; in realtà, sembra che ai moti dei Bagaudi presero parte anche persone benestanti, e ciò potrebbe significare che i "Bagaudi" fossero in realtà dei movimenti separatisti, che non sentendosi sufficientemente protetti dall'Impero contro le minacce esterne, abbiano deciso di fare da sé.
Conscio che per fronteggiare tali minacce aveva bisogno di un aiuto esterno, Ezio si rivolse agli Unni, che già lo avevano aiutato nelle lotte per il potere nel 425 e nel 433 e che continuarono a fornirgli aiuti militari in Gallia: per ottenere il loro sostegno, Ezio dovette però cedere loro la Pannonia e la Valeria intorno al 435. Grazie all'alleanza con gli Unni, Ezio poté annientare, nel corso del 436/437, i Burgundi di re Gundicaro, ponendo fine alle loro incursioni nella Gallia Belgica. Mentre festeggiava a Roma il suo secondo consolato, inviò poi un suo sottufficiale, Litorio, in Armorica contro i gruppi di ribelli autonomisti locali, etichettati dai Romani come "Bagaudi" ("briganti") e condotti da Tibattone. Nell'anno 437, Litorio riuscì a sopprimere la rivolta bagauda. Nel frattempo i Visigoti, nel tentativo di acquisire uno sbocco al Mediterraneo, assediarono Narbona nel 436, ma furono costretti a levare l'assedio per il sopraggiungere del generale Litorio con ausiliari unni, che portarono ciascuno un sacco di grano alla popolazione cittadina affamata. La campagna contro i Visigoti proseguì con un certo successo: nel 438 Ezio inflisse una pesante sconfitta ai Visigoti nella battaglia di Mons Colubrarius, celebrata dal poeta Merobaude.
La scelta di Ezio di impiegare un popolo pagano come gli Unni contro i cristiani (seppur ariani) Visigoti trovò però l'opposizione di taluni, come il vescovo di Marsiglia Salviano, autore del De gubernatione dei ("Il governo di Dio"), secondo il quale i Romani, adoperando i pagani Unni contro i cristiani Visigoti, non avrebbero fatto altro che perdere la protezione di Dio. Gli autori cristiani furono soprattutto scandalizzati dal fatto che Litorio permettesse agli Unni non solo di compiere sacrifici alle loro divinità pagane e di predire il futuro attraverso la scapulimanzia, ma anche di saccheggiare in talune circostanze lo stesso territorio imperiale. Nel 439 Litorio arrivò alle porte di Tolosa, capitale del Regno visigoto, dove si scontrò con i Visigoti nel tentativo di annientarli definitivamente: nel corso della battaglia, però, fu catturato dai Visigoti, e ciò generò il panico tra i mercenari Unni, che vennero sconfitti e messi in rotta. Litorio fu giustiziato. La sconfitta e morte di Litorio spinse Ezio a firmare una pace con i Visigoti riconfermante il trattato del 418, dopodiché tornò in Italia, per l'emergenza dei Vandali, che proprio in quell'anno avevano conquistato Cartagine.
Nel frattempo, sembra che la situazione subì un leggero miglioramento anche in Spagna, dove, con la partenza dei Vandali per l'Africa, erano rimasti solo i Suebi in Galizia. Il panegirico di Merobaude asserisce che in Spagna, dove prima «più niente era sotto controllo... il guerriero vendicatore [Ezio] ha riaperto la strada un tempo prigioniera e ha cacciato il predatore [in realtà andatosene in Africa per propria iniziativa], riconquistando le vie di comunicazione interrotte; e la popolazione è potuta ritornare nelle città abbandonate.» Sembra che l'intervento di Ezio in Spagna si fosse limitato a negoziazioni diplomatiche con gli Svevi in modo da raggiungere a un accomodamento tra Svevi e abitanti della Galizia, nonostante le pressioni esercitate da alcuni ispano-romani, che avrebbero preferito un intervento militare. Ezio non intendeva però perdere soldati nella riconquista di una provincia poco prospera quale la Galizia e si limitò a ripristinare il dominio romano sul resto della Spagna, che ricominciò di nuovo a far affluire entrate fiscali nelle casse dello stato a Ravenna.

#### La conquista vandala di Cartagine e il deteriorarsi della situazione (439-450)
Mentre però Ezio riportava l'ordine in Gallia, in Africa Genserico il 19 ottobre 439 prendeva Cartagine, capitale della Prefettura del pretorio d'Africa, ponendo definitivamente fine ad ogni parvenza di potere imperiale nella regione. Preso il controllo dei numerosi porti africani, Genserico allestì inoltre una propria flotta con cui iniziò ad esercitare la pirateria, mentre sul piano interno iniziò a reprimere il cristianesimo ortodosso in favore della fede ariana dei Vandali. Sfruttando la sua potente flotta, già l'anno successivo i Vandali alzarono la posta tentando di invadere la Sicilia, venendo però respinti grazie anche a rinforzi giunti dall'Impero d'Oriente.
L'Imperatore Teodosio II inviò una flotta di ben 1100 navi in Sicilia in vista di un attacco congiunto delle due metà dell'Impero contro i Vandali: ma la spedizione sfumò a causa di una massiccia invasione unna nei Balcani ad opera di Attila, che costrinse Teodosio II a richiamare la flotta. L'Impero fu così costretto a negoziare una pace con i Vandali nel 442, in cui riotteneva le Mauritanie e parte della Numidia, ma riconosceva ai Vandali il possesso di Proconsolare, Byzacena e del resto della Numidia. Il re vandalo Genserico inviò come ostaggio a Ravenna il figlio Unerico, che si fidanzò con la figlia dell'Imperatore, secondo i termini del trattato.
La perdita del Nord Africa acuì il problema fiscale. Le finanze dell'Impero si basavano sulle rendite delle grandi proprietà terriere, cui era fornita, in cambio, la protezione garantita dall'esercito. La perdita del nord Africa provocò conseguenze disastrose per le finanze dello stato, riducendo la base imponibile e obbligando lo stato ad aumentare la pressione fiscale: il risultato era che la lealtà delle province al governo centrale era messa a dura prova. L'Impero non solo aveva perso le più floride province del Nord Africa, ma le province restituite ai Romani secondo il trattato del 442, cioè le Mauritanie e una parte della Numidia, erano state devastate a tal punto dalla guerra che il loro gettito fiscale si era ridotto a 1/8 della quota normale. La crisi economica dovuta alla perdita o alla devastazione di così tante province costrinse Valentiniano III a ridurre i benefici fiscali che favorivano i possessori terrieri e ad alzare le tasse: ciò è testimoniato da una legge del 444 in cui il regime di Ezio ammise che, a causa della riduzione del gettito fiscale, lo stato non poteva più «provvedere adeguatamente a una questione ... sulla quale si fonda la piena sicurezza di tutti» per cui era costretto ad introdurre nuove tasse per la «necessità assoluta di predisporre la forza di un numeroso esercito per ... ovviare alla triste situazione in cui versa lo stato». Secondo Heather, l'Impero dovette ridurre gli effettivi dell'esercito perché impossibilitato a pagarli.
     Impero d'Occidente (Valentiniano III).
     Aree minacciate da rivolte interne (Bagaudi).
     Aree perse per rivolte interne.
     Aree minacciate da Franchi, Alamanni, Burgundi.
     Aree minacciate da Mauri.
     Aree perse perché occupate da Vandali e Alani.
     Aree perse perché occupate da Suebi.
     Aree minacciate da Visigoti.
     Aree perse perché occupate da Unni.

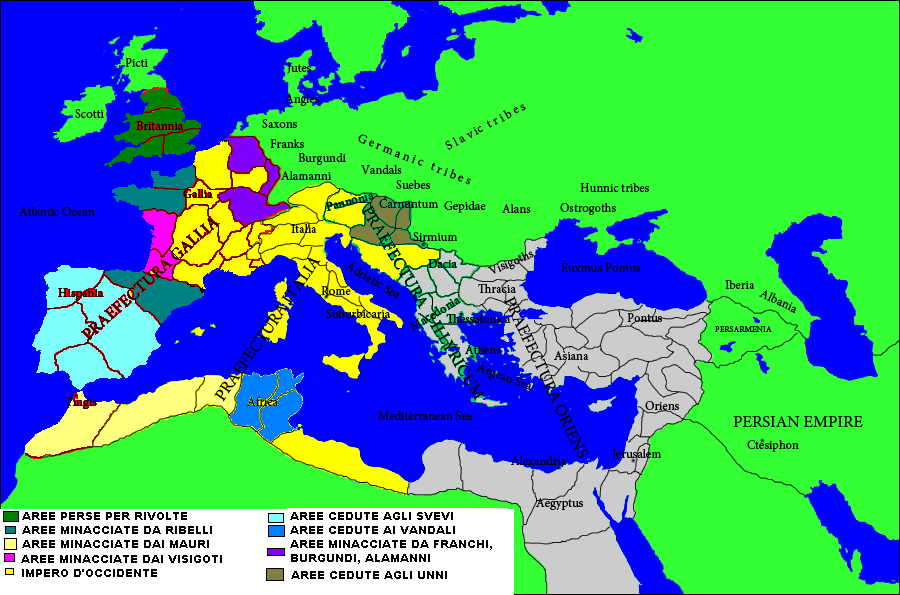
L'Impero romano d'Occidente intorno al 452.
Impero d'Occidente (Valentiniano III).
Aree minacciate da rivolte interne (Bagaudi).
Aree perse per rivolte interne.
Aree minacciate da Franchi, Alamanni, Burgundi.
Aree minacciate da Mauri.
Aree perse perché occupate da Vandali e Alani.
Aree perse perché occupate da Suebi.
Aree minacciate da Visigoti.
Aree perse perché occupate da Unni.
Considerando che le parti ancora controllate da Ravenna in Gallia e in Italia erano state devastate dagli Unni di Attila e non erano dunque più in grado di versare le tasse ai livelli di prima, il gettito fiscale dell'Impero d'Occidente si era davvero ridotto ai minimi termini.

Contenuta la minaccia vandala, Ezio poté quindi rivolgere la sua attenzione a settentrione, dove concesse ai Burgundi superstiti di insediarsi all'interno del limes tra Saona e Rodano, nella regione chiamata Sapaudia, fondando un nuovo regno burgundo alleato che potesse controllare la crescente minaccia degli Unni (443). Nel 442, decise di riportare l'ordine in Armorica, infestata dai ribelli, permettendo agli Alani di re Goar di insediarsi nella regione. Nel 440 insediò alcuni Alani guidati da Sambida nei pressi di Valence, nella valle del Rodano. Questi stanziamenti di barbari foederati, che avevano l'incarico di tenere a bada i ribelli e difendere le frontiere da altri barbari, generarono le proteste dei proprietari terrieri gallici, molti dei quali furono espropriati dei loro possedimenti da questi gruppi di foederati. Secondo Halsall, «a questo punto, sembra che la politica imperiale in Gallia prevedesse un ritiro della frontiera dalla ... Loira alle... Alpi, con gruppi di federati insediati lungo quella frontiera affinché aiutassero a difenderla», mentre i resti dell'esercito romano in Gallia avrebbero tentato di restaurare l'effettiva autorità romana in Gallia Ulteriore (settentrionale).
La minaccia unna gli impedì però di inviare truppe consistenti in Spagna, dove la partenza dei Vandali e Alani alla volta dell'Africa aveva permesso all'Impero di recuperare le province da essi occupate in Spagna, province che rimanevano comunque minacciate dagli Svevi stanziatisi nella Hispania nord-occidentale. Quando così nel 438 salì sul trono svevo il re Rechila, questi avviò delle campagne espansionistiche ai danni dell'Impero: con Ezio impegnato a sventare l'invasione vandalica della Sicilia, gli Svevi poterono così occupare Merida (capoluogo della Lusitania) nel 439, e successivamente Siviglia e le province della Betica e della Cartaginense (441). L'unica provincia ispanica ancora rimasta sotto il controllo di Roma era la Tarraconense, che tuttavia era infestata dai separatisti Bagaudi. Ezio, dopo il trattato del 442, fece piccoli tentativi per recuperare le province perdute agli Svevi e a sconfiggere i Bagaudi, inviando in Spagna i comandanti Astirio (441), Merobaude (443) e Vito (446). Se i primi due tentarono di recuperare perlomeno la Tarraconense ai Bagaudi, Vito, più ambizioso, condusse l'esercito romano-visigoto contro gli Svevi, ma fu da essi annientato. Questo fallimento era attribuibile almeno in parte al fatto che Ezio non poteva concentrare tutte le sue forze nella lotta contro gli Svevi vista la minaccia unna.

#### L'invasione degli Unni (440-452)

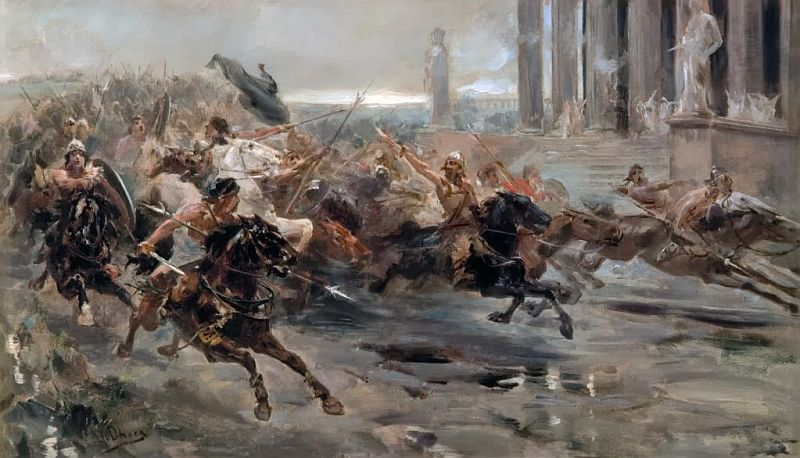
Una carica degli Unni

Alla fine degli anni 430, alla morte del re unno Rua, succedettero i nipoti Bleda e Attila. Attila, un principe unno dalle grandi ambizioni, in breve si sbarazzò del fratello, unificò le tribù unne e si fece riconoscere quale unico sovrano (445). Nel 441-442 attaccò l'Impero d'Oriente, costringendolo a richiamare la flotta che doveva recuperare Cartagine per l'Occidente, e a pagare un pesante tributo. Teodosio II, tuttavia, dopo aver rafforzato l'esercito, smise di pagare il tributo ad Attila, convinto che i successi di Attila del 441-442 fossero dovuti al fatto che i Balcani fossero stati sguarniti di truppe a causa della spedizione contro i Vandali, e ritenendo che con i Balcani non sguarniti sarebbe riuscito a respingere le invasioni del re unno.
Nel 447, di fronte al rifiuto di Teodosio di pagargli il tributo, Attila invase di nuovo l'Impero d'Oriente, devastando gran parte dei territori illirici tra il mar Nero e il mar Mediterraneo e infliggendo due gravi sconfitte a ben due eserciti campali romano-orientali. Non riuscì tuttavia a espugnare Costantinopoli, le cui formidabili fortificazioni erano state da poco riparate dopo un grave terremoto che le aveva danneggiate. Teodosio fu però costretto a evacuare una striscia di territorio a sud del Danubio larga cinque giorni di viaggio e a pagare agli Unni un tributo annuale di 2.100 libbre d'oro.

Carta storica che descrive l'invasione della Gallia da parte degli Unni nel 451 d.C., e la battaglia dei Campi Catalaunici. Sono mostrati i probabili itinerari, e le città conquistate o risparmiate dagli Unni.

Onoria, sorella di Valentiniano, nella primavera del 450 aveva inviato al re degli Unni una richiesta d'aiuto, insieme al proprio anello, perché voleva sottrarsi all'obbligo di fidanzamento con un senatore: la sua non era una proposta di matrimonio, ma Attila interpretò il messaggio in questo senso, ed accettò pretendendo in dote metà dell'Impero d'Occidente. Quando Valentiniano scoprì l'intrigo, fu solo l'intervento della madre Galla Placidia a convincerlo a mandare in esilio, piuttosto che ad uccidere Onoria, e ad inviare un messaggio ad Attila, in cui disconosceva assolutamente la legittimità della presunta proposta matrimoniale. Attila, per nulla persuaso, inviò un'ambasciata a Ravenna per affermare che Onoria non aveva alcuna colpa, che la proposta era valida dal punto di vista legale e che sarebbe venuto per esigere ciò che era un suo diritto.
Forte di un esercito che si diceva contasse 500 000 uomini, Attila attraversò la Gallia settentrionale provocando morte e distruzione. Conquistò molte delle grandi città europee, tra cui Reims, Strasburgo, Treviri, Colonia, ma fu sconfitto contro le armate dei Visigoti e dei Burgundi comandati dal generale Flavio Ezio nella Battaglia dei Campi Catalaunici.

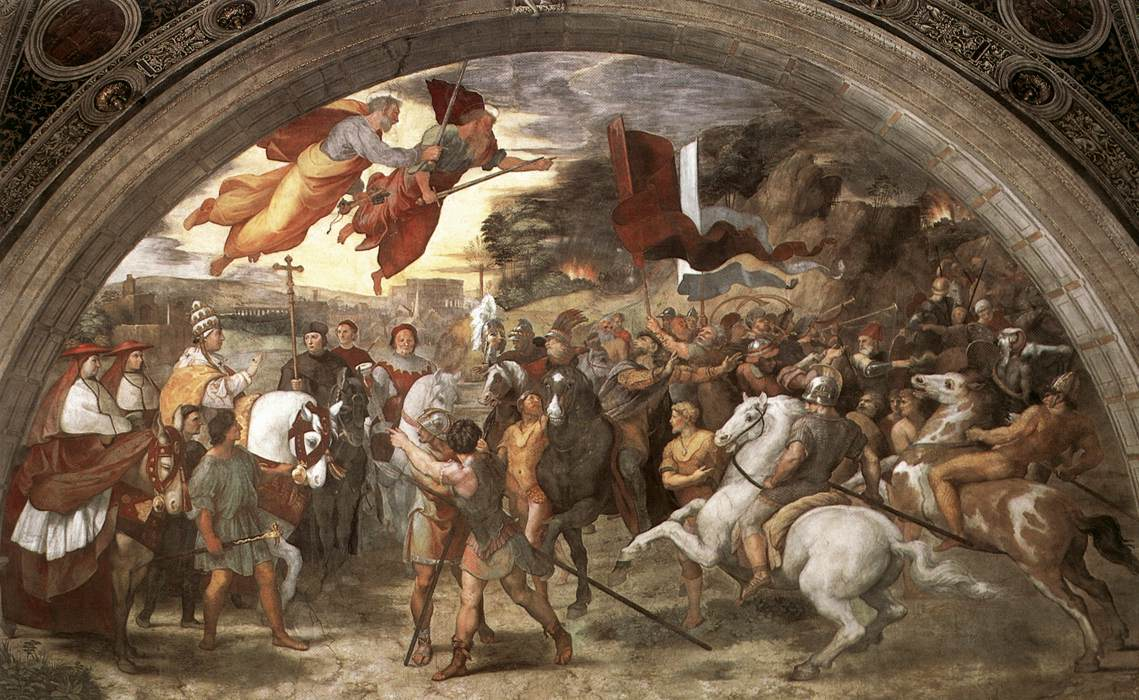
Incontro tra Leone il Grande e Attila, Affresco, 1514, Stanza di Eliodoro, Palazzi Pontifici, Vaticano. L'affresco fu completato durante il pontificato di Leone X (papa dal 1513 al 1521). Secondo la leggenda, la miracolosa apparizione dei Santi Pietro e Paolo armati con spade durante l'incontro tra Papa Leone e Attila (452) avrebbe spinto il re degli Unni a ritirarsi, rinunciando al sacco di Roma.

Nel 452, Attila, ancora sotto gli effetti della pesante sconfitta, ma per nulla piegato, invase l'Italia, forse per reclamare ancora le nozze con Onoria, saccheggiando e distruggendo Aquileia, Milano e altre città. Famoso è rimasto il modo singolare con cui affermò la propria superiorità su Roma: nel palazzo reale di Milano c'era un dipinto in cui erano raffigurati i Cesari seduti in trono e ai loro piedi i principi sciti; Attila, colpito dal dipinto, lo fece modificare: i Cesari vennero raffigurati nell'atto di vuotare supplici borse d'oro davanti al trono dello stesso Attila. Il suo esercito era però decimato da fame e malattie, giacché in Italia stavano infuriando il colera e la malaria, mentre la Pianura Padana, devastata, non era in grado di dar sostentamento all'orda barbarica; inoltre l'Impero d'Oriente aveva inviato aiuti militari a Ezio contro gli Unni. Attila, a sua volta debilitato e temendo l'arrivo di aiuti dall'Impero d'Oriente, accettò la tregua propostagli da un'ambasceria di Valentiniano III, guidata dal Papa Leone I che gli andò incontro presso il Mincio. La «favola che è stata rappresentata dalla matita di Raffaello e dallo scalpello di Algardi» (come l'ha chiamata Edward Gibbon) di Prospero d'Aquitania asserisce che il papa, aiutato da Pietro apostolo e Paolo di Tarso, lo convinse a girare al largo della città. In realtà, furono i problemi logistici come le malattie e carenza di cibo che avevano colpito il suo esercito a spingere le orde di Attila a ritirarsi, non certo l'intervento del Pontefice. Ritiratosi nei suoi domini pannonici, Attila morì nel 453 mentre stava preparando una nuova invasione dell'Impero.

#### La fine di Ezio e Valentiniano (453-455)
Nel settembre del 454 Ezio era all'apice della sua potenza, tanto da pensare forse alla successione imperiale per il figlio Gaudenzio, tramite il matrimonio di questi con la sorella dell'Imperatore, Galla Placidia. Il praefectus praetorii Petronio Massimo ed il primicerius sacri cubiculi Eraclio istigarono quindi l'imperatore Valentiniano paventandogli che Ezio si preparasse presto a deporlo. In un eccesso d'ira, Valentiniano III pugnalò mortalmente Ezio durante un'udienza.
Pochi mesi più tardi, la breve alleanza politica tra Valentiniano, Eraclio e Petronio Massimo, quest'ultimo irritato di non aver preso il posto che era stato di Ezio, si ruppe. Il 16 marzo 455, due legionari di Ezio appartenenti alla guardia del corpo dell'Imperatore, istigati da Petronio, vendicarono l'omicidio del loro comandante assassinando Valentiniano ed il suo potente ministro Eraclio a Roma, mentre si recava in Campo Marzio: con la morte di Valentiniano si estingueva la dinastia teodosiano-valentiniana in Occidente.

#### Conseguenze dell'invasione unna

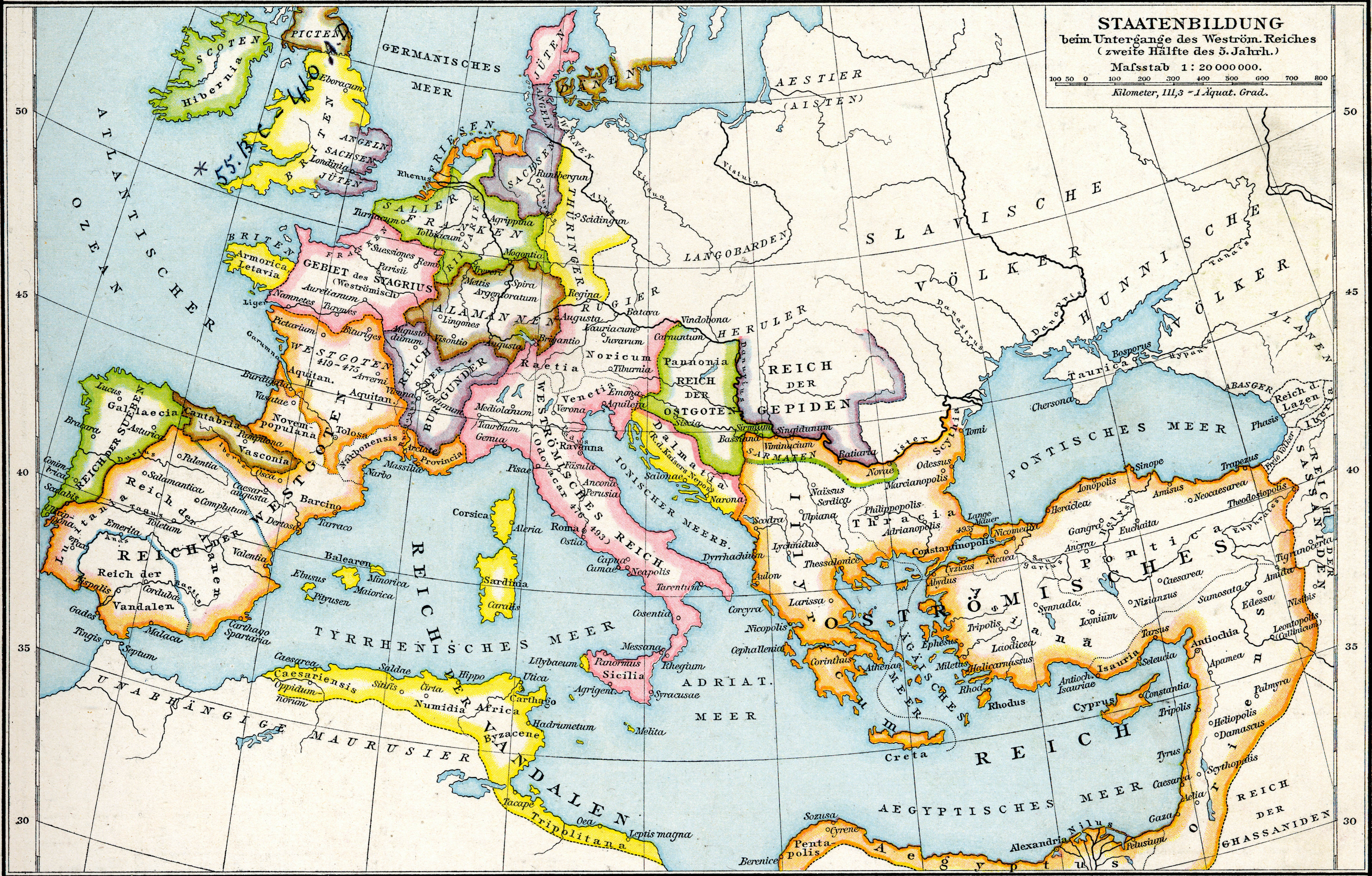
I regni romano-barbarici dopo il 476

La migrazione degli Unni nella grande pianura ungherese aveva causato una nuova ondata di invasioni barbariche da parte di numerose popolazioni, che, non respinti dalle armate romane, si stanziarono in territorio imperiale, contribuendo alla caduta finale dell'Impero in Occidente e portando alla formazione di regni romano-barbarici.
Il contributo degli Unni nelle invasioni barbariche si può dividere in tre fasi:
1. gli Unni, migrando verso la pianura ungherese, spingono numerose popolazioni barbariche a invadere l'Impero (376-408).
2. gli Unni, una volta terminata la migrazione, aiutano l'Impero a combattere i gruppi barbari entrati all'interno dell'Impero (410-439).
3. gli Unni, sotto Attila, diventano nemici dell'Impero, e invadono dapprima l'Impero d'Oriente e poi quello d'Occidente (440-452).

Inizialmente negli anni 370, mentre la maggior parte degli Unni era ancora concentrata a nord del Mar Nero, alcune bande isolate saccheggiatrici di Unni attaccarono i Visigoti a nord del Danubio, spingendoli a chiedere ospitalità all'Imperatore Valente. I Visigoti, suddivisi in due gruppi (Tervingi e Grutungi), furono ammessi in territorio romano-orientale, ma in seguito a maltrattamenti, si rivoltarono e inflissero una grave sconfitta all'Impero d'Oriente nella Battaglia di Adrianopoli (378). Con il foedus del 382, ottennero di stanziarsi nell'Illirico orientale come foederati dell'Impero, con l'obbligo di fornire truppe mercenarie all'Imperatore Teodosio I. Rivoltatisi una seconda volta nel 395 sotto Alarico I, i Visigoti si spostarono in Occidente, venendo in un primo momento respinti (402 e 403) dal generale Stilicone; dopo l'assassinio di questi nel 408, i Visigoti invasero di nuovo l'Italia, saccheggiando Roma nel 410 e spostandosi poi, sotto re Ataulfo, in Gallia. Sconfitti dal generale romano Flavio Costanzo nel 415, i Visigoti accettarono di combattere per l'Impero in Spagna contro gli invasori del Reno, ottenendo in cambio il possesso della Gallia Aquitania come foederati dell'Impero (418).
Se la prima "crisi" provocata dagli Unni portò solo i Visigoti ad invadere l'Impero, lo spostamento degli Unni dal nord del Mar Nero alla grande pianura ungherese, avvenuta agli inizi del V secolo, portò a una "crisi" ben più grave: tra il 405 e il 408 l'Impero fu invaso dagli Unni di Uldino, dai Goti di Radagaiso (405) e da Vandali, Alani, Svevi (406) e Burgundi (409), spinti all'interno dell'Impero dalla migrazione unna. Se i Goti di Radagaiso, che invasero l'Italia, e gli Unni di Uldino, che colpirono l'Impero d'Oriente, furono respinti, Vandali, Alani e Svevi, varcato il Reno il 31 dicembre 406, non uscirono più dall'Impero, stanziandosi in Spagna nel 409 dopo aver devastato la Gallia per circa tre anni. I Vandali e gli Alani si trasferirono poi in Africa nel 429, espugnando Cartagine dieci anni dopo (439). Da Cartagine, esercitando la pirateria, si impossessarono poi di Sicilia, Sardegna, Corsica e Baleari, saccheggiando persino Roma nel 455. Nel frattempo nella zona intorno al Reno si erano stanziati Franchi e Burgundi, mentre l'Armorica e la Britannia si erano rese indipendenti dall'Impero, anche se poi l'Armorica fu precariamente recuperata.
Dopo aver provocato indirettamente le crisi del 376-382 e del 405-408, gli Unni, ormai stanziati stabilmente in Ungheria, paradossalmente, oltre ad arrestare il flusso migratorio ai danni dell'Impero, in quanto volendo dei sudditi da sfruttare, impedirono ogni migrazione da parte delle popolazioni sottomesse, aiutarono l'Impero d'Occidente a combattere i gruppi invasori: nel 410 alcuni mercenari unni furono inviati ad Onorio per sostenerlo contro Alarico, mentre Ezio dal 436 al 439 impiegò mercenari unni per sconfiggere in Gallia Burgundi, Bagaudi e Visigoti; poiché però nessuna delle minacce esterne fu annientata definitivamente nemmeno con il sostegno degli Unni, questo aiuto compensò solo minimamente gli effetti nefasti provocati dalle invasioni del 376-382 e del 405-408.
Sotto Attila, poi, gli Unni divennero una grande minaccia per l'Impero, distogliendolo dalla lotta contro gli invasori penetrati all'interno dell'Impero nel 376-382 e nel 405-408, che in questo modo ne approfittarono per espandere ulteriormente la propria influenza. Per esempio, le campagne balcaniche di Attila impedirono all'Impero d'Oriente di aiutare l'Impero d'Occidente in Africa contro i Vandali, e la flotta romano-orientale di 1100 navi che era stata inviata in Sicilia per riconquistare Cartagine fu richiamata precipitosamente perché Attila minacciava di conquistare persino Costantinopoli (442). Anche la Britannia, abbandonata definitivamente dai Romani attorno al 407-409, fu invasa, attorno alla metà del secolo da genti germaniche (Sassoni, Angli e Juti) che dettero vita a molte piccole entità territoriali autonome (Sussex, Anglia orientale, Kent ecc.), spesso in lotta fra di loro. Il generale Ezio nel 446 ricevette un disperato appello dai romano-britanni contro i nuovi invasori; Ezio, non potendo distogliere forze dalla frontiera confinante con l'Impero unno, declinò la richiesta. Ezio dovette rinunciare anche a inviare forze consistenti in Spagna contro gli Svevi, che, sotto re Rechila, avevano sottomesso quasi interamente la Spagna romana, ad eccezione della Tarraconense.
L'Impero romano d'Occidente dovette così rinunciare al gettito fiscale della Spagna e soprattutto dell'Africa, con conseguenti minori risorse a disposizione per mantenere un esercito efficiente da utilizzare contro i Barbari. Man mano che le entrate fiscali diminuivano a causa delle invasioni, l'esercito romano si indeboliva sempre di più, agevolando un'ulteriore espansione a scapito dei Romani da parte degli invasori. Nel 452 l'Impero d'Occidente aveva perso la Britannia, una parte della Gallia sud-occidentale ceduta ai Visigoti e una parte della Gallia nord-orientale ceduta ai Burgundi, quasi tutta la Spagna passata agli Svevi e le più prospere province dell'Africa, occupate dai Vandali; le province residue erano o infestate dai ribelli separatisti bagaudi o devastate dalle guerre del decennio precedente (ad esempio le campagne di Attila in Gallia e in Italia) e dunque non potevano più fornire un gettito fiscale paragonabile a quello precedente alle invasioni. Si può concludere che gli Unni contribuirono alla caduta dell'Impero romano d'Occidente, non tanto direttamente (con le campagne di Attila), quanto indirettamente, giacché, causando la migrazione di Vandali, Visigoti, Burgundi e altre popolazioni all'interno dell'Impero, avevano danneggiato l'Impero romano d'Occidente molto più delle stesse campagne militari di Attila.

### Saccheggio vandalo di Roma (455)
La morte di Valentiniano III vide l'estinzione della linea diretta dei discendenti di Teodosio. Per quanto flebile mancò quindi anche il sostegno del concetto dinastico e della sua continuità. Il successore Petronio Massimo, la cui mano stava dietro la morte di Valentiniano III e che ne aveva rapidamente sposato la vedova, restò imperatore per circa due mesi, dal 17 marzo al 31 maggio 455. La notizia dello sbarco di Genserico e dei suoi vandali ad Ostia provocò una sommossa della popolazione romana e la lapidazione dell'Imperatore che stava tentando la fuga.
Genserico e la sua orda marciarono su Roma che, senza nemmeno tentare di difendersi, capitolò il 2 giugno 455. Genserico promise a Papa Leone I che sarebbe stata rispettata l'integrità fisica dei cittadini, che il saccheggio avrebbe avuto una durata massima di quindici giorni e che non vi sarebbero stati incendi. I Vandali asportarono l'asportabile e il trasportabile fra le ricchezze e le opere d'arte rapinate in città; non contento, il sovrano barbaro trascinò come ostaggi in Africa anche numerosi personaggi eminenti per ottenerne il riscatto.
Fra i prigionieri vi furono l'Imperatrice Licinia Eudossia e le figlie Placidia ed Eudocia. Si narra che Licinia Eudossia avesse lei stessa chiamato Genserico per vendicare l'assassinio del primo marito, mentre la figlia Eudocia sarebbe stata promessa in sposa ad Unerico, figlio di Genserico, con cui effettivamente si unì in matrimonio in terra d'Africa. Genserico successivamente occupò le province africane ancora in mano all'Impero occidentale, oltre alla Sicilia, Sardegna, Corsica, Isole Baleari.

### Gli ultimi imperatori (455-475)

#### Avito e Maggioriano (455-461)

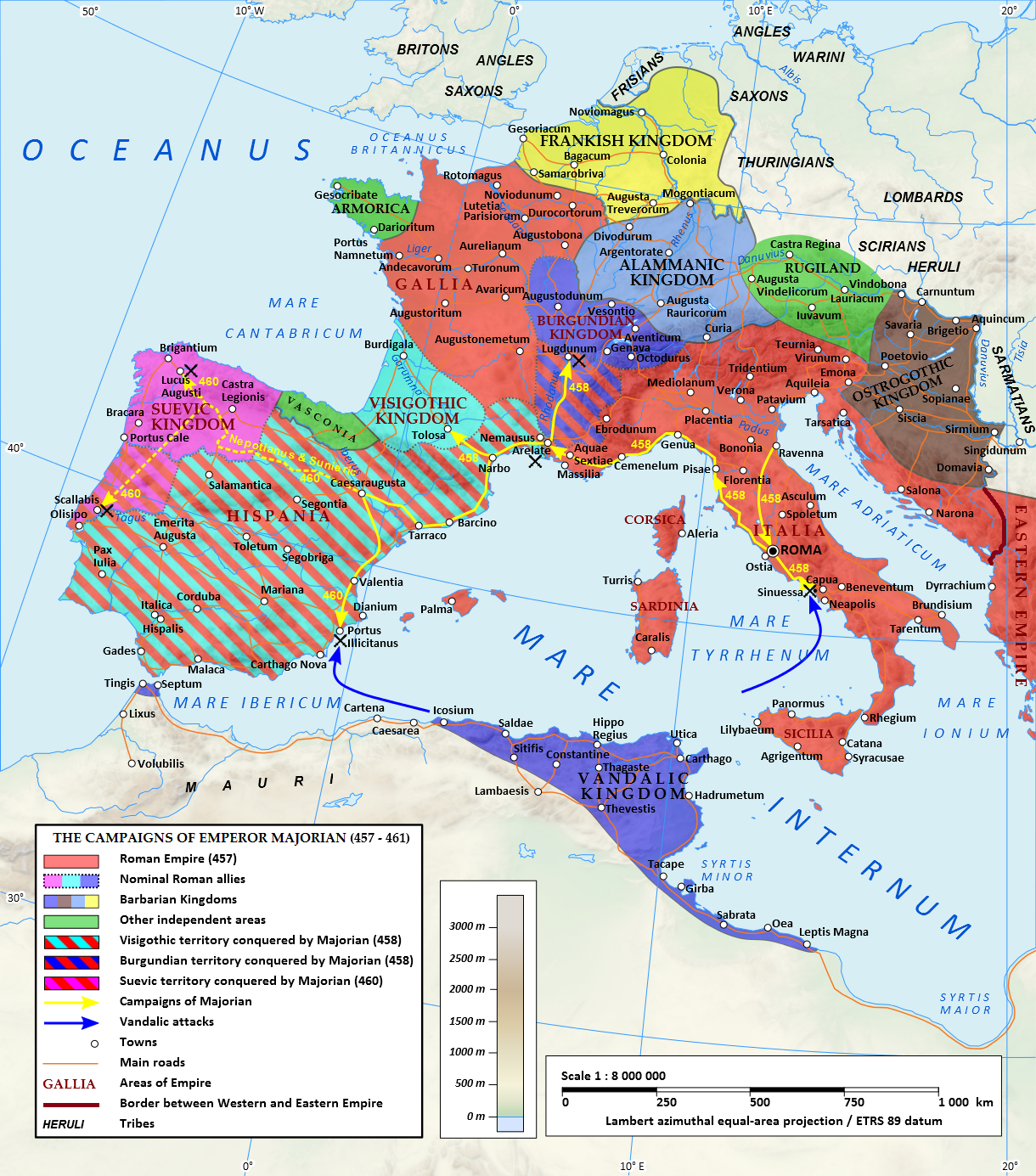
L'Impero romano d'Occidente sotto Maggioriano. Si noti come l'Illirico fosse solo nominalmente sotto il dominio dell'imperatore, mentre il potere effettivo era tenuto dal comes Marcellino; anche la Gallia e parte dell'Hispania erano di fatto, all'inizio del regno di Maggioriano, fuori dal controllo dell'imperatore, in quanto occupate dai Visigoti e dai Burgundi.

Alla morte di Petronio Massimo salì al potere Avito, un gallo-romano di classe alto-senatoria nominato magister militum da Petronio, acclamato imperatore ad Arelate con il sostegno militare dei Visigoti e che, entrato a Roma, riuscì ad ottenere il riconoscimento da parte dell'esercito romano d'Italia grazie all'imponente esercito visigoto. Avito era intenzionato a intraprendere un'azione contro gli Svevi, i quali minacciavano la Tarraconense: inviò dunque in Spagna i Visigoti, i quali, però, se riuscirono ad annientare gli Svevi, saccheggiarono il territorio ispanico e se ne impadronirono a scapito dei Romani. Nel frattempo, condusse una campagna in Pannonia contro gli Ostrogoti nell'autunno del 455 riuscendo a ricondurli all'obbedienza, almeno nominale, mentre il suo generale Ricimero riusciva a respingere le incursioni piratesche dei Vandali in Sicilia e in Italia meridionale. Il regno di Avito durò però solo poco più di un anno: inviso alla classe dirigente romana e all'esercito d'Italia per la sua gallica estraneità, contro Avito si rivoltarono i generali dell'esercito italico Ricimero, nipote del re visigoto Vallia, e Maggioriano, che, approfittando dell'assenza dei Visigoti, partiti per la Spagna per combattere gli Svevi, lo sconfissero presso Piacenza nel 456 e lo deposero. Il vuoto di potere creatosi alimentò le tensioni separatiste nei vari regni barbarici che si stavano formando.
Dopo un periodo di interregno durato più di diciotto mesi, resosi necessario perché, prima di procedere alla nomina di un nuovo Imperatore, si intendeva attendere l'assenso dell'Imperatore d'Oriente, che poi non arrivò, venne nominato imperatore, quindi, Maggioriano che, appoggiato dal Senato, si impegnò per quattro anni in un'attenta e decisa azione di riforma politica, amministrativa e giuridica, cercando di eliminare gli abusi e impedire la distruzione degli antichi monumenti per impiegarne i materiali per l'edificazione di nuovi edifici.
Uno dei primi compiti che il nuovo imperatore si trovò ad affrontare fu quello di consolidare il dominio sull'Italia e riprendere il controllo della Gallia, che gli si era ribellata dopo la morte dell'imperatore gallo-romano Avito; i tentativi di riconquista della Hispania e dell'Africa erano progetti in là nel futuro. Per prima cosa assicurò la sicurezza dell'Italia, sconfiggendo nell'estate del 458 un gruppo di Vandali sbarcato in Campania. In vista di una spedizione in Gallia, rinforzò l'esercito, assoldando un forte contingente di mercenari barbari comprendenti Gepidi, Ostrogoti, Rugi, Burgundi, Unni, Bastarni, Suebi, Sciti e Alani, oltre a riorganizzare due flotte, probabilmente quelle di Miseno e Ravenna, non intendendo sottovalutare la potenza militare della flotta vandala.
Nel tardo 458 Maggioriano portò il suo esercito, rafforzato dal contingente di barbari, in Gallia, scacciando i Visigoti di Teodorico II da Arelate, costringendoli a ritornare nella condizione di foederati e di riconsegnare la diocesi di Spagna, che Teodorico aveva conquistato tre anni prima a nome di Avito; l'imperatore mise il proprio ex-commilitone Egidio a capo della provincia, nominandolo magister militum per Gallias e inviò dei messi in Hispania ad annunciare la propria vittoria sui Visigoti e l'accordo raggiunto con Teodorico. Con l'aiuto dei suoi nuovi foederati, Maggioriano penetrò poi nella valle del Rodano, conquistandola sia con la forza che con la diplomazia: sconfisse infatti i Burgundi e riprese Lione dopo un assedio, condannando la città a pagare una forte indennità di guerra, mentre i Bagaudi furono convinti a schierarsi con l'impero. L'intenzione di Maggioriano era però quella di riconciliarsi con la Gallia, malgrado la nobiltà gallo-romana avesse preso le parti di Avito: significativo è il fatto che il genero dell'imperatore gallico, il poeta Sidonio Apollinare, ottenesse di poter declamare un panegirico all'imperatore (inizio di gennaio 459); sicuramente molto più efficace fu la concessione della esenzione dalle tasse alla città di Lione.
Maggioriano decise quindi di attaccare l'Africa vandalica. Genserico, temendo l'invasione romana, cercò di negoziare una pace con Maggioriano, il quale la rifiutò; il re dei Vandali decise allora di distruggere tutte le fonti di approvvigionamento nella Mauretania, in quanto riteneva che quello fosse il luogo dove Maggioriano e il suo esercito sarebbero sbarcati per invadere l'Africa, e fece fare delle incursioni alla propria flotta nelle acque vicine alla zona di sbarco. Intanto Maggioriano stava conquistando la Spagna: mentre Nepoziano e Sunierico sconfiggevano i Suebi a Lucus Augusti e conquistavano Scallabis in Lusitania, l'imperatore passò da Caesaraugusta (Saragozza), dove fece un adventus imperiale formale, e aveva raggiunto la Cartaginense, quando la sua flotta, attraccata a Portus Illicitanus (vicino a Elche), fu distrutta per mano di traditori al soldo dei Vandali. Maggioriano, privato di quella flotta che gli era necessaria per l'invasione, annullò l'attacco ai Vandali e si mise sulla via del ritorno: quando ricevette gli ambasciatori di Genserico, accettò di stipulare la pace, che probabilmente prevedeva il riconoscimento romano dell'occupazione de facto della Mauretania da parte vandala. Al suo ritorno in Italia, venne assassinato per ordine di Ricimero nell'agosto 461. La morte di Maggioriano significò la definitiva perdita a favore dei Vandali dell'Africa, Sicilia, Sardegna, Corsica e Baleari, nonché della Spagna a favore dei Visigoti: infatti, dopo il ritiro dalla Spagna di Maggioriano, nessun altro ufficiale romano è attestato nelle fonti nella penisola iberica, rendendo evidente che dopo il 460 la Spagna non faceva più - di fatto - parte dell'Impero.

#### Ricimero (461-472)
Con la morte di Maggioriano scomparve l'ultimo vero imperatore dell'Occidente. Ricimero, imparentato con le case reali burgunda e visigota, divenne il vero arbitro di questa parte dell'Impero, e da quel momento in poi nominò e depose augusti sulla base delle più impellenti necessità politiche del momento e del proprio tornaconto personale.

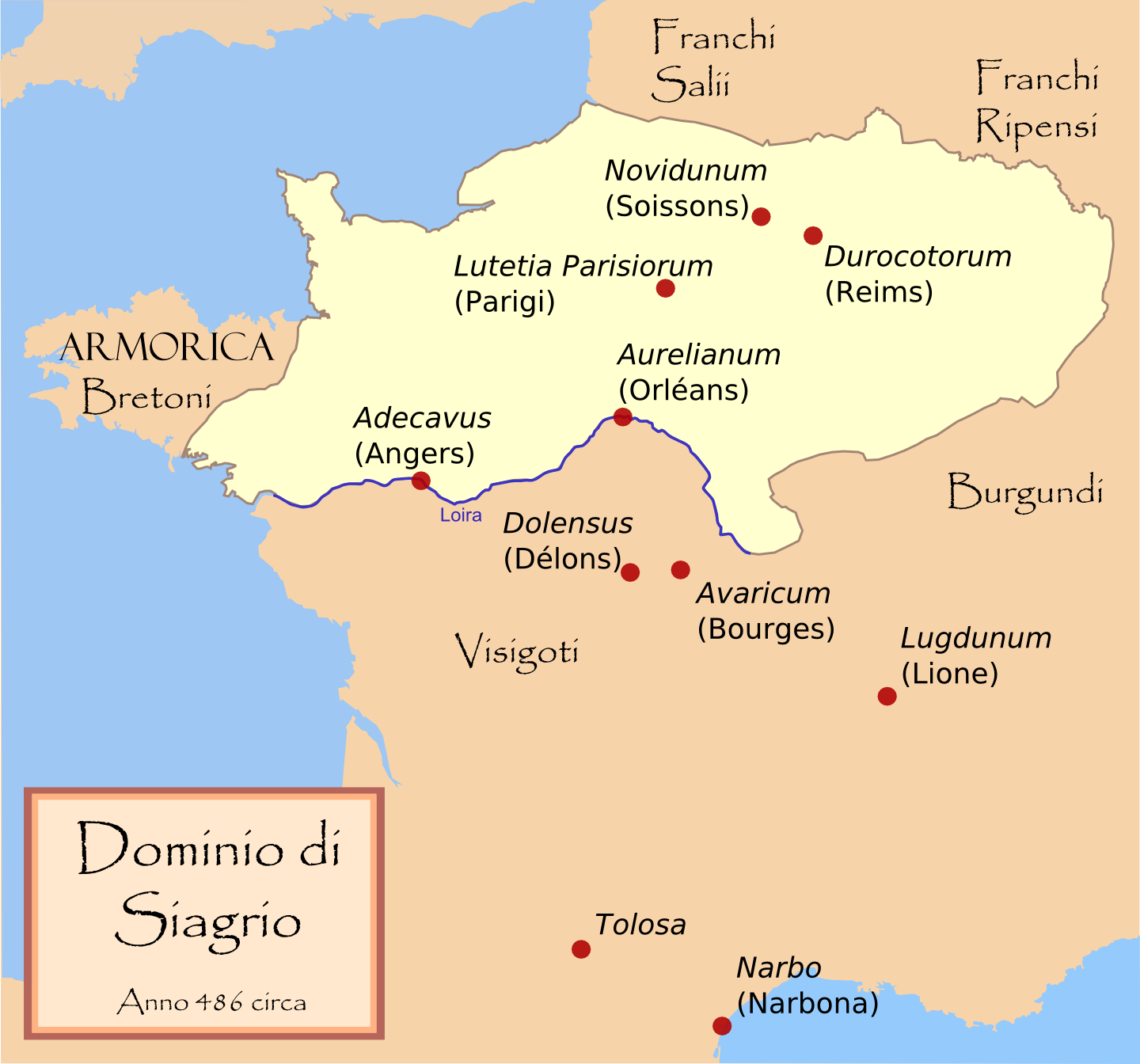
Area controllata da Siagrio, figlio e successore di Egidio.

Nel 461, Ricimero elesse come Imperatore fantoccio Libio Severo. Il magister militum per Gallias Egidio e il comes di Dalmazia Marcellino, però, essendo fedeli a Maggioriano, si rifiutarono di riconoscere il nuovo imperatore, un fantoccio di Ricimero; quest'ultimo reagì nominando un nuovo magister militum per Gallias, il suo sostenitore Agrippino. Agrippino si rivolse ai Visigoti e col loro aiuto combatté contro Egidio e i suoi alleati Franchi, condotti dal re Childerico I: per ottenerne il sostegno, nel 462 Agrippino diede ai Visigoti l'accesso al Mar Mediterraneo, assegnando loro la città di Narbona, separando di fatto Egidio dal resto dell'impero. Egidio si trovò a governare uno stato romano autonomo nella regione attorno a Soissons: la sua indipendenza era accentuata dal fatto che non riconosceva altra autorità che quella, lontana, dell'Impero Romano d'Oriente. Dopo Agrippino, Ricimero nominò magister militum per Gallias il re burgundo Gundioco, marito di sua sorella (463).
Mettendo Burgundi e Visigoti contro Egidio, Ricimero e Severo speravano di ottenere il controllo sull'ancora potente esercito della Gallia, ma Egidio continuò a costituire una spina nel fianco di Ricimero, giungendo a sconfiggere i Visigoti in una battaglia campale di una certa importanza ad Orléans, nel 463, in cui uccise anche il fratello del re Teodorico II, Federico. Dopo questa vittoria, Egidio non portò attacchi contro i Visigoti; è però noto che nel 465 inviò un'ambasciata ai Vandali forse per cercare il loro aiuto contro le popolazioni barbariche di stanza in Gallia. Quello stesso anno, però, Egidio morì, forse avvelenato: a succedergli fu prima il comes Paolo e poi il proprio figlio Siagrio. Il Dominio di Soissons, l'ultimo baluardo romano nella Gallia settentrionale, cadde solo nel 486, allorché fu conquistato dai Franchi.
Nel frattempo i Vandali ripresero gli attacchi contro l'Italia meridionale e la Sicilia: Genserico, intendeva infatti porre sul trono d'Occidente il romano Olibrio, in quanto imparentato con lui, e tentò di ricattare l'Impero d'Occidente con incursioni di saccheggio: l'Impero d'Occidente non disponeva più ormai di una propria flotta per difendersi, e di conseguenza implorò aiuto all'Impero d'Oriente, che però rifiutò, sia perché non riconosceva Libio Severo come imperatore legittimo e dunque non intendeva intervenire in soccorso di ciò che considerava un "usurpatore", sia per effetto di un trattato di pace firmato con i Vandali nel 462, in cui, in cambio della neutralità, otteneva la restituzione delle principesse imperiali.
Ricimero si rese conto che l'elevazione a imperatore di Libio Severo era stata deleteria per l'Impero, perché non solo aveva portato alle rivolte in Gallia e in Dalmazia dei generali fedeli a Maggioriano, con conseguente secessione di quelle aree dal centro dell'Impero, ma aveva anche costretto Ricimero a ulteriori concessioni territoriali ai gruppi barbari lì stanziati (Burgundi e Visigoti) per ottenerne l'appoggio contro i ribelli; inoltre, per risollevare le sorti dell'Impero, Ricimero aveva bisogno del sostegno bellico dell'Impero romano d'Oriente, che però non riconosceva come legittimo Libio. Ritenendo dunque ormai deleterio mantenere formalmente al potere Libio Severo, nel 465 Ricimero lo fece uccidere. Seguirono due anni di interregno, durante il quale il controllo dell'Impero d'Occidente formalmente veniva esercitato dall'Imperatore d'Oriente, Leone I, in attesa della nomina di un nuovo Imperatore d'Occidente, questa volta imposto dall'Oriente, e Ricimero fu costretto però ad accettare questo augusto imposto da Bisanzio: Antemio.
Nel 467 l'imperatore d'Oriente Leone I tentò di risollevare le sorti dell'impero d'Occidente con una grande azione congiunta in funzione anti-vandala. La spedizione congiunta dei due imperi tuttavia fu un disastro: nel 468 una grande flotta congiunta allestita dai due imperi venne annientata dai Vandali, che consolidarono il loro dominio su Sicilia, Sardegna e Baleari, mentre l'Impero d'Oriente, avendo svuotato le casse del tesoro per l'allestimento della disastrosa spedizione, non poté più aiutare la metà occidentale. Secondo le congetture di alcuni studiosi, la sconfitta del 468 fu fatale per l'Impero d'Occidente: se infatti avesse recuperato l'Africa, oltre ad eliminare la minaccia dei Vandali, avrebbe recuperato un'importante fonte di entrate, grazie alla quale avrebbe potuto avere la possibilità di riprendere gradualmente prima la Spagna e successivamente la Gallia; ora, invece, che la spedizione era fallita, all'Impero d'Occidente rimaneva solo l'Italia e poco più, regioni che fornivano troppe poche entrate per poter allestire un grosso esercito in grado di recuperare i territori perduti o quanto meno in grado di tenere a bada i barbari.
Della disfatta del 468 ne approfittarono i Visigoti del nuovo re Eurico, asceso al trono nel 466. Nel 469, desideroso di formare un regno completamente indipendente da Roma, il nuovo re invase le province della Gallia ancora in mano imperiale: Antemio tentò di fermare l'avanzata del re visigoto, alleandosi con il re dei bretoni Riotamo, ma questi fu sconfitto da Eurico nel 470 e cercò rifugio tra i Burgundi. Un anno dopo, nel 471, l'esercito visigoto riportò una netta vittoria sull'esercito imperiale nei pressi del Rodano: in questo scontro perse la vita anche uno dei figli di Antemio, Antemiolo. Dopo aver portato quindi i confini del regno visigoto alla Loira, negli anni successivi conquistarono anche l'Alvernia, oltre ad espugnare Arelate e Marsiglia (entrambe nel 476). Il nuovo re ottenne significativi successi anche in Hispania, dove occupò Terragona e la costa mediterranea della penisola iberica (473), che già nel 476 apparteneva interamente ai Visigoti, se si esclude una piccola enclave sveva.
Le sconfitte subite compromisero i rapporti fra Antemio e Ricimero che, alla testa di due eserciti in massima parte costituiti da barbari (tra cui gli Eruli e gli Sciri di Odoacre, che si schierarono dalla parte di Ricimero), si affrontarono alle porte dell'Urbe. Antemio, con l'appoggio del senato, si asserragliò in città che venne cinta d'assedio da Ricimero e Anicio Olibrio, augusto sostenuto, sembra, dal re dei Vandali Genserico. Dopo cinque mesi Roma cadde (472) e per la terza volta dall'inizio del secolo fu sottoposta a saccheggio. Antemio morì e pochi mesi più tardi si spensero anche Ricimero e Olibrio.

#### Caduta finale (472-476)

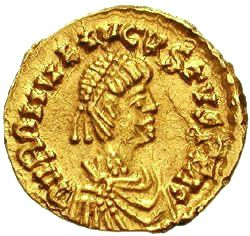
Moneta di Romolo Augusto

Il candidato di Olibrio e del suo alleato burgundo Gundobado, il comes domesticorum Glicerio, non venne accettato né da Leone I né dal suo successore, Zenone, che impose il magister militum di Dalmazia, Giulio Nepote. Questi si recò a Roma per essere incoronato da un messo imperiale nel 474 mentre Glicerio, dopo aver rinunciato ad ogni suo diritto al trono, concluse i suoi giorni come Vescovo nella città di Salona.
Osteggiato dal Senato, nel 475 Nepote dovette subire la rivolta di Oreste, un patrizio romano di Pannonia che una ventina-trentina d'anni prima era stato anche al servizio di Attila. Oreste riuscì ad imporre come imperatore suo figlio Romolo Augusto. Il giovane, sotto la guida del padre, dovette però ben presto fronteggiare una rivolta delle sue truppe provenienti dall'area danubiana e formate da Eruli, Sciri e Rugi: reclamavano terre da coltivare in Italia Settentrionale, dove erano stanziate. Il rifiuto imperiale scatenò una violenta reazione: i barbari nominarono un soldato, Odoacre, come loro duce. Oreste, ripetutamente sconfitto da Odoacre, si rinserrò a Pavia, confidando nelle possenti fortificazioni della città. Tuttavia, Odoacre assediò Pavia e la prese, catturando così Oreste, che fu condotto a Piacenza e decapitato. Con la caduta del padre, il piccolo Romolo Augusto, dopo soli dieci mesi di regno, fu quindi privato del titolo imperiale e confinato a Baia nella villa che era stata di Lucullo con una rendita di 6 000 pezzi d'oro. Odoacre ordinò inoltre al senato romano di inviare un'ambasceria all'Imperatore d'Oriente Zenone:
(Malco, Delle cose bizantine, Frammenti.)
Zenone ricevette in quello stesso giorno anche un'ambasceria proveniente dalla Dalmazia e inviata da Giulio Nepote, volta ad ottenere denaro e soldati dall'Imperatore d'Oriente per riprendersi il trono d'Occidente. Tuttavia, Zenone declinò ogni richiesta di aiuto a Nepote, accettando Odoacre come governatore dell'Italia a nome dell'Imperatore, a patto che però il barbaro riconoscesse formalmente come Imperatore d'Occidente Nepote. Giulio Nepote, pur continuando a rivendicare il titolo di Imperatore d'Occidente, non tornò mai dalla Dalmazia e venne ucciso nel 480 dai suoi stessi uomini; approfittando di ciò, Odoacre invase la Dalmazia e la sottomise. Acclamato successivamente come re dai popoli barbari che lo avevano sostenuto, Odoacre divenne, di fatto, sovrano d'Italia.

### Fine dell'Occidente romano (476)

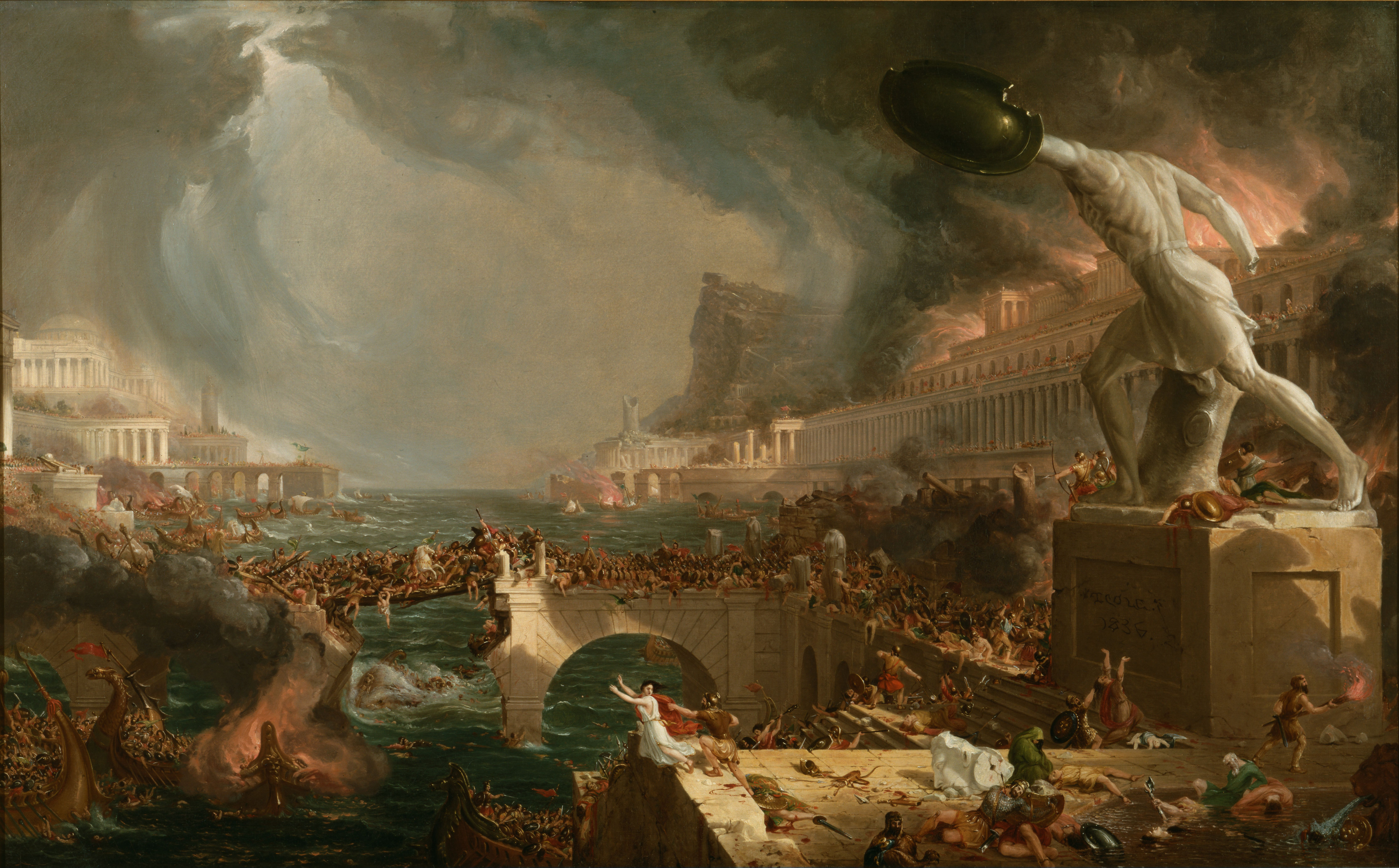
La distruzione dell'Impero romano, di Thomas Cole. Dipinto allegorico (ispirato molto probabilmente al sacco di Roma dei Vandali del 455), quarto della serie "Il corso dell'Impero" del 1836, oggi a New York, presso l'Historical Society.

Gli invasori barbari non avevano la deliberata intenzione di provocare la caduta dell'Impero romano d'Occidente, intendendo unicamente stabilirsi sui suoi territori e costruire una vantaggiosa alleanza con l'Impero, impedendo agli altri immigrati barbari di fare lo stesso. Capi barbari come Alarico o Ataulfo (e più tardi, lo stesso Teodorico), non chiedevano altro che il godimento, per i propri popoli, dei benefici della civiltà romana, che per essi rappresentava "la civiltà" per antonomasia, l'unica con cui avessero avuto contatti. Alcuni popoli germanici (Franchi, Visigoti) avevano già subito da tempo un graduale processo di romanizzazione ed inviavano i propri figli a combattere nelle armate imperiali, dove spesso raggiunsero i più alti gradi nell'esercito.
Tuttavia, la loro azione violenta, necessaria per costringere lo stato romano a concedere loro lo stanziamento all'interno dell'Impero, contribuì nell'insieme, oltre a fattori interni, alla caduta dell'Impero romano d'Occidente: i saccheggi provocati dai barbari e l'occupazione di intere province determinò infatti un consistente calo del gettito fiscale dell'Impero; infatti, la produzione agricola costituiva una percentuale non inferiore all'80% del PIL dell'Impero, con il risultato che le province saccheggiate dai Barbari, con i campi devastati, non erano più in grado di versare le tasse ai livelli di prima; si ritiene che il gettito fiscale delle province più devastate dalle incursioni diminuì dei 6/7. Inoltre, le province completamente perdute non versavano più tasse all'Impero, provocando un'ulteriore diminuzione del gettito fiscale. Nonostante il tentativo di imporre nuove tasse in modo da migliorare il bilancio, intorno al 450 l'Impero aveva perso circa il 50% della sua base tassabile, e, a causa della costante diminuzione del gettito fiscale, l'esercito romano era diventato pressoché impotente di fronte ai gruppi immigrati.
Va inoltre detto che, a differenza che in Oriente, dove l'Imperatore Leone I era riuscito a sbarazzarsi dei generalissimi di origine germanica che intendevano regnare da dietro le quinte in sua vece (ci si riferisce in particolare ad Aspar), in Occidente l'Imperatore aveva perso ogni autorità a vantaggio dei generali di origine barbarica, che alla fine, con Odoacre, decisero che si poteva anche fare a meno di un imperatore. Se l'Imperatore d'Occidente fosse riuscito a preservare la sua effettiva autorità, non è da escludere che l'Impero d'Occidente sarebbe riuscito a sopravvivere, magari limitato alla sola Italia; in occidente invece l'Imperatore aveva perso ogni potere a vantaggio dei capi dell'esercito di origine barbarica, come Ricimero e Gundobaldo. Odoacre non fece che legalizzare una situazione di fatto, cioè l'inutilità effettiva della figura dell'Imperatore, ormai solo un fantoccio nelle mani dei generali romani di origine germanica. Più che una caduta, la fine dell'Impero, almeno in Italia, può essere interpretata come un cambio interno di regime in cui si poneva fine a un'istituzione ormai superata e che aveva perso ogni potere effettivo, a vantaggio dei comandanti romano-barbarici, i quali ritenevano ormai la figura dell'Imperatore un insignificante fantoccio di cui si poteva fare persino a meno.

## Economia e finanze

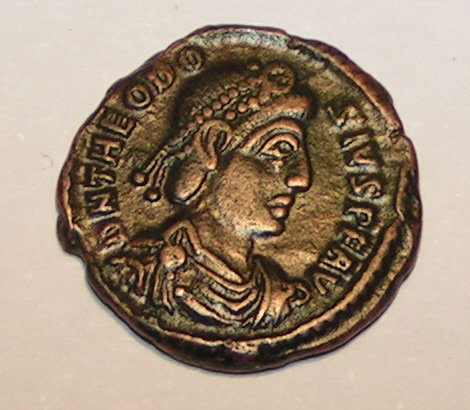
Moneta di Teodosio I

Alla crisi non solo politica, ma anche finanziaria ed economica del III secolo, (vedasi: Crisi del III secolo) fece seguito, fin dall’epoca tetrarchica, una moderata ripresa delle attività produttive che però interessò principalmente la parte orientale dell'Impero. Vari fattori contribuirono a frenare in occidente questa congiuntura economica favorevole, la quale riuscì a presentare una certa consistenza solo in un ristretto numero di aree: Cartagine con l'Africa Proconsolare e Byzacena, parte della Gallia ed alcune zone dell'Italia Annonaria (Italia Settentrionale). Negli anni in cui si iniziò a conformare l'Impero Romano d'Occidente (395 - 400 circa), la sua economia aveva assunto già da tempo delle particolari connotazioni che potrebbero qui trovare la seguente sintesi:
1. preponderanza assoluta delle attività agropecuarie (agricoltura ed allevamento) su quelle industriali e mercantili. Questo fenomeno, tipico di tutte le economie pre-capitaliste era in Oriente molto meno accentuato;
2. abnorme sviluppo del latifondo con impiego su larga scala di manodopera servile non sempre di facile reperibilità (nonostante le riforme di Diocleziano tese a vincolarla alla terra). Nel contempo iniziò a manifestarsi una progressiva scomparsa delle piccole e medie unità produttive ed un graduale spopolamento di numerose province;
3. "nazionalizzazione" di talune importanti industrie manifatturiere che provocò la crisi di alcuni settori produttivi. Questa politica economica fu intrapresa un secolo prima dall'imperatore Diocleziano e mirava ad assicurare una maggiore forma di controllo da parte dello Stato ed una maggiore razionalizzazione degli approvvigionamenti e delle forniture per l'esercito. Il processo interessò soprattutto due fra le più fiorenti attività industriali dell'occidente europeo: quella tessile e quella legata alle armi ed agli equipaggiamenti militari;
4. stagnazione quasi generalizzata delle attività commerciali, che contrastava con una ben maggiore vivacità dei traffici nella parte orientale dell'Impero. Quest'ultima poteva vantare tradizioni mercantili più antiche le quali poggiavano su uno sviluppo urbano più accentuato che in occidente.

Non va dimenticato che la pressione fiscale, dall'epoca dioclezianea in poi, si andò incessantemente incrementando per poter sostenere i costi di mantenimento, sempre più elevati, di un esercito ormai quasi interamente formato da mercenari e di un apparato burocratico sviluppatosi a dismisura (in quanto al governo servivano sempre più controllori che combattessero l'evasione fiscale ed applicassero le leggi nella vastità dell'Impero). L'aumento della pressione fiscale divenne ben presto intollerabile per le popolazioni meno agiate, mentre i ricchi contavano su appoggi e sulla corruzione; chi ne pagò il costo furono il ceto medio (piccoli proprietari terrieri, artigiani, trasportatori, mercanti) e gli amministratori locali (decurioni), tenuti a rispondere in proprio della quota di tasse fissata dallo Stato (indizione) a carico della comunità per evitare l'evasione fiscale. Le cariche pubbliche, che in precedenza erano ambite, significavano nel Tardo Impero gravami e rovina. Per arrestare la fuga dal decurionato, dalle professioni e dalle campagne, che divenne generale proprio con l'inasprimento della pressione fiscale tra il III ed il IV secolo d.C., lo Stato vincolò ciascun lavoratore e i suoi discendenti al lavoro svolto fino ad allora, vietando l'abbandono del posto occupato (fenomeno delle "professioni coatte", che nelle campagne finirà per dare avvio, attraverso il colonato, a quella che nel Medioevo verrà chiamata "servitù della gleba").
Quando le popolazioni germaniche occuparono i territori dell'Impero d'Occidente, si trovarono di fronte una società profondamente divisa tra una minoranza di privilegiati e una massa di povera gente. È comprensibile, a questo punto, che molti considerassero l'arrivo dei barbari non tanto una minaccia, quanto una liberazione da uno Stato sempre più invadente e prepotente (soprusi dell'esercito e della burocrazia), che aveva perso ogni consenso presso la popolazione più povera, una parte della quale, esasperata dalle guerre e dagli eccessi della tassazione, si diede persino al brigantaggio (in Gallia i contadini ribelli furono detti bagaudi, in Africa nacque il movimento dei circoncellioni).

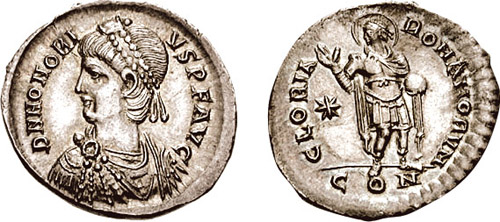
Moneta di Onorio, celebrato come gloria Romanorum, "gloria dei Romani"

L'inizio di una crisi economica generalizzata in Occidente si produsse tuttavia solo dopo il 410, durante il Regno di Onorio, a causa degli effetti devastanti degli attacchi dei Germani e del conseguente rallentamento della produzione. Con Valentiniano III (425 - 455) la situazione divenne sempre più insostenibile. I saccheggi provocati dai barbari e l'occupazione di intere province determinò infatti un consistente calo del gettito fiscale dell'Impero; infatti, la produzione agricola costituiva una percentuale non inferiore all'80% del PIL dell'Impero, con il risultato che le province saccheggiate dai Barbari, con i campi devastati, non erano più in grado di versare le tasse ai livelli di prima; si ritiene che il gettito fiscale delle province più devastate dalle incursioni diminuì dei 6/7. Inoltre, le province completamente perdute non versavano più tasse all'Impero, provocando un'ulteriore diminuzione del gettito fiscale.
Poiché gran parte del bilancio dello stato serviva a mantenere l'esercito, una diminuzione consistente del gettito fiscale determinò un ridimensionamento dell'esercito: si stima che la lotta contro gli invasori germanici nel periodo tra il 395 e il 420 abbia portato all'annientamento del 47,5% circa dei reggimenti comitatensi occidentali, perdite che dovettero essere colmate principalmente con la promozione a comitatensi di numerose truppe di frontiera, più che con il reclutamento di nuove leve di soldati di prima classe, probabilmente a causa della diminuzione del gettito fiscale. Cosicché, nonostante l'esercito campale occidentale nel 420 fosse addirittura più grande numericamente rispetto al 395 (181 reggimenti contro i 160 ca. del 395), era in realtà più debole perché il numero dei reggimenti di "veri" comitatensi (escludendo quindi gli pseudocomitatenses) era calato da 160 a 120.
La situazione subì un ulteriore peggioramento con la conquista vandalica del Nordafrica: la perdita di province così prospere (e del loro gettito fiscale) fu un duro colpo per l'Impero romano d'Occidente, che trovatosi per questo motivo in serie difficoltà economiche fu costretto a revocare tutti i benefici fiscali di cui godevano le classi possidenti e a revocare tutti i decreti di esenzione o di riduzione fiscale emanati in precedenza. Questo tentativo di taglio delle spese e di massimizzazione delle entrate non si rivelò però sufficiente a colmare le perdite subite, cosicché, come si ammette in un decreto del 444, lo stato non era più in grado di mantenere un grosso esercito. Nonostante il tentativo di imporre nuove tasse in modo da migliorare il bilancio, intorno al 450 l'Impero aveva perso circa il 50% della sua base tassabile, e, a causa della costante diminuzione del gettito fiscale, l'esercito romano era diventato pressoché impotente di fronte ai gruppi immigrati.
Va infine segnalata l'irrazionalità con cui molto spesso si gestiva all'epoca il denaro pubblico: alla fine del IV secolo e agli inizi del V lo Stato doveva farsi ancora carico, con ripartizioni gratuite di frumento e di altri generi di prima necessità, di un consistente numero di indigenti, sfaccendati e altri soggetti che conducevano un'esistenza parassitaria. Questo fenomeno, nato in tarda età repubblicana, supponeva un onere non indifferente per le esauste casse pubbliche del tempo. Indicativo a questo proposito è il caso della città di Roma che annoverava fra la sua popolazione residente, nel 367, ben 317 000 aventi diritto a questa forma di mantenimento. È questa una cifra enorme soprattutto se si considera che la popolazione totale di Roma si aggirava sulle 800 000-1 000 000 di unità e che quella dell'Italia (con Sicilia e Sardegna) ruotava attorno ai 6,5 milioni di abitanti. Questa costante emorragia di denaro pubblico, oltre a costituire un pesante gravame per il Tesoro, sottraeva risorse umane e finanziarie allo sviluppo della città di Roma e d'Italia ed alla difesa dell'Europa e dell'Africa romane.

## Cultura, arte e pensiero

### Rinascimento d'Occidente
A partire dagli ultimi decenni del IV secolo e fino alla deposizione di Romolo Augusto da parte di Odoacre, ed oltre, l'occidente è percorso da fermenti culturali, artistici, religiosi e filosofici che dettero vita a un vero e proprio rinascimento del pensiero romano di espressione latina, che nel secolo e mezzo precedente era stato messo un po' in ombra da quello di lingua greca. Alcuni storici lo definiscono rinascimento teodosiano (o costantiniano-teodosiano), ma c'è chi preferisce definirlo tardo-antico perché non circoscritto al regno di questo imperatore, dilatandosi con il suo ultimo protagonista, il filosofo Severino Boezio, oltre le soglie del VI secolo.

### Pensatori e letterati

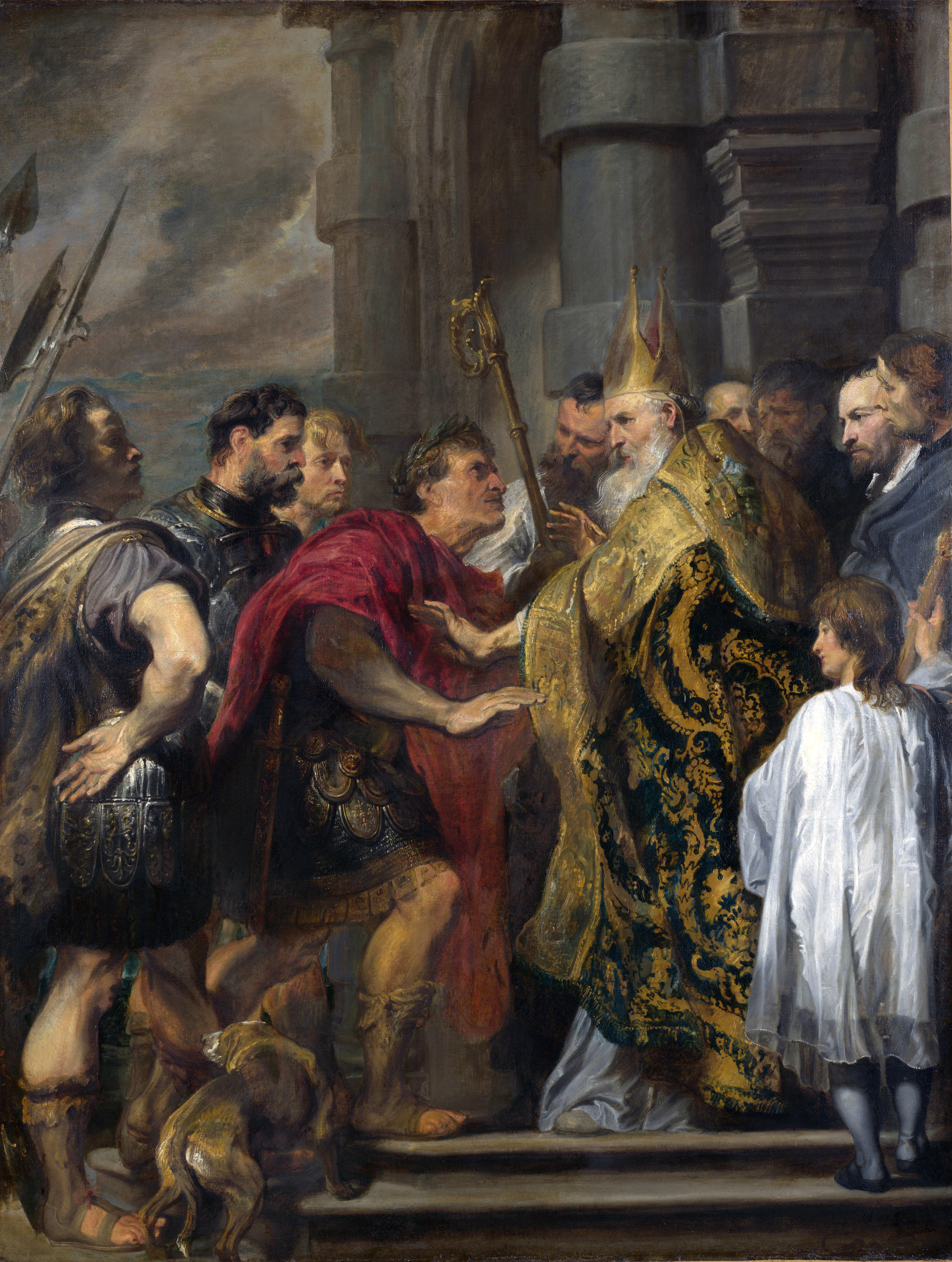
Il vescovo Ambrogio e l'imperatore Teodosio

Alla fine del IV secolo, e per molti secoli a venire, Roma era ancora un prestigioso punto di riferimento ideale non solo per l'Occidente, ma anche per l'Oriente. Si ha quasi l'impressione che la sua perdita di importanza politica, definitivamente sancita già in epoca tetrarchica, le avesse quasi assicurato un ruolo di simbolo sovranazionale di Impero al tramonto. Fu allora che venne forgiato il mito di Roma. Scrive a tale proposito un celebre storico: «Il mito di Roma, che avrebbe assillato gli uomini del medioevo e del Rinascimento - Roma aterna, Roma concepita come l'apogeo naturale della civiltà destinato a perpetuarsi per sempre - non fu creata dai sudditi dell'Impero romano classico, fu ereditato direttamente dal patriottismo tenace del mondo latino della fine del IV secolo».
Alcuni grandi uomini di cultura di origine greco-orientale sentirono questo richiamo e scelsero il latino come lingua di comunicazione. È il caso dello storico greco-siriano Ammiano Marcellino, che decise, dopo un lungo periodo di militanza come ufficiale dell'esercito, di trasferirsi a Roma, dove morì attorno all'anno 400. Nella Città Eterna scrisse il suo capolavoro Rerum gestarum libri XXXI, pervenutoci in forma incompleta. Quest'opera, serena, imparziale, vibrante di profonda ammirazione per Roma e la sua missione civilizzatrice, costituisce un documento di eccezionale interesse, dato il delicato e tormentato momento storico preso in esame (dal 354 al 378, anno della battaglia di Adrianopoli).
Anche l'ultimo grande poeta pagano, il greco-egizio Claudio Claudiano (nato nel 375 circa), adottò il latino nella maggior parte dei suoi componimenti (la sua produzione in greco fu senz'altro meno significativa) decidendo di passare gli ultimi anni della sua breve esistenza a Roma, dove si spense nel 404. Spirito eclettico ed inquieto, trasse ispirazione, nella sua vasta produzione tesa a esaltare Roma e il suo Impero, dai grandi classici latini (Virgilio, Lucano, Ovidio ecc.) e greci (Omero e Callimaco). Fra i letterati provenienti dalle province occidentali dell'Impero non possiamo dimenticare il gallo-romano Claudio Rutilio Namaziano, che nel suo breve De reditu suo (417 circa) rese un vibrante e commosso omaggio alla città di Roma che egli era stato costretto a lasciare per tornare nella sua terra di origine, la Gallia.
L'ultimo grande retore pagano che visse ed operò in questa parte dell'Impero fu il patrizio romano Simmaco spentosi nel 402. Le sue Epistulae, Orationes e Relationes ci forniscono una preziosa testimonianza dei profondi legami, ancora esistenti all'epoca, fra l'aristocrazia romana ed una ancor viva tradizione pagana. Quest'ultima, così ben rappresentata dalla vigorosa e vibrante prosa di Simmaco, suscitò la violenta reazione del cristiano Prudenzio che nel suo Contra Symmachum stigmatizzò i culti pagani del tempo. Prudenzio è uno dei massimi poeti cristiani dell'antichità. Nato a Calagurris in Spagna, nel 348, si spense attorno al 405, dopo un lungo e travagliato pellegrinaggio fino a Roma. Oltre al già citato Contra Symmachum, è autore di una serie di componimenti poetici di natura apologetica o di carattere teologico fra cui una Psychomachia (Combattimento dell'anima), una Hamartigenia (Genesi del Peccato) ed un Liber Cathemerinon (Inni da recitarsi giornalmente).

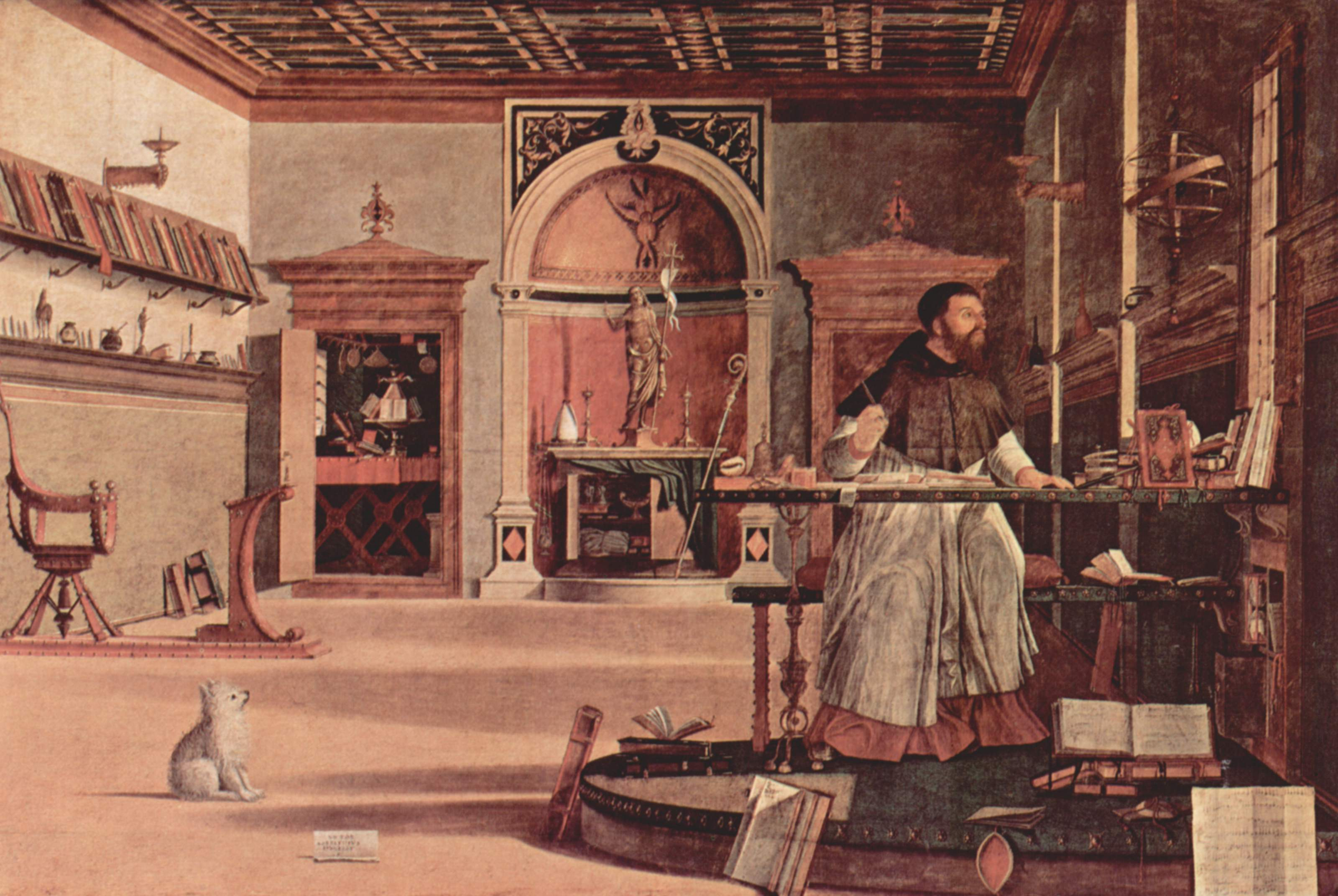
Vittore Carpaccio, Sant'Agostino nello studio

Grande sviluppo ebbe in Occidente, a cavallo fra il IV e V secolo, il pensiero teologico e filosofico dei Padri della Chiesa di lingua latina, su cui primeggiano tre grandi personalità: Ambrogio di Milano (morto nel 397), Sofronio Eusebio Girolamo (347–420) e Agostino d'Ippona (354–430).
Il primo, di Treviri, diede uno straordinario impulso al progressivo affrancamento della Chiesa di Roma dal potere imperiale, grazie anche al rapporto privilegiato che intrattenne sia con Graziano sia con Teodosio I e, alla morte di quest'ultimo, con il reggente Stilicone. La sua produzione è molto vasta e comprende scritti di carattere esegetico, ascetico e dogmatico, oltre a numerosi discorsi, epistole ed inni. Egli fu infatti il fondatore della innografia in lingua latina di contenuto religioso.
Sofronio Eusebio Girolamo, originario di Stridone, città posta fra la Pannonia e la Dalmazia, fu uno dei maggiori eruditi del suo tempo. Fu lui a tradurre l'Antico Testamento dall'originale ebraico in latino. La sua traduzione, la celebre Vulgata, diffusissima durante tutta l'età medioevale, fu l'unica ad essere riconosciuta ufficialmente dalla Chiesa durante il Concilio di Trento (1545–1563). Girolamo è anche ricordato per il De viris illustribus, raccolta di notizie, dati biografici, riflessioni sugli autori cristiani più significativi dei primi quattro secoli dell'era volgare.
Nell'Occidente romano visse e operò infine Agostino da Ippona, il filosofo e teologo che, nella storia del cristianesimo, occupa un posto secondo solo a quello di Paolo di Tarso, e fu maestro di Tommaso d'Aquino e di Giovanni Calvino. Fu forse la mente più alta espressa dalla letteratura latina e fu «... in grado di costruire una filosofia ineguagliata da qualsiasi greco contemporaneo». Nativo di Tagaste, in Numidia, Agostino soggiornò per alcuni anni prima a Roma, poi a Milano, dove ebbe modo di conoscere Ambrogio e ricevere dalle sue mani il battesimo (387). Tornato in Africa, fu ordinato sacerdote (391) e nominato successivamente Vescovo di Ippona. In questa città, assediata dalle orde vandale, Agostino si spense nel 430. Della sua enorme produzione vanno segnalate le Confessiones, capolavoro indiscusso di tutta la memorialistica in lingua latina (redatte nel 397–398) e la De civitate Dei nata per difendere i cristiani dalle accuse rivolte ad essi di essere stati i responsabili del sacco di Roma del 410. L'opera si dilatò nel corso degli anni (413–427) fino ad includere i temi più svariati (filosofia, diritto, metafisica, ecc.) divenendo una vera e propria Summa Teologica del grande pensatore africano.
Profondamente influenzato da Agostino fu il sacerdote iberico Orosio (attivo fino al 420 circa), che gli fu anche amico oltre che compagno di fede. Orosio scrisse su invito di Agostino le Historiarum adversus paganos libri septem (418) lungo resoconto storico-teologico che da Adamo giunge fino all'anno 417 e che si impernia sul concetto di provvidenza, caro al grande vescovo di Ippona. Subirono la sua influenza anche i gallo-romani Giovanni Cassiano (360-435 circa) e Claudiano Mamerto (morto attorno al 475)

### Lingue

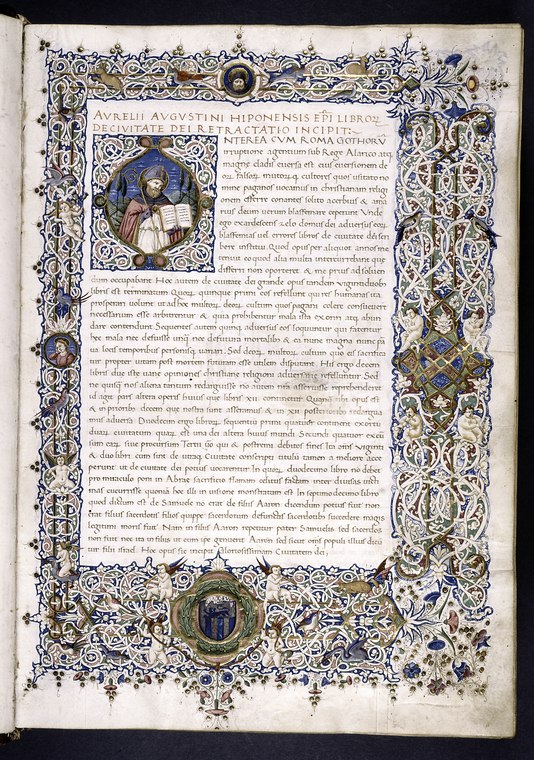
Agostino De Civitate Dei, Folio 1 - New York Public Library

Nella parte occidentale dell'Impero, a differenza che nell'Oriente romano, lingua ufficiale e lingua d'uso coincidevano. Il latino si imponeva infatti in ogni ambito della vita pubblica e privata anche se con modalità regionali e provinciali non sempre agevolmente documentabili. La persistenza di alcuni idiomi preromani (di origine soprattutto celta e fenicia) doveva rivestire ancora una certa importanza nelle zone rurali, ma nelle realtà urbane era molto più limitata. La stessa conoscenza del greco, così diffusa un tempo presso il patriziato, si era andata restringendo, nel corso del IV secolo (o forse ancor prima), agli intellettuali e agli uomini di cultura (letterati, filosofi ecc.) non senza significative eccezioni. Lo stesso Agostino infatti, una delle menti più alte del suo tempo, lamentava la scarsa conoscenza che possedeva della lingua greca. A partire dal 406 circa, l'entrata e lo stanziamento nell'Impero di popolazioni di etnia prevalentemente germanica ruppe la compattezza linguistica di questa parte del mondo romano. Pur tuttavia il latino continuò ad essere l'unica lingua scritta e di cultura della parte occidentale dell'Impero.

### Arte
Con il progressivo affermarsi del Cristianesimo ha inizio, a partire dalla prima metà del IV secolo, la nascita e lo sviluppo di un'arte paleocristiana che conoscerà il suo massimo rigoglio in Italia e particolarmente nelle città di Roma, Ravenna e Milano. Questa nuova forma d'arte troverà la sua espressione più alta nella basilica, tipico edificio romano di incontro ed aggregazione della cittadinanza, adibito dai cristiani al culto. Il primo edificio di questo tipo fu, con ogni probabilità, la basilica di San Pietro a Roma, fatta innalzare da Costantino I nel terzo decennio del IV secolo ed interamente ricostruita in età rinascimentale. Sempre del IV secolo a Roma sono le basiliche di San Paolo fuori le mura, Santa Maria Maggiore, San Giovanni in Laterano e Santa Sabina. A Ravenna, capitale imperiale dal 402, l'attività edilizia fu particolarmente intensa durante tutto il V secolo. Le basiliche di San Giovanni Evangelista (430 circa), di Sant'Agata Maggiore e di Santa Croce sono di questo periodo, come pure il celebre Mausoleo di Galla Placidia ed il Battistero degli Ortodossi (451-460).

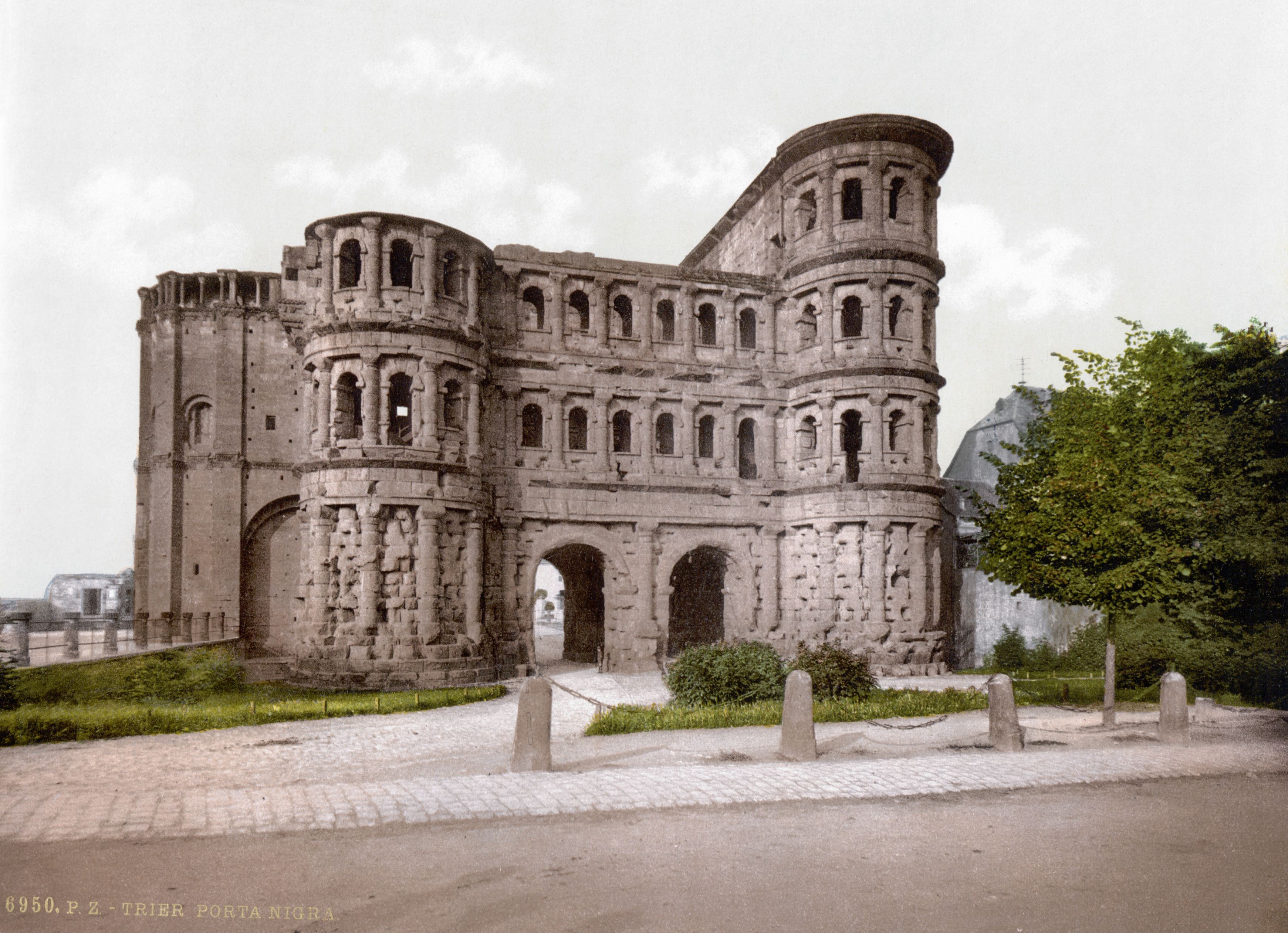
La Porta Nigra di Treviri in una foto del primo Novecento

Le decorazioni interne di questi capolavori architettonici ravennati sono ancora permeate dal severo realismo romano e non risentono delle influenze dell'arte bizantina (ancora in gestazione) che inizieranno ad essere percepibili solo in epoca teodoriciana (493-526). A Milano, anch'essa capitale imperiale durante il IV secolo, fu edificata la basilica di San Lorenzo (IV secolo, ma con alcune parti, come la cappella di San Sisto, del V secolo) nota per i suoi straordinari mosaici (prima metà del V secolo). Nelle altre province romano-occidentali l'attività artistica sembra abbia subito una battuta di arresto nel corso del IV secolo. Di questo periodo sono due celebrati monumenti della tarda romanità: la basilica di Leptis Magna, fatta innalzare da Costantino I su un'anteriore struttura del I secolo e, sempre di età costantiniana, la Porta Nigra di Treviri. Sempre a Treviri che, non dimentichiamolo, fu anch'essa residenza imperiale fin da epoca tetrarchica, si può ancor oggi ammirare la Basilica, conosciuta come "Aula Palatina", poderosa struttura in laterizio del IV secolo.

### Religione

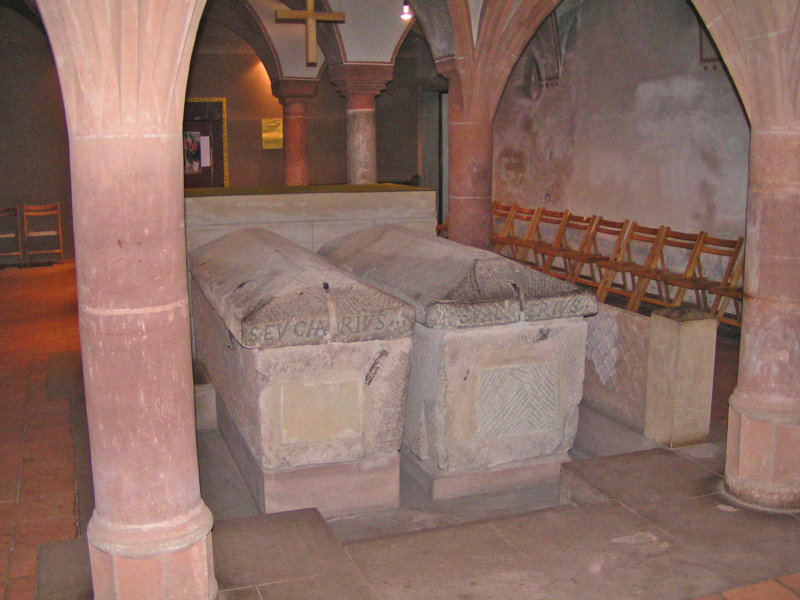
Le tombe di Eustachio e Valerio primo e secondo vescovo di Treviri - all'epoca città capitale

La politica di tolleranza e, in molti casi, di aperto sostegno al Cristianesimo inaugurata dall'imperatore Costantino I si consolidò nel corso del IV secolo (con un'unica ed effimera battuta di arresto durante il breve regno di Giuliano). Nel 380 l'imperatore Teodosio I proclamò il Cristianesimo religione ufficiale dell'Impero nella sua formulazione nicena. Sia il paganesimo che l'eresia ariana vennero da quel momento apertamente perseguitati.
Non è facile stabilire la reale consistenza delle comunità cristiane nell'Impero Romano d'Occidente alla vigilia delle invasioni barbariche, ma con ogni probabilità queste rappresentavano oltre la metà della popolazione dei territori che ne facevano parte. Il Cristianesimo era certamente più diffuso in ambito urbano che rurale e, sotto il profilo territoriale, più in prossimità del Mediterraneo (Africa, Hispania orientale e meridionale, Gallia meridionale, Italia, Dalmazia) che nell'Europa Centrale ed Atlantica.
La popolazione della città di Roma era in maggioranza cristiana, ma parte dell'aristocrazia senatoria, appoggiata dalle proprie clientele, continuò a mantenersi fedele, ancora per qualche decennio, ai vecchi culti pagani. La situazione venne a complicarsi nel corso del V secolo, a seguito dello stanziamento di molti popoli di etnia germanica e di religione ariana in gran parte dei territori romano-occidentali. La loro conversione fu in molti casi lenta e non si poté realizzare pienamente prima della fine del VII secolo.